# Úsek H-42 lehkého opevnění vz. 37

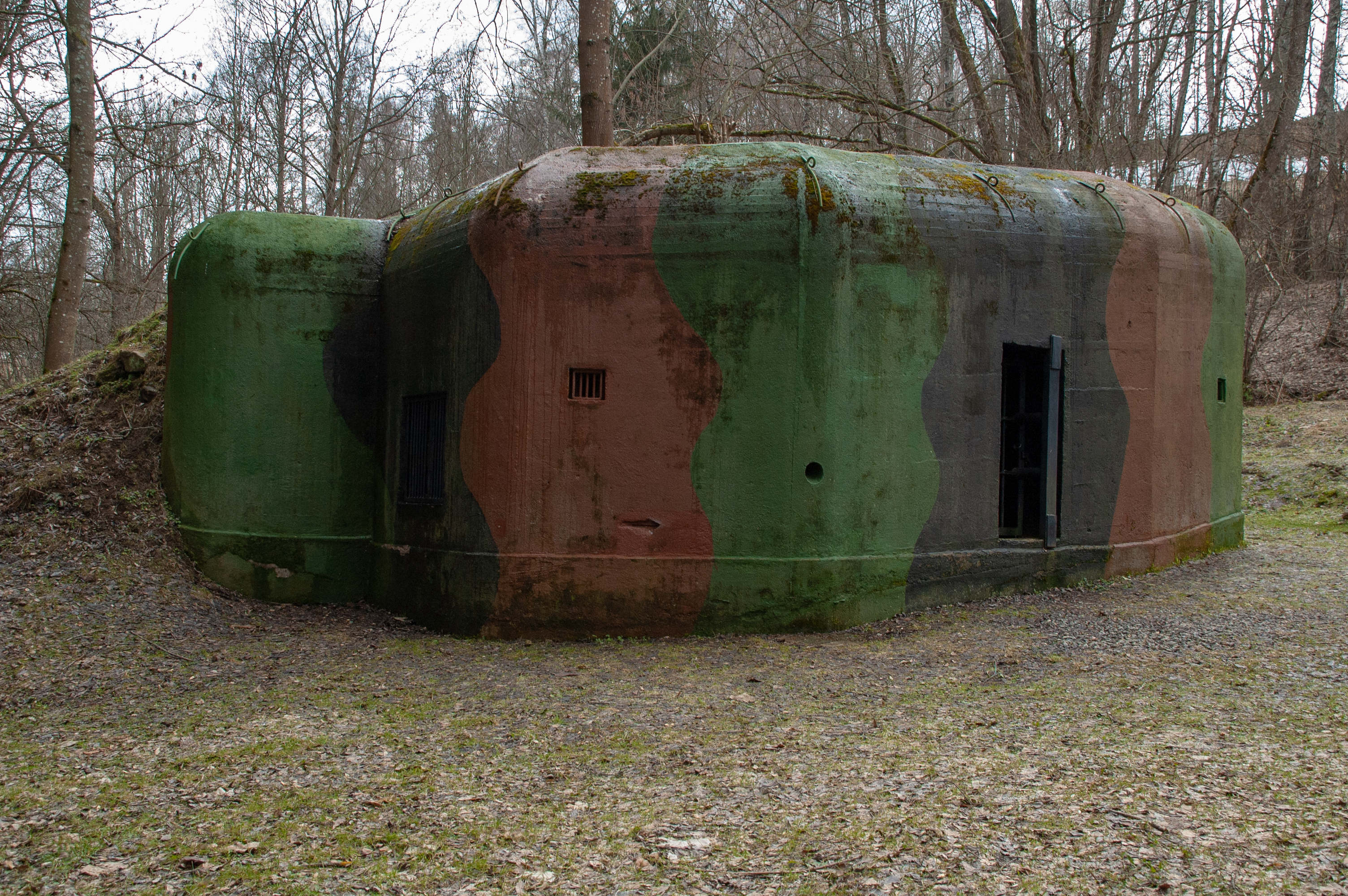
ŘOP číslo 26 v obci Albrechtovice

Úsek H-42  je úsek československého lehkého opevnění vzor 37 budovaný od 22. 9. 1937 do 4. 12. 1937 jihozápadně od Prachatic jako součást Prachatické uzávěry.

## Poloha a popis úseku

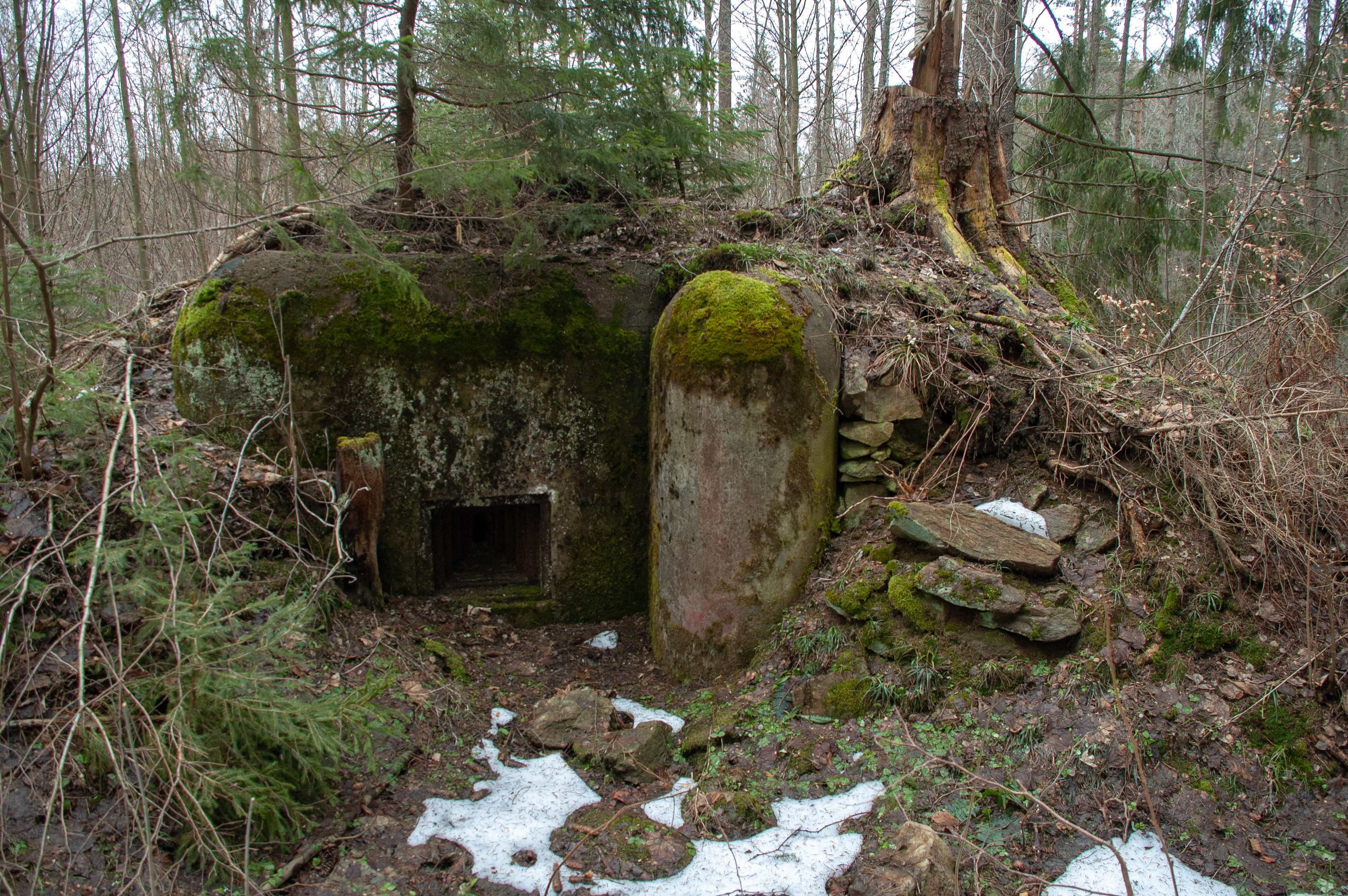
Pohled na čelní stěnu se záhozem a pravou střílnu

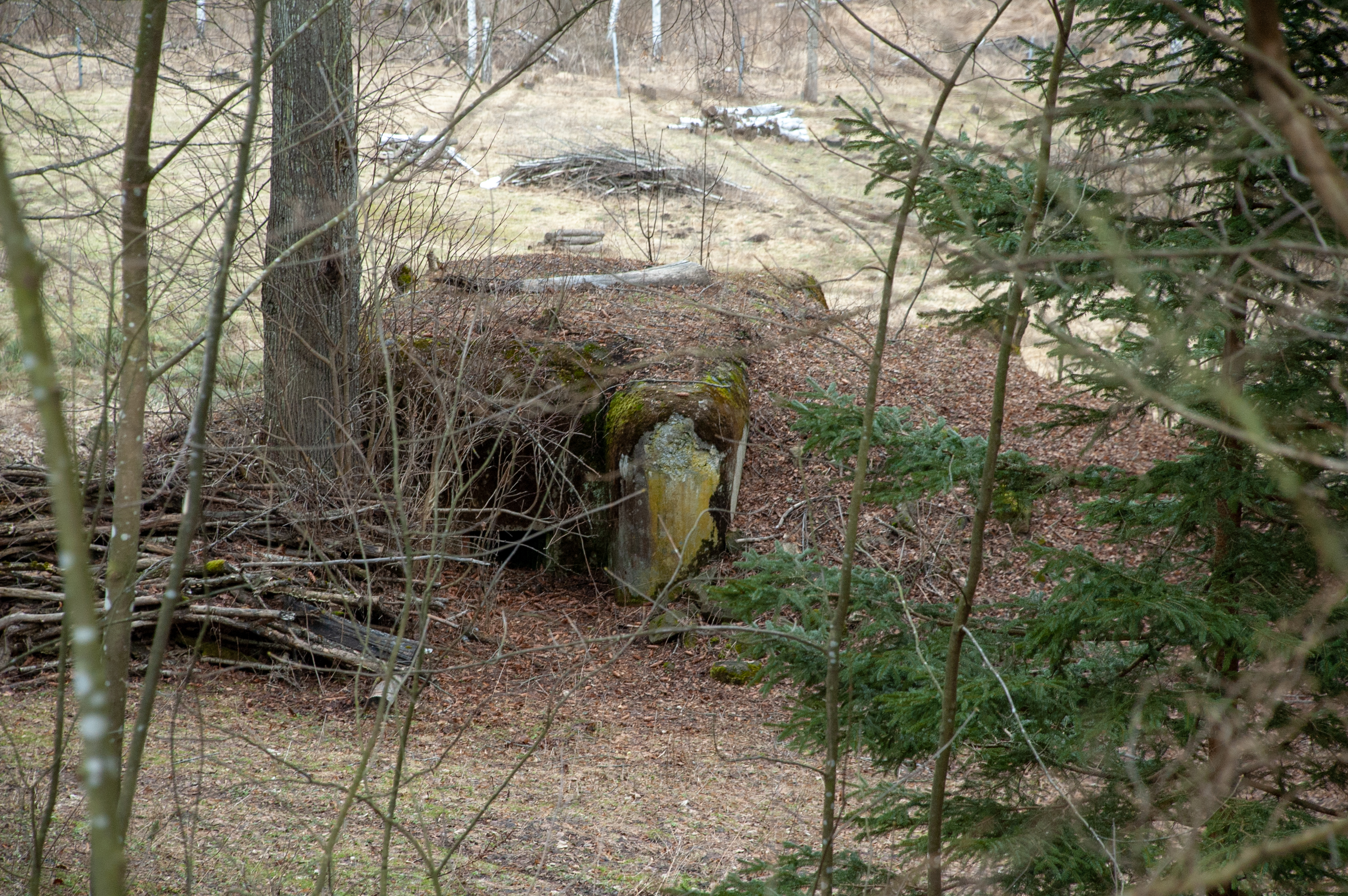
Pohled na čelní stěnu se záhozem a pravou střílnu

Úsek lehkého opevnění H-42 Prachatice je situován jihozápadně od Prachatic ve směru na Albrechtovice. Podle původního záměru měly být součástí úseku H-42 i lehké objekty později vytvořeného (po 12. září 1937) úseku H-33, který tvoří uzávěru silnice z Libínského Sedla do Prachatic. Celkem byla naplánována výstavba 40 objektů. Poloha objektů úseku H-42 využívá nadmořské výšky terénu Šumavského podhůří, zejména okolí Albrechtovického kopce (839,4 m n. m.) a Libína (1093 m n. m.). Objekty jsou situovány v nadmořské výšce od 734 do 846 m n. m. Ve výsledném a dochovaném stavu úsek tvoří 16 objektů nového typu vz. 37, z toho: 1 objekt B-100, 1 objekt A-120, 1 objekt A-140, 6 objektů A-160, 4 objekty A-180, 1 objekt C-2 a 2 objekty D-2 U objektu č. 35 typu C se dodavatelské firmě nepodařilo obstarat předepsaný plech na zastřešení. Vojenský stavební dozor kpt. pěchoty Soběslav Koblic proto dne 13. 10. 1937 žádal ŘOP o povolení rozestavěný objekt zastřešit vyklenutým železobetonem, protože stěny již byly dokončeny. Proto VSD žádal ŘOP o instrukce "a/ Jaká bude tloušťka stropu, b/Jakým způsobem se spojí klenba se svislým zdivem, c/ Jak bude strop armován, d/Zdali může býti strop rozšířen nad část objektu, ve které jsou schody." Na pořízených kontrolních kostkách byla destruktivními zkouškami prováděnými v Kloknerově ústavu v Praze (Výzkumný a zkušební ústav hmot a konstrukcí stavebních (při ČVUT)) zjištěna krychelná pevnost použitého betonu od 247 do 486 kg/cm² (45 MPa) podle ČSN 1039:1935. Vojenská správa požadovala krychelnou pevnost 450 kg/cm² a za nedodržení snižovala cenu za provedení stavby. Všechny objekty byly podle plánu postaveny (včetně původně plánovaných objektů úseku dodatečně zařazených do úseku H-33) a dochovaly se do současnosti.
| č. | Objekt č. | Typ     | Odolnost | Souřadnice                       | Betonáž      | m n. m. | Pevnost | Stav     | Sklon        | Kategorie                                                      |
| -- | --------- | ------- | -------- | -------------------------------- | ------------ | ------- | ------- | -------- | ------------ | -------------------------------------------------------------- |
| 1  | 24        | B1-100  | N        | 48°58′38″ s. š., 13°58′5″ v. d.  | 1. 12. 1937  | 734     | 452     | dochován |              | Kategorie „H-42/24/B1-100 light pillbox“ na Wikimedia Commons  |
| 2  | 25        | A-160 Z | Z        | 48°58′29″ s. š., 13°57′56″ v. d. | 4. 12. 1937  | 755     | 474     | dochován | šikmý vlevo  | Kategorie „H-42/25/A-160 Z light pillbox“ na Wikimedia Commons |
| 3  | 26        | A-160Z  | Z        | 48°58′26″ s. š., 13°57′54″ v. d. | 30. 11. 1937 | 778     | 379     | dochován | šikmý vlevo  | Kategorie „H-42/26/A-160 Z light pillbox“ na Wikimedia Commons |
| 4  | 27        | D2      | N        | 48°58′23″ s. š., 13°57′49″ v. d. | 25. 11. 1937 | 810     | 486     | dochován |              | Kategorie „H-42/27/D2 light pillbox“ na Wikimedia Commons      |
| 5  | 28        | A-160   | N        | 48°58′28″ s. š., 13°57′44″ v. d. | 22. 11. 1937 | 812     | 444     | dochován |              | Kategorie „H-42/28/A-160 light pillbox“ na Wikimedia Commons   |
| 6  | 29        | D2      | N        | 48°58′28″ s. š., 13°57′37″ v. d. | 18. 11. 1937 | 842     | 284     | dochován |              | Kategorie „H-42/29/D2 light pillbox“ na Wikimedia Commons      |
| 7  | 30        | A-180   | N        | 48°58′28″ s. š., 13°57′28″ v. d. | 29. 10. 1937 | 828     | 316     | dochován |              | Kategorie „H-42/30/A-180 light pillbox“ na Wikimedia Commons   |
| 8  | 31        | A-140   | N        | 48°58′29″ s. š., 13°57′17″ v. d. | 26. 10. 1937 | 825     | 383     | dochován |              | Kategorie „H-42/31/A-140 light pillbox“ na Wikimedia Commons   |
| 9  | 32        | A-160   | N        | 48°58′28″ s. š., 13°57′10″ v. d. | 25. 10. 1937 | 828     | 379     | dochován |              | Kategorie „H-42/32/A-160 light pillbox“ na Wikimedia Commons   |
| 10 | 33        | A-180   | N        | 48°58′26″ s. š., 13°57′3″ v. d.  | 22. 10. 1937 | 837     | 374     | dochován |              | Kategorie „H-42/33/A-180 light pillbox“ na Wikimedia Commons   |
| 11 | 34        | A-180   | N        | 48°58′27″ s. š., 13°56′56″ v. d. | 20. 10. 1937 | 846     | 403     | dochován |              | Kategorie „H-42/34/A-180 light pillbox“ na Wikimedia Commons   |
| 12 | 35        | C2      | N        | 48°58′32″ s. š., 13°56′47″ v. d. | 19. 11. 1937 | 818     | 415     | dochován |              | Kategorie „H-42/35/C2 light pillbox“ na Wikimedia Commons      |
| 13 | 36        | A-160   | N        | 48°58′27″ s. š., 13°56′46″ v. d. | 07. 10. 1937 | 823     | 530     | dochován | šikmý vpravo | Kategorie „H-42/36/A-160 light pillbox“ na Wikimedia Commons   |
| 14 | 37        | A-120   | Z        | 48°58′28″ s. š., 13°56′20″ v. d. | 15. 11. 1937 | 794     | 310     | dochován |              | Kategorie „H-42/37/A-120 Z light pillbox“ na Wikimedia Commons |
| 15 | 38        | A-160   | N        | 48°58′18″ s. š., 13°56′13″ v. d. | 29. 09. 1937 | 815     | 396     | dochován | šikmý vlevo  | Kategorie „H-42/38/A-160 light pillbox“ na Wikimedia Commons   |
| 16 | 39        | A-180   | N        | 48°58′16″ s. š., 13°56′9″ v. d.  | 22. 09. 1937 | 831     | 247     | dochován | šikmý vlevo  | Kategorie „H-42/39/A-180 light pillbox“ na Wikimedia Commons   |

## Historie úseku H-42

### Poloha a taktické určení úseku

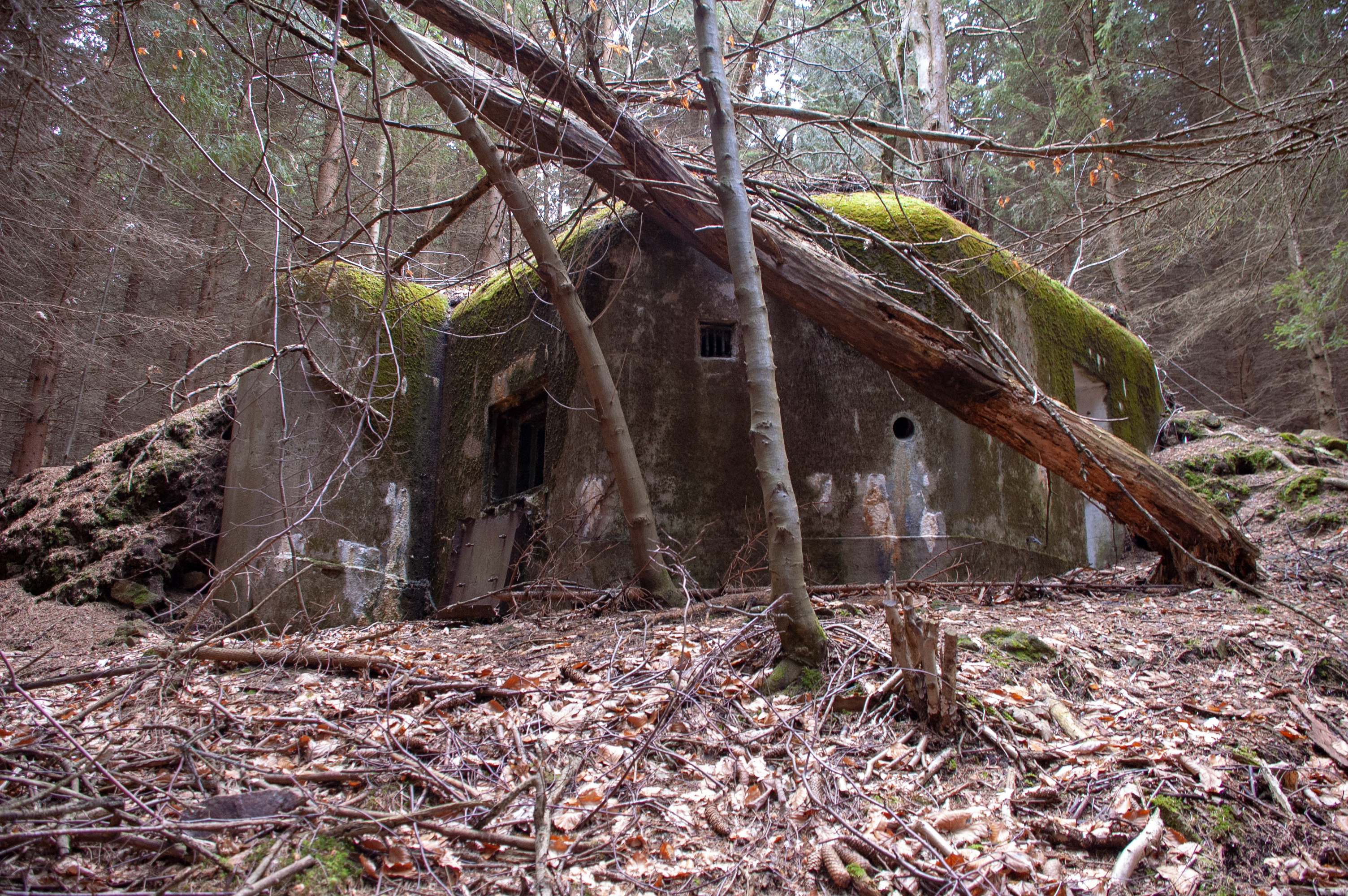
Diagonální pohled na zadní stěnu s vchodem a levou část čelní stěny (ucho) se záhozem

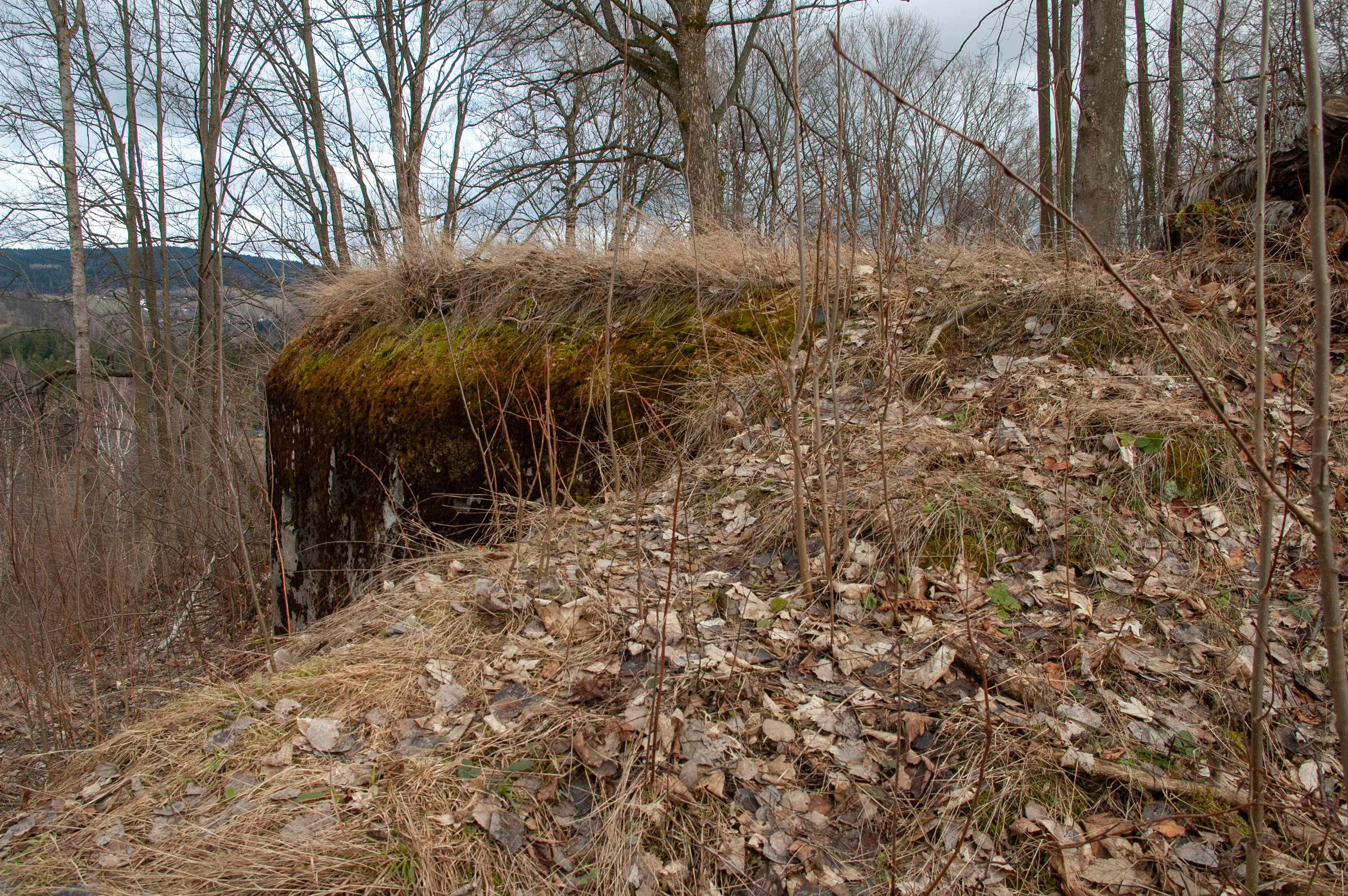
Detail záhozu a střechy objektu

Úsek byl plánován a realizován jako součást obrany jihozápadní hranice Československa s Německou říší zajišťované I. armádním sborem Československé armády. Úsek byl v terénu vytyčen v květnu 1937 velitelem 9. pěší brigády plk. gšt. Františkem Lančem a měl původně zahrnovat 40 lehkých objektů postavených v délce 12 km. Takticky byl určen pro zachycení útoku Wehrmachtu na Prachatice a dále na Strakonice a Písek. Výstavba byla naplánována po obou stranách kóty 1096 Libín, kde měl úsek palbou přetínat silnici z Volar do Prachatic. V době plánování a výstavby tvořil první linii lehkého opevnění ve směru na Prachatice. Výstavbou později plánovaných úseků bezprostředně při čs.-německé hranici se úseky H-42 a H-33 staly druhou linií (sledem) lehkého opevnění a změnilo se tak i taktické určení obou úseků v kontextu zamýšlené strategie a taktiky čsl. armády po mobilizaci v prostoru Prachatic.. Vzhledem k předpokládanému směru úderu Wehrmachtu z jihozápadu prachatická uzávěra měla přispívat ke zdržení útoku na Prahu a na pražskou čáru.
V době výstavby úseku H-42 byla nejbližší vojenská posádka v Prachaticích v Žižkových kasárnách, kde byla dislokována část (rota) hraničářského praporu 4 z Vimperka. Tyto jednotky zajišťovaly v rámci výstavby pouze pochozí hlídky a logistiku (činnost vojenského stavebního dozoru). Vlastní ochranu hranice zajišťovala v politickém okrese Prachatice (Strakonice a Vimperk) v době míru družstva stráže obrany státu (SOS) z praporu 10 se sídlem ve Strakonicích, jehož velitelem byl pplk. Jaroslav Rejžek z velitelství 10. pěší brigády.

### Výstavba úseku
Velitelství ženijního vojska I. sboru vyzvalo k účasti na soutěži o výstavbu úseku v červenci 1937 šest prověřených stavebních firem, z nichž jedna účast odmítla. Podmínkou bylo provedení stavby 39 lehkých objektů ve lhůtě 90 dnů, maximálně do 31. 10. 1937 (40. objekt byl do projektu zahrnut až po zadání prací). Jako vojenský stavební dozor (VSD) byl určen kpt. pěch. Soběslav Koblic z pěš. pluku 11 a technikem dozoru byl určen čet.asp. Ing. František Svoboda (od podzimu 1937 ppor. prez. služby) z ženijního pluku 5.
Ze soutěže o zadání výstavby úseku vyšla vítězně firma Arch. František Fína v Plzni, která nabídla nejnižší cenu 836 749,34 Kč. Po schválení výběru ŘOP byla stavba vítězné firmě zadána dne 29. 7. 1937 a 2. 8. 1937 jí bylo předáno staveniště. Před zahájením prací ještě došlo k upřesnění podmínek a navýšení počtu objektů na 40.V průběhu výstavby došlo k souhře technických a organizačních obtíží. Vybraná firma sice nabídla nejnižší cenu za zhotovení úseku v původním rozsahu (tedy včetně dosud neplánovaného úseku H-33), ale neměla dostatečné manažerské schopnosti a zkušenosti. Nedokázala zajistit potřebný počet dělníků české národnosti (nebo německých odpovídajících bezpečnostním požadavkům), protože poměry na jihozápadní hranici se dramatizovaly sílícími provokacemi henleinovských bojůvek a Sudetoněmeckého Freikorpsu. Kromě toho zadržovala dělníkům příplatky za přesčasy, které byly vzhledem k termínu zhotovení díla a technologickému požadavku na kontinuální betonáž nezbytné. Vznikl konfliktní vztah majitele firmy k vojenskému stavebnímu dozoru i k vlastním zaměstnancům. Dalším faktorem průtahů ve výstavbě objektů byly velmi nepříznivé geografické a dopravní podmínky, protože staveniště bylo dostupné pouze nezpevněnými komunikacemi vedoucími z Prachatic do strmého kopce (nadmořská výška Prachatic je 561 m n. m.). Deštivý podzim roku 1938 tyto problémy ještě umocnil.
Postupně též narůstaly neshody mezi důstojníky stavebního dozoru – kpt. Koblicem a ppor. prez. služby Ing. Svobodou. Konflikt vyvrcholil na konci října 1937, kdy si na kpt. Koblice stěžovala stavební firma, technik Svoboda i mužstvo vojenského stavebního dozoru. Šetření zpravodajských orgánů I. armádního sboru prokázalo, že se kpt. Koblic dopustil řady přečinů, např. že se stravoval v kuchyni mužstva, aniž za stravu platil. 15. 11. 1937 byl proto odvelen nazpět k pěšímu pluku 11 a nahrazen por. žen. Ing. Otakarem Gráfem, který byl zároveň vojenským stavebním dozorem úseku H-33. Technikem obou úseků zůstal ppor. Ing. Fr. Svoboda.

#### Dodatečné vyčlenění úseku H-33
Vzhledem k narůstajícím průtahům ve výstavbě objektů H-42 velitel ženijního vojska I. sboru rozhodl 12. září 1937 o odejmutí části objektů firmě Fína: nejprve 10, následně 14 a nakonec 24 objektů. Z odejmutých objektů na východním křídle původního úseku H-42 byl vytvořen nový úsek H-33. Výstavba úseku H-33 byla svěřena firmě Jenč, Hladeček a Kroft, která úspěšně realizovala výstavbu 19 objektů úseku E-21 Čerňovice a 47 objektů úseku E-22 Stříbro. I za této redukce počtu objektů se podařil staviteli Fínovi dokončit konečný počet 16 objektů (původně číslovaných jako č. 24 – 39) až 4. 12. 1937 a část objektů byla betonováno po sjednané mezní lhůtě předání do konce října. Firma[jaký?]

### Úsek H-42 v době mobilizace 23. září 1938
Po mobilizaci byly k dislokaci do úseků Prachatické uzávěry určeny jednotky 5. divize, jejímž velitelem byl brigádní generál Bedřich Neumann. Původně Hraniční oblast 31. Obranu zajišťoval pěší pluk 11. Úkolem 5 divize byla obrana hlavního obranného postavení na západ od toku Vltavy u Zlaté Koruny po Stachy o celkové délce 98 km. Druhé obranné postavení v úseku Netolice-Hluboká zajišťoval pěší pluk 51. Druhé obranné postavení v úseku Lhenice - Libínské Sedlo zajišťoval záložní pěší pluk 61 pěšího pluku 11 z Písku.V Prachaticích bylo také velitelské stanoviště pěšího pluku 61.

### Úsek H-42 po roce 1938
Po Mnichovské dohodě byly Prachatice přičleněny k Německé říši.Podobně i úseky H-42 a H-33 jsou názorným příkladem toho, jak německá vojenská a politická správa prosazovala po 1. říjnu 1938 korigování území původně stanoveného k odstoupení Německé říši podle místních politických, dopravních, vojenských a geografických podmínek. Objekty obou úseků H-42 a H-33 s výjimkou 9 objektů č. 1 – 9 byly zahrnuty do území, které ČSR byla nucena odstoupit podle Mnichovské dohody. Z mapy opevnění je zřejmé, že zcela osamocené objekty východního křídla Prachatické uzávěry se staly z vojenského hlediska zcela bezcennými. Toto řešení vedlo k úplnému zachování řopíků, které připadly na území Velkoněmecké říše. 9 objektů u obce Jelemek bylo po 15. březnu 1939, kdy jejich území přešlo do Protektorátu německou vojenskou správou zničeno.Do historie obou úseků spadá i vyúčtování nákladů obou stavebních firem, ke kterému došlo paradoxně až v květnu 1939, tedy po vytvoření Protektorátu Čechy a Morava a po okupaci bývalé ČSR nacistickým Německem, které tyto objekty měly zabránit. Firmě Fína byl zaplacen doplatek za úsek H-42 389 109,50 Kč a firmě F. Jenč, F. Hladeček a F. Kroft za úsek H-33 1 553 239,71 Kč.

### Úsek H-42 po roce 1948

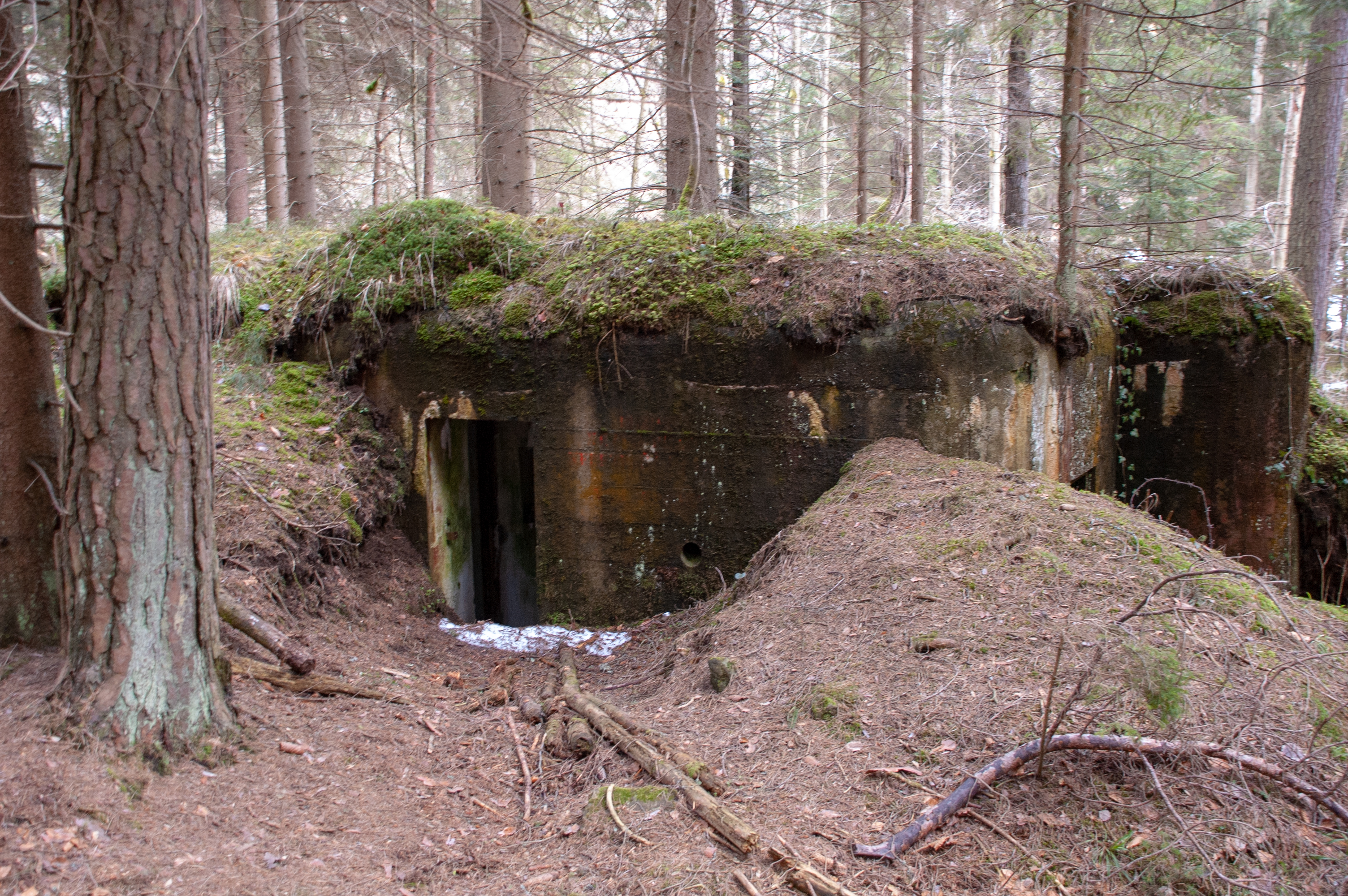
Pohled na zadní stěnu se zásypem a pravé ucho objektu

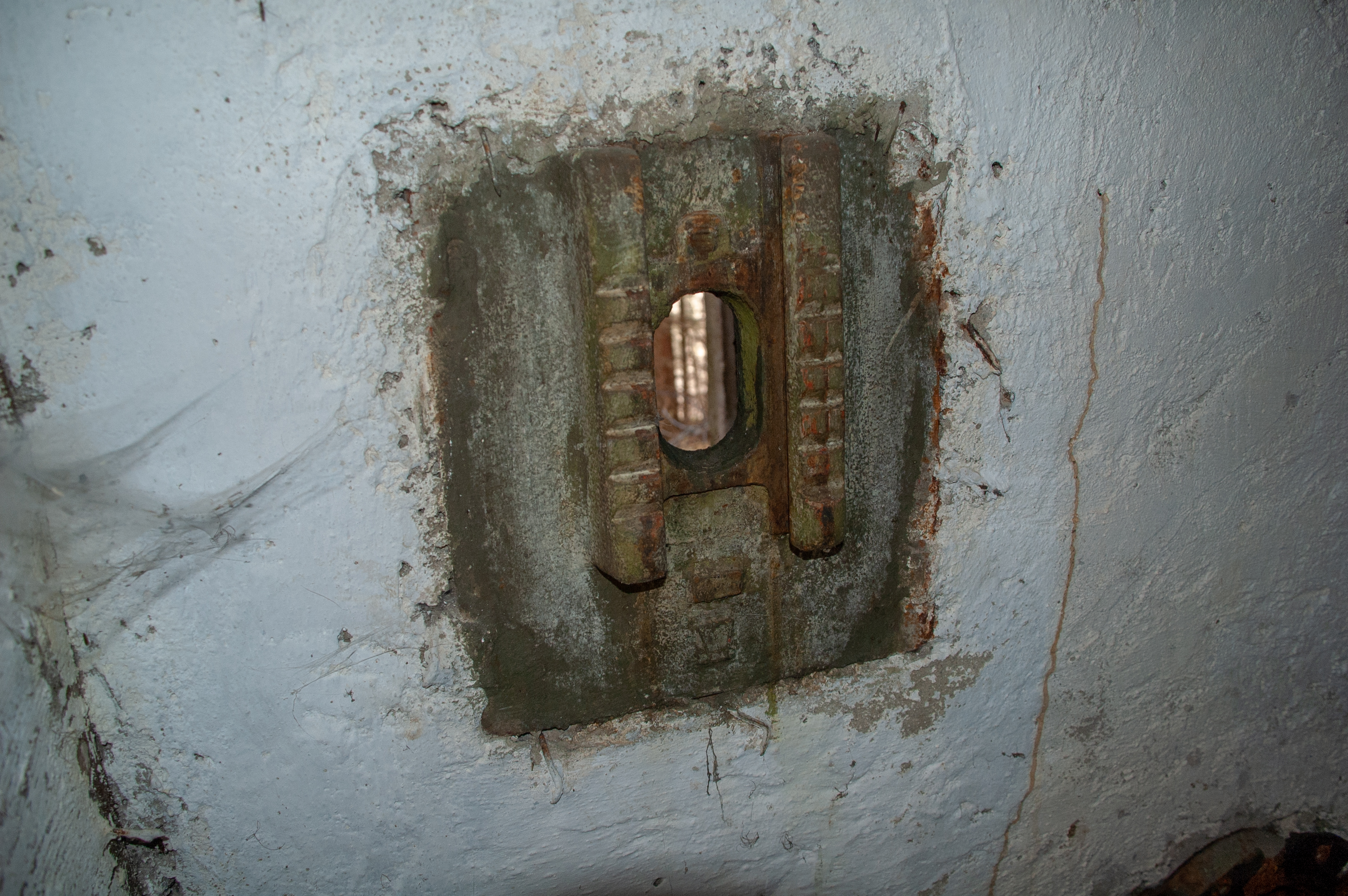
Pohled do interiéru na střílnu

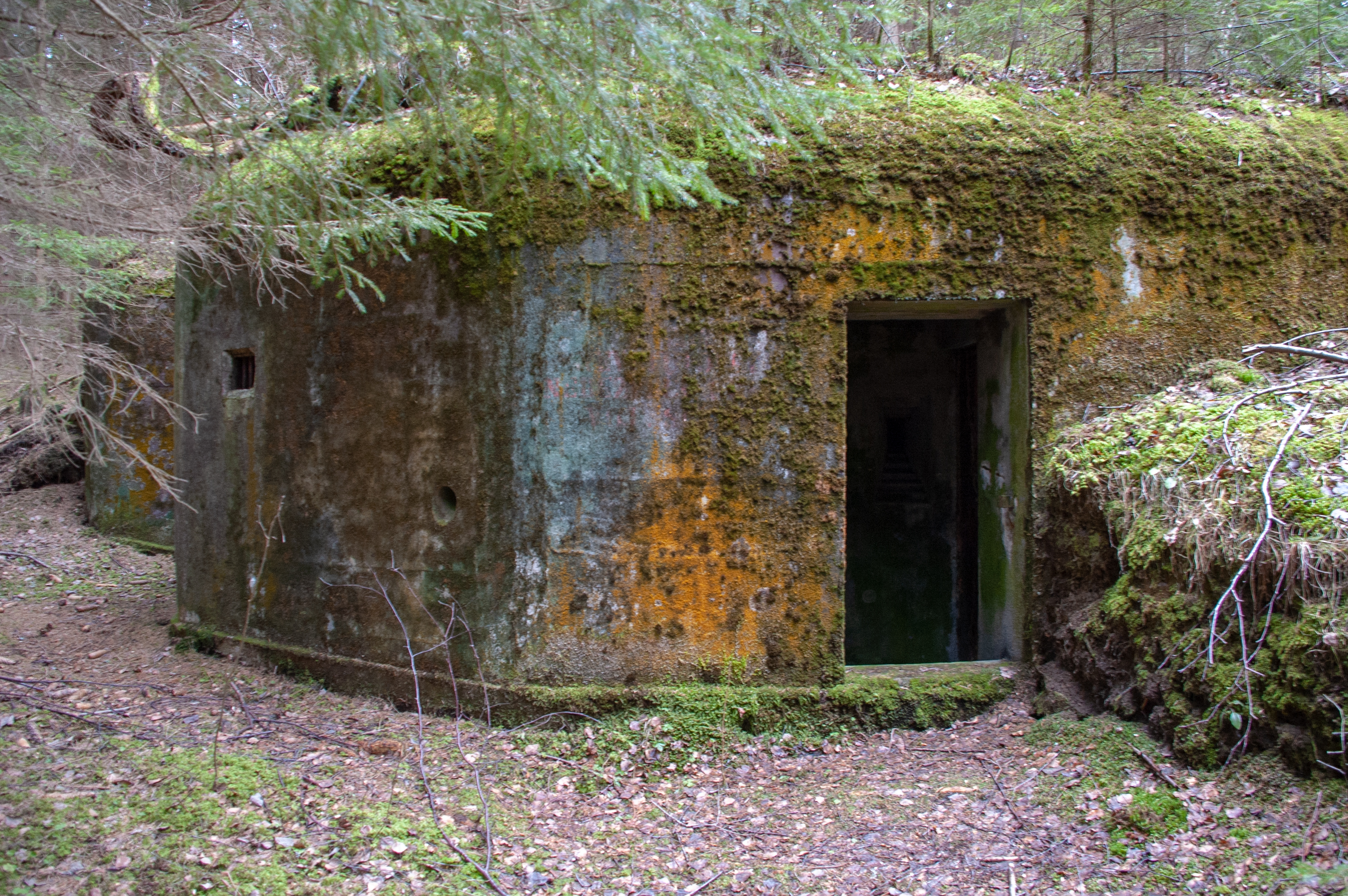
Pohled na zadní stěnu se dveřmi a částí záhozu, zbytek maskování práškovými barvami

Vzhledem k poloze směrem k hranici se Spolkovou republikou Německo byl úsek H-42 (stejně jako úsek H-33) po roce 1948 zahrnut do československého opevnění během studené války jako součást obrany státní hranice. V rámci reaktivace řopíků na nich byly provedeny úpravy pro boj v podmínkách jaderné války. Úsek H-42 (stejně jako H-33 a úseky v okolí Volar) se stal součástí obranné linie zajišťované 62. motostřeleckým plukem dislokovaným od 1.10.1958 do 1. 11. 1991 v Prachaticích (jeho předchůdcem byl 62. střelecký pluk dislokovaný tamtéž),který byl součástí 15. motostřelecké divize v Českých Budějovicích.Objekty úseků H-42 i H-33, které nebyly likvidovány v průběhu II. světové války prošly v 50. a 60. tzv. protiatomovými úpravami.Úprava spočívala v čistění a bílení vnitřních stěn objektu a vytvoření záhozu zeminou na vchodové straně. Pro instalované filtroventilační zařízení byl vyzděn cihlový komínek. Zemina na týlové straně si vyžádala vložení vchodové chodbičky z betonových prefabrikátů. Československá lidová armáda k reaktivaci objektů v padesátých letech využívala původní předválečnou výzbroj a vybavení. Plošné zavádění nového čs. univerzálního kulometu UK vz. 59 od roku 1961 vedlo k vývoji nové lafety označované UL1, která zbraň vyvažovala pružinou. Kromě úpravy LO 37 byla v okolí Prachatic budována stálá ženijní opevnění, zejména úkryt ženijní ÚŽ-6. Tyto práce zajišťovala zejména ženijní rota 62. motostřeleckého pluku v jeho záložních prostorech ve Zbytinách a ve VVP Boletice.

### Úsek H-42 po roce 1989

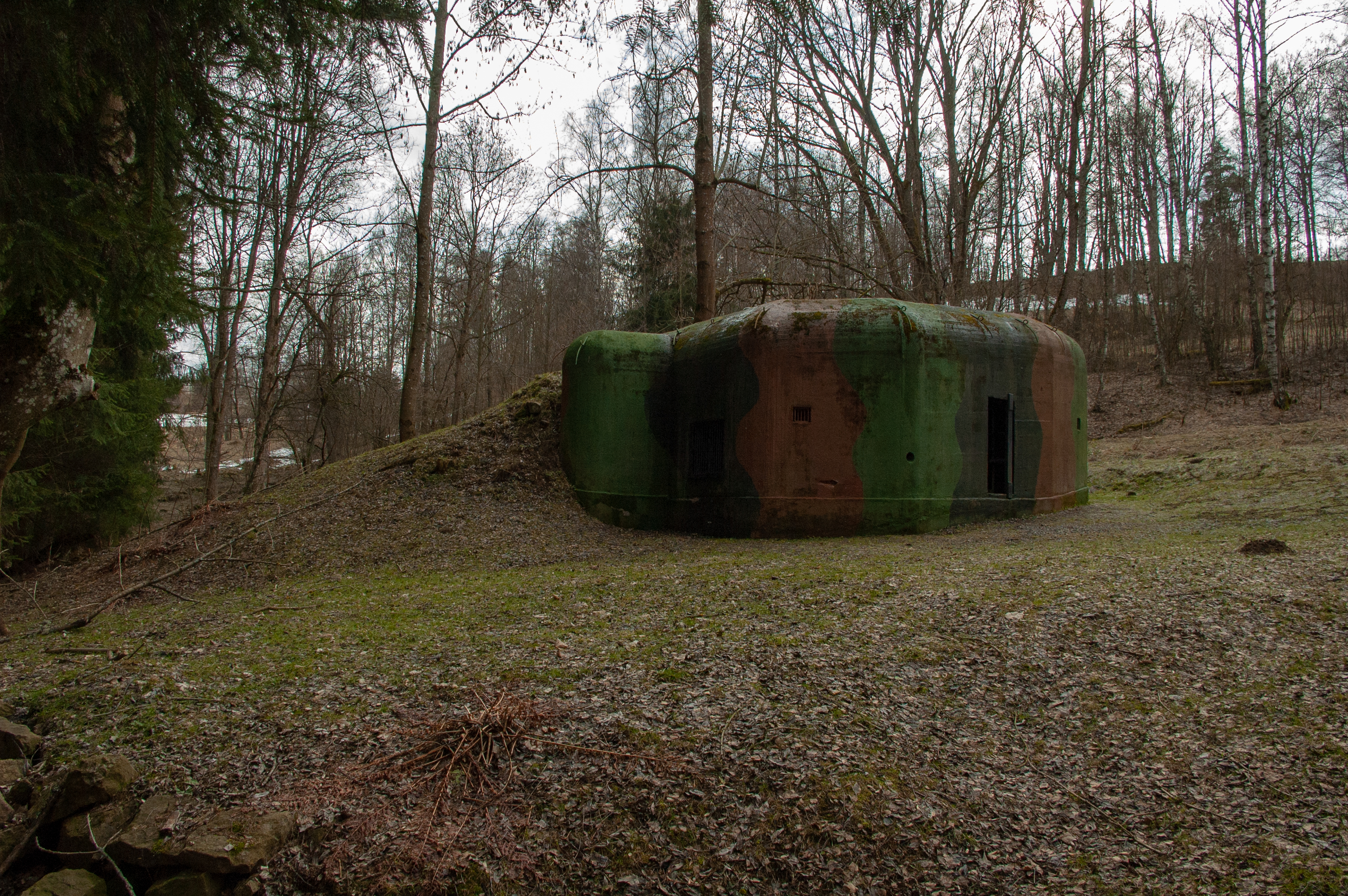
Pohled na opravený objekt

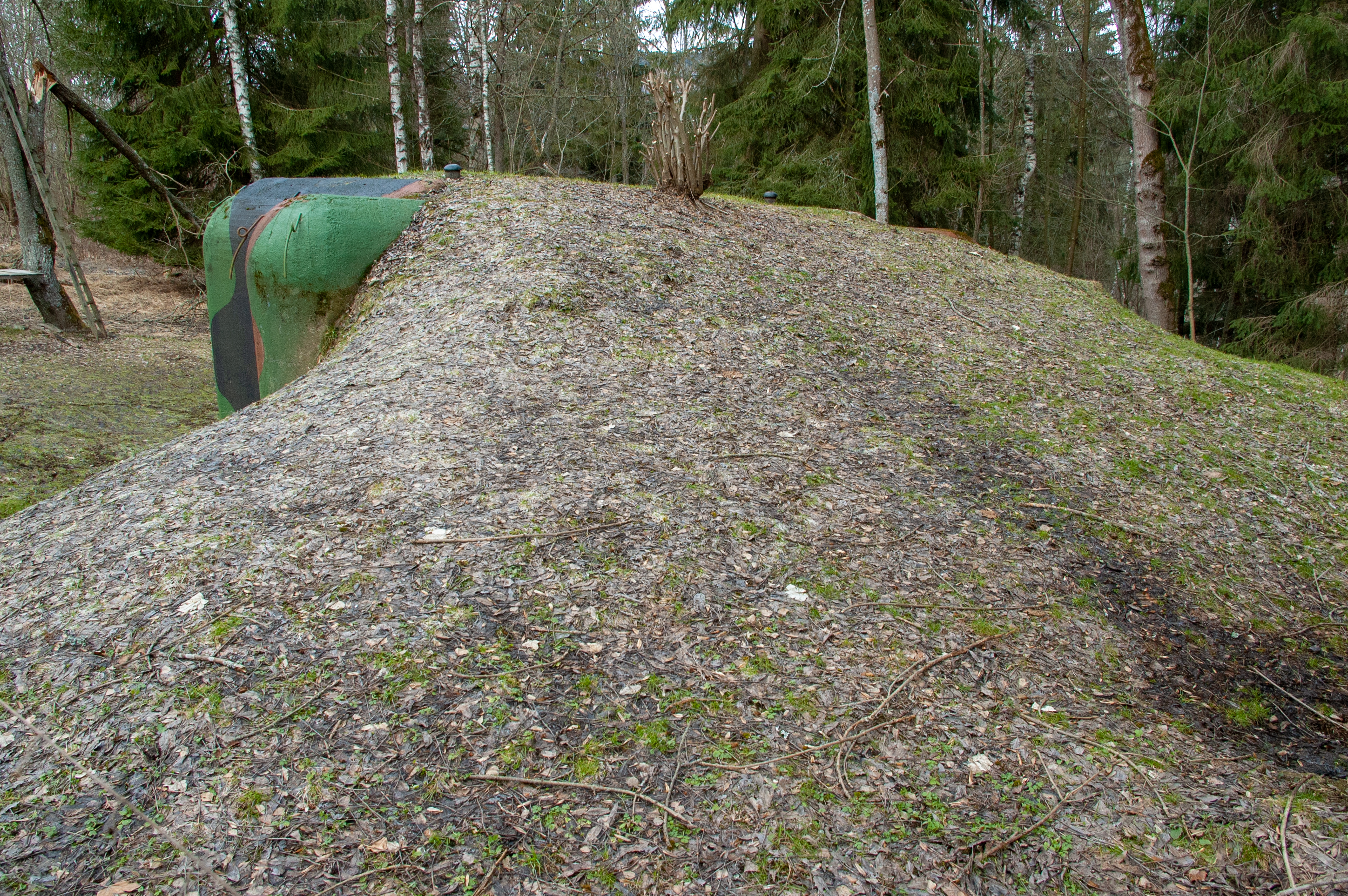
Pohled na zához opraveného objektu

Dokumentace a prezentace objektů lehkého opevnění je zejména po roce 1989 předmětem zájmu dobrovolníků, amatérských badatelů a výzkumníků, jejichž přínos pro výzkum čs. lehkého opevnění v kontextu historie pohraničí je značný. Oba prachatické úseky jsou důležitým dokladem o historii města Prachatic a jeho okolí od roku 1918. V širším kontextu patří k hmotným dokladům o proměnách česko-německého pohraničí v době historických mezníků do roku 1938, v letech 1938 – 1945 a v letech 1948 – 1989.

## Úsek H-42 v literatuře
Budování a problematice čs. opevnění v letech 1935 – 38 je věnována rozsáhlá odborná literatura. Významným tématem je výzkum opevnění na Šumavě před rokem 1938 i po roce 1945, jehož výsledky jsou publikované v renomovaných nakladatelstvích a jehož autory jsou vojenští („pevnostní“) historici zaměřující se na čs. pohraniční fortifikaci.

## Úsek H-42 a H-33 v turistice
Po roce 1989 se lehké objekty staly předmětem profesionálního i amatérského zájmu, na který navazuje „pevnostní turistika“ a pořádání prezentací opevnění a významných událostí spojených s opevňovacími pracemi a zářijovou mobilizací v roce 1938. S ohledem na politické souvislosti se oba úseky lehkého opevnění u Prachatic dochovaly bez destrukce v době německé okupace (jako tomu bylo u úseků tvořících ústupové příčky a vojenské opevnění Prahy). Zatím zde vzniklo jedno muzeum v objektu H-33/10/A-140N (tedy na sousedním úseku H-33). Nezajištěné a nevyužívané řopíky jsou i bezpečnostním a hygienickým rizikem, které se snaží Město Prachatice a další obce řešit.

## Galerie

### Pohledy na dochované objekty

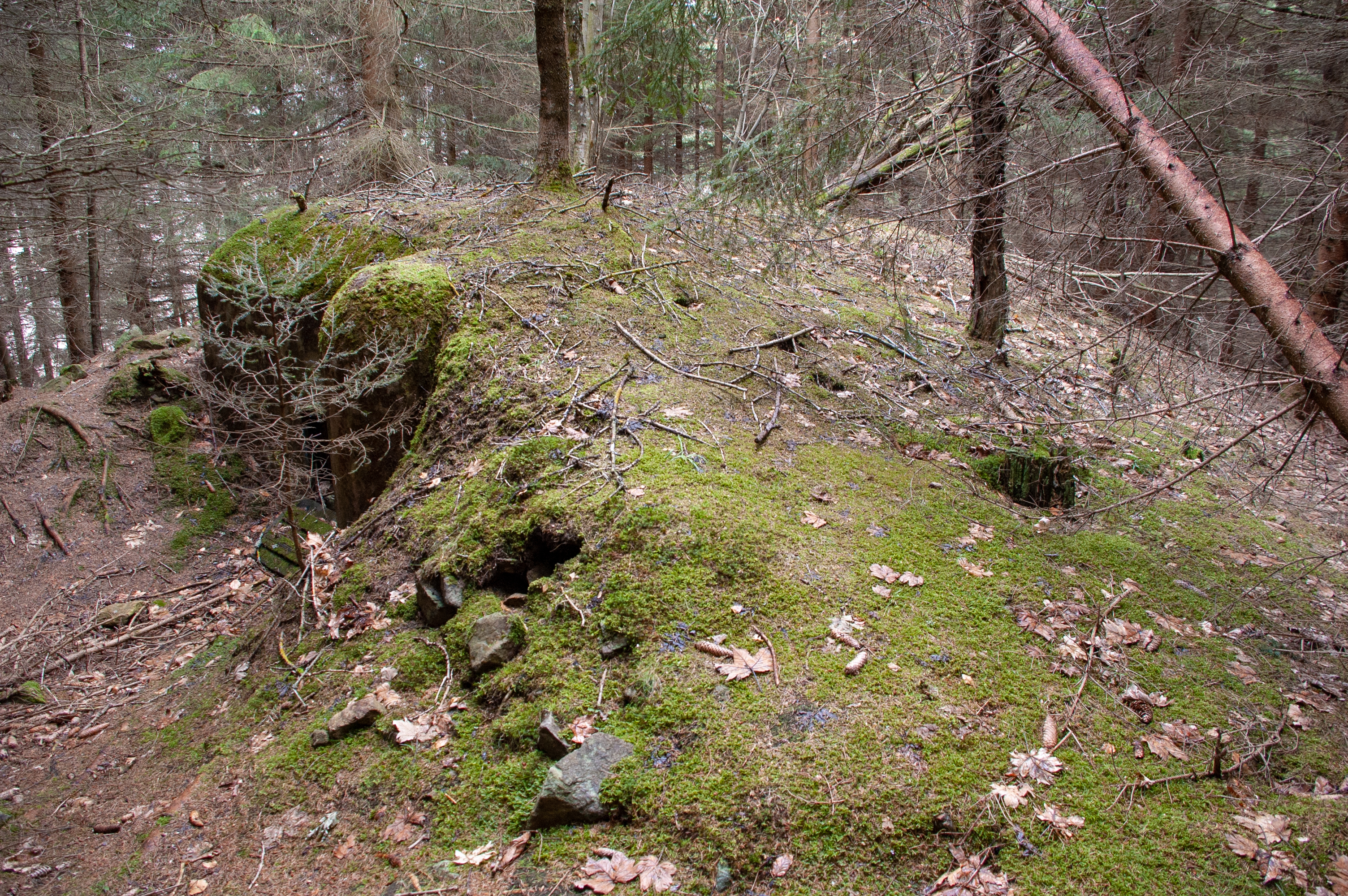
Pohled na objekt shora
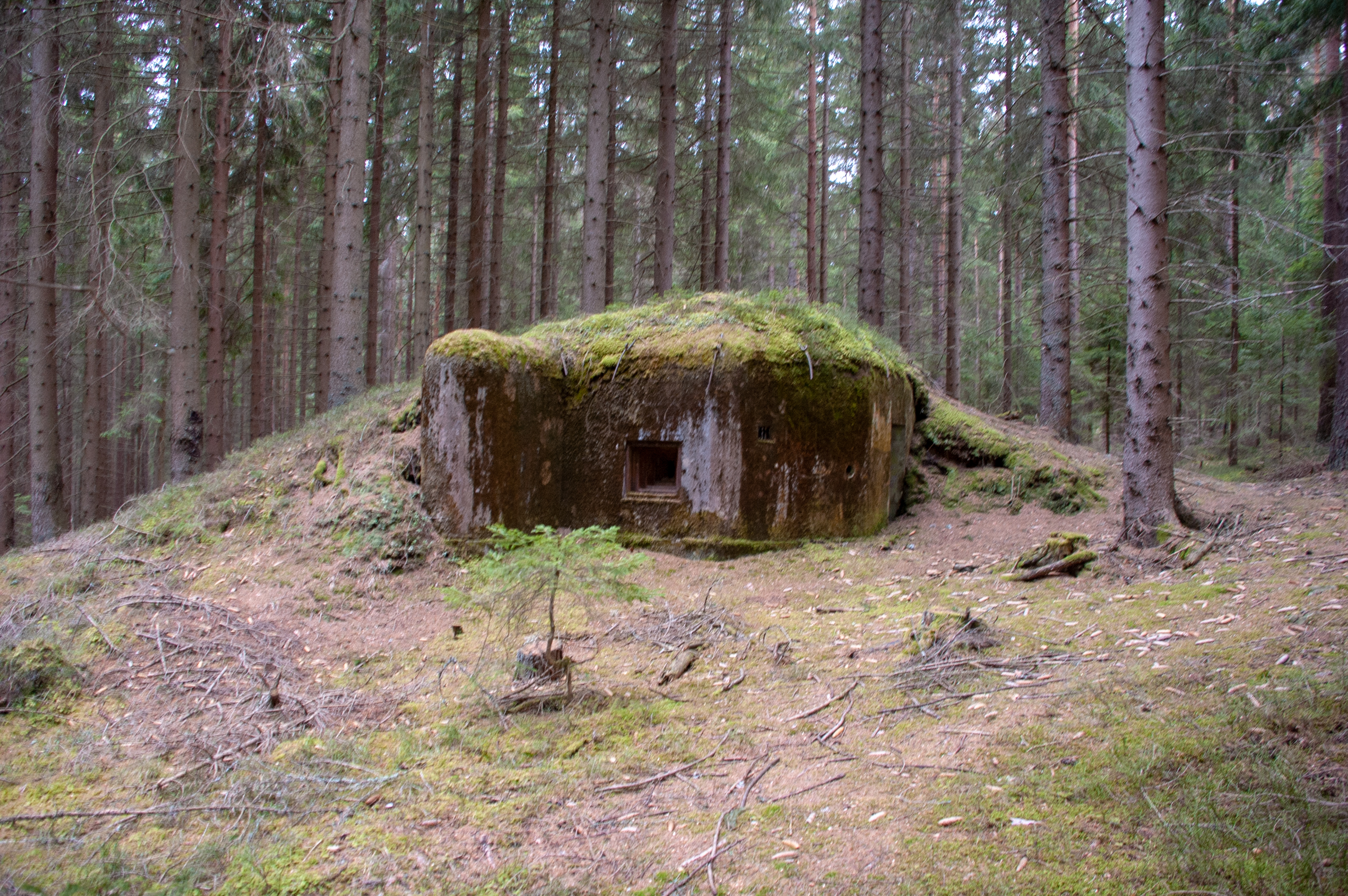
Pohled na čelní stěnu se záhozem a levou střílnu
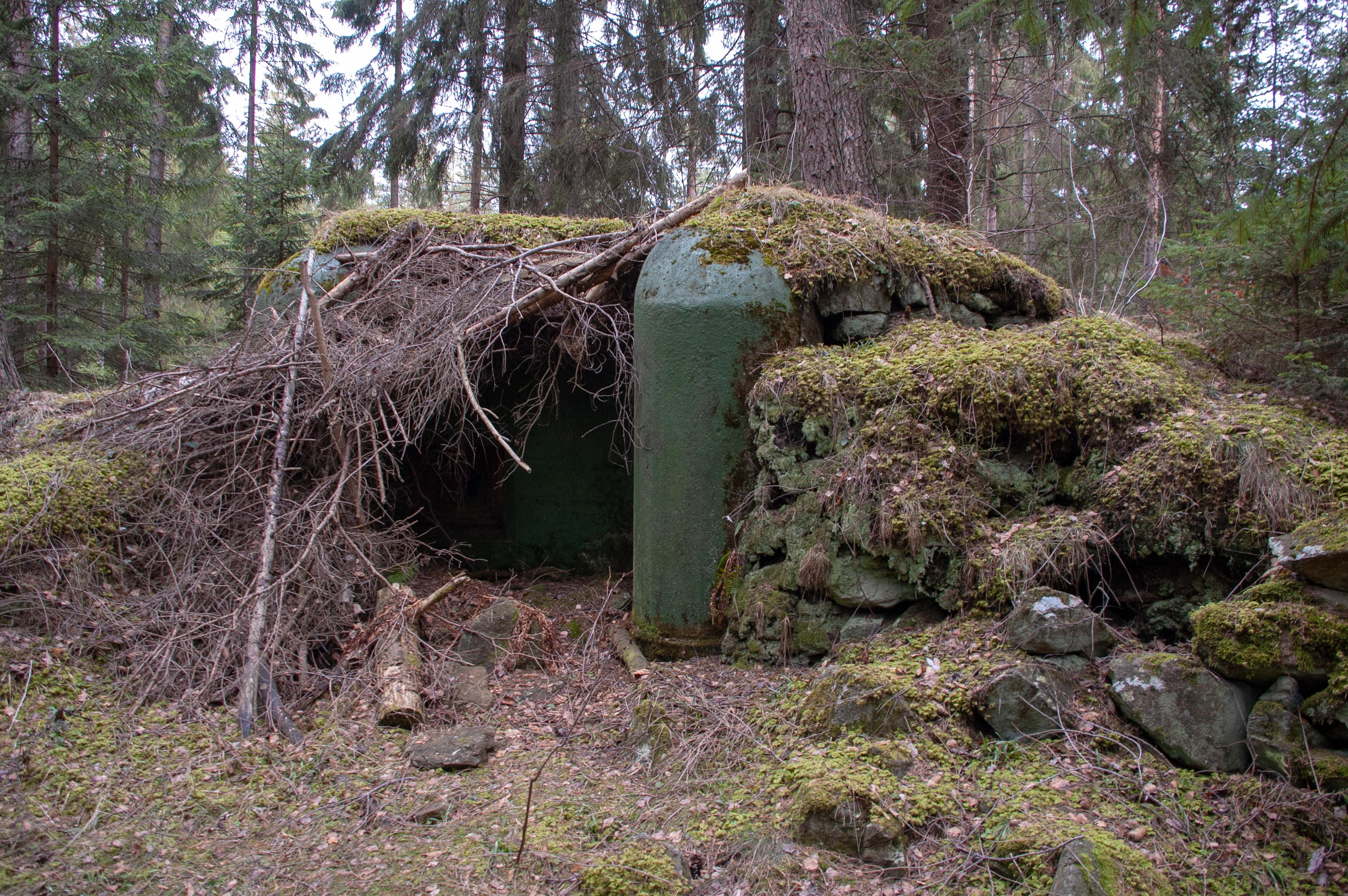
Pohled na čelní stěnu se záhozem a viditelnou rovnaninou a pravou střílnu
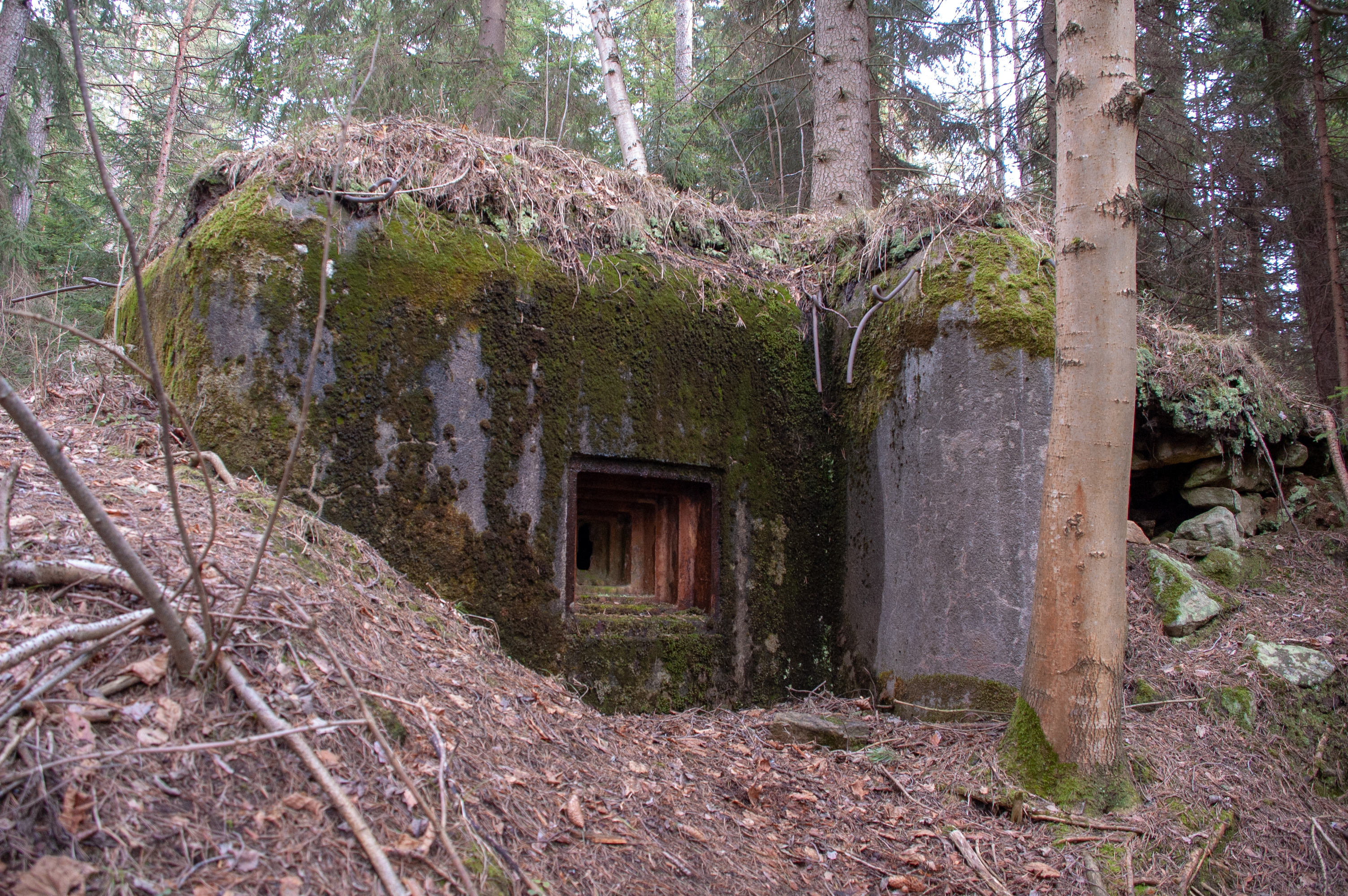
Pohled na čelní stěnu se záhozem a pravou střílnu
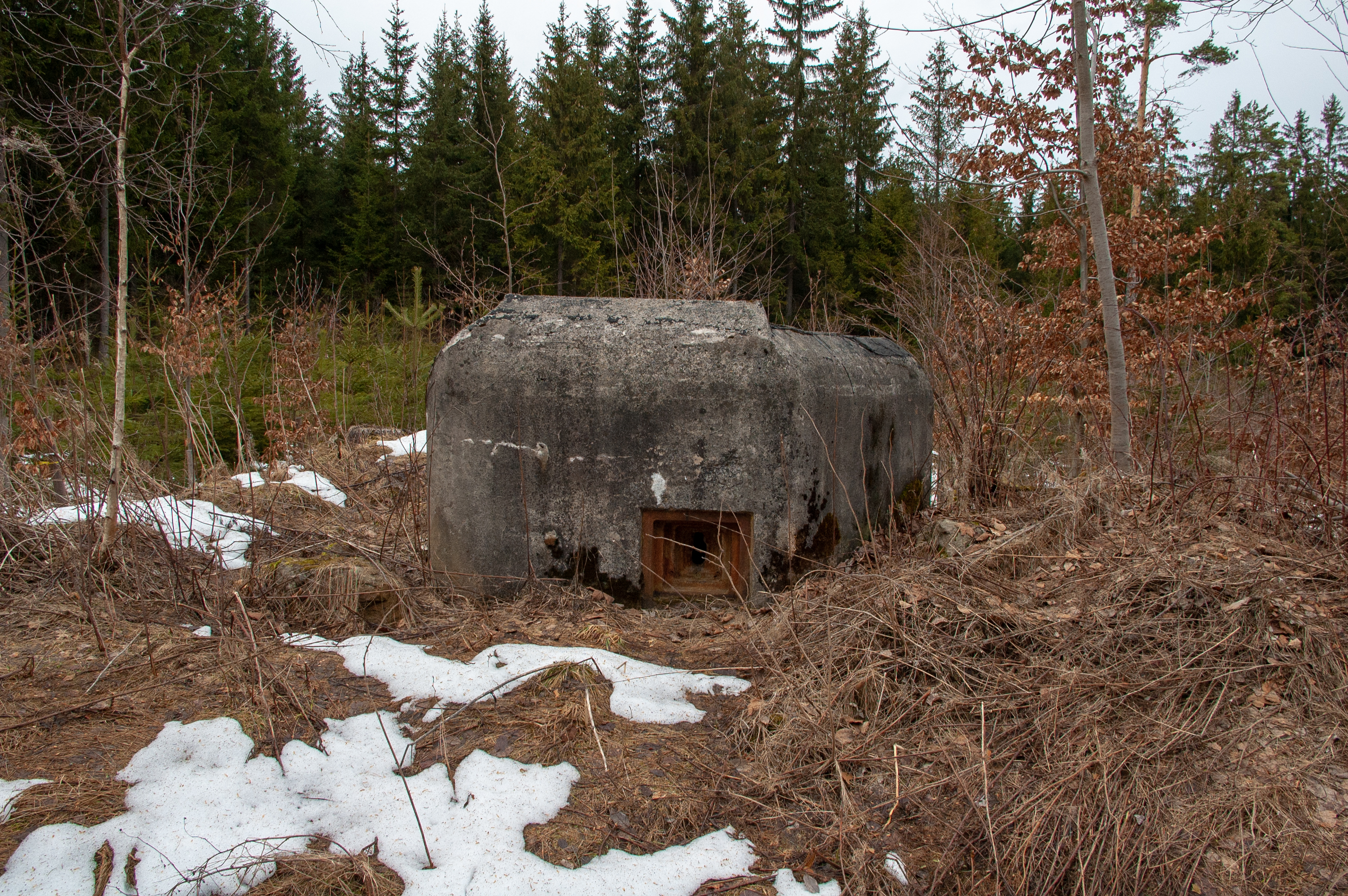
Pohled na objekt
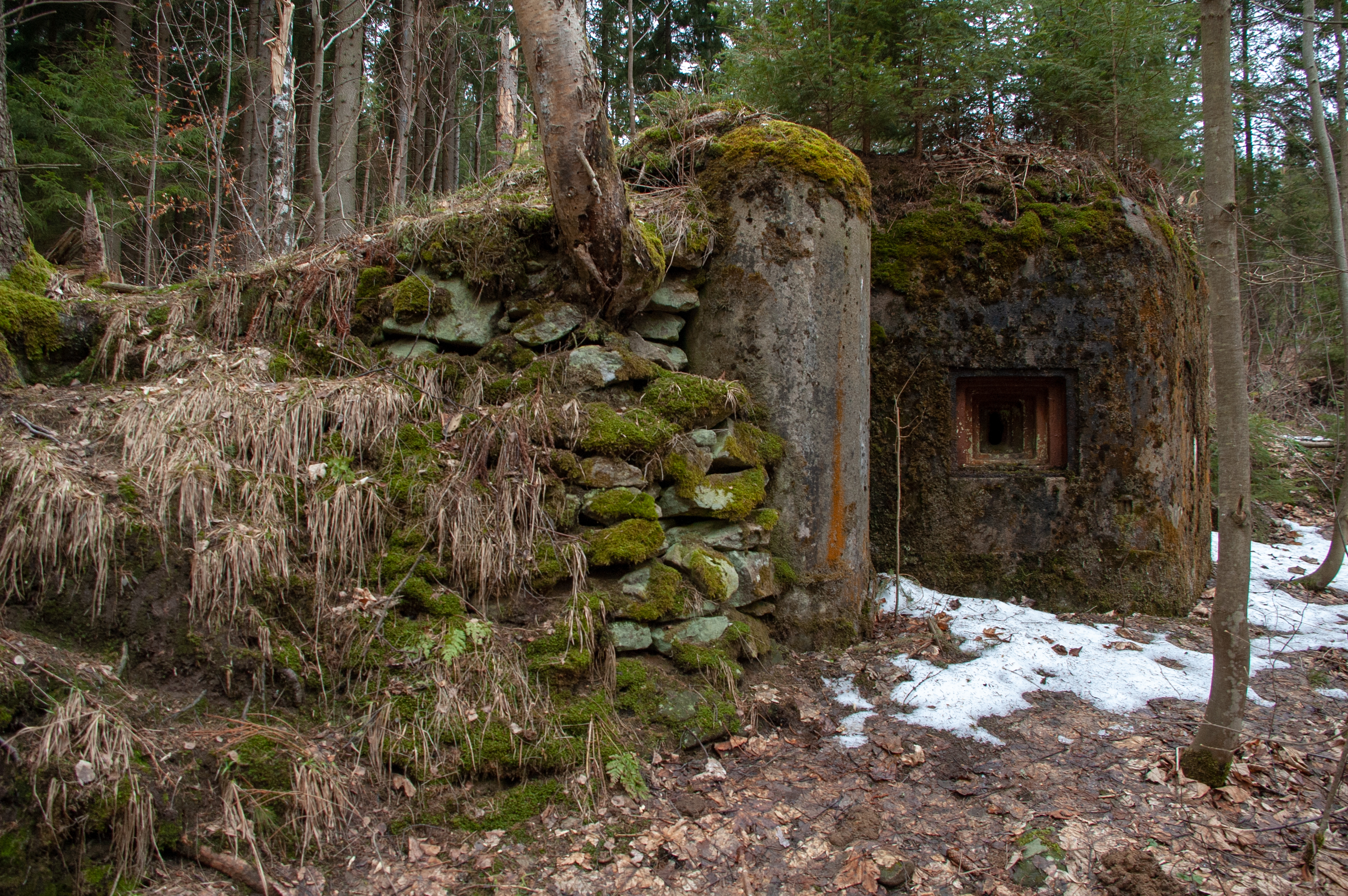
Detailní pohled na čelní stěnu se záhozem a levou střílnu

### Pohledy na objekty reaktivované po roce 1948

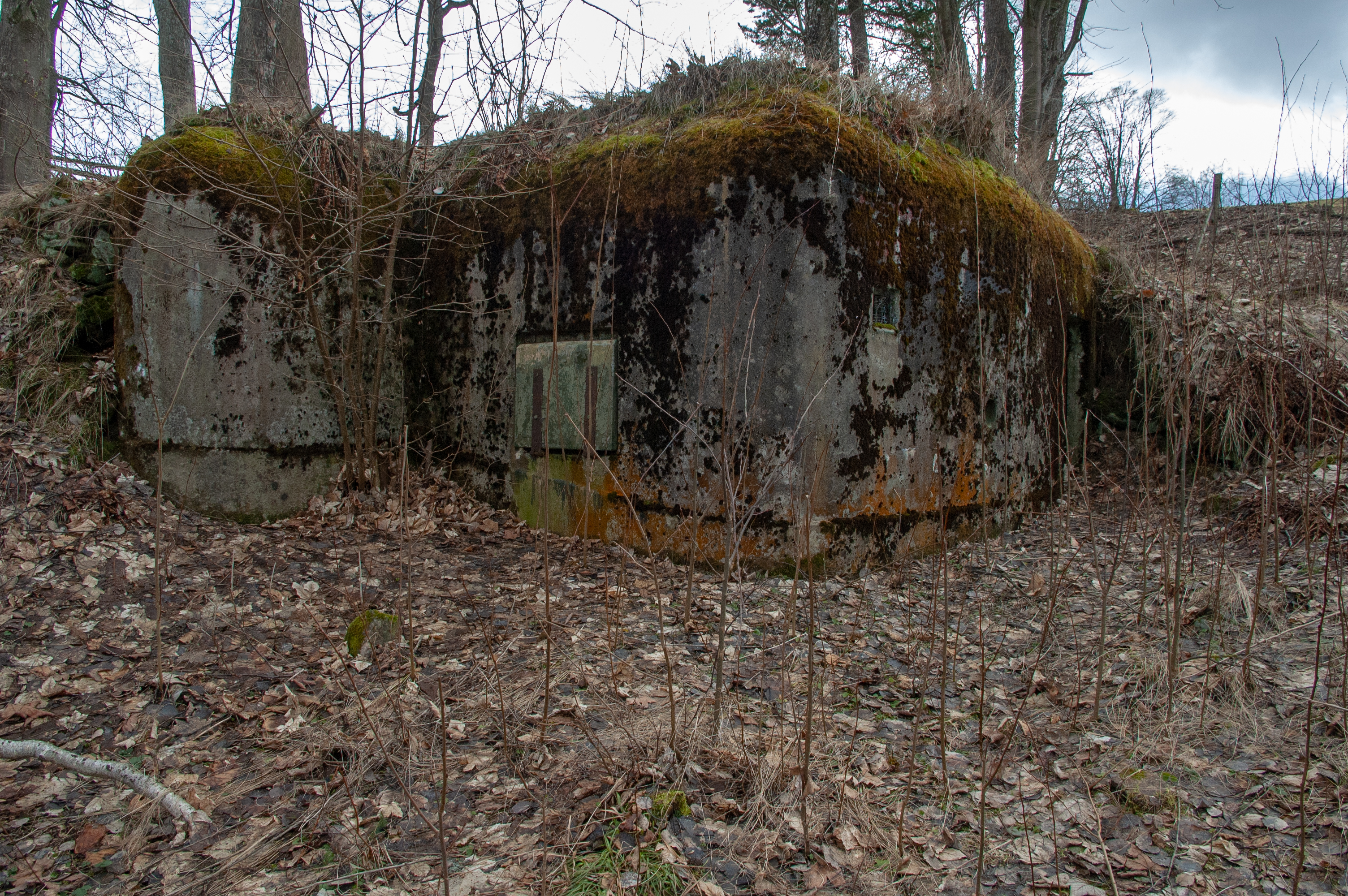
Pohled na objekt reaktivovaný po roce 1948
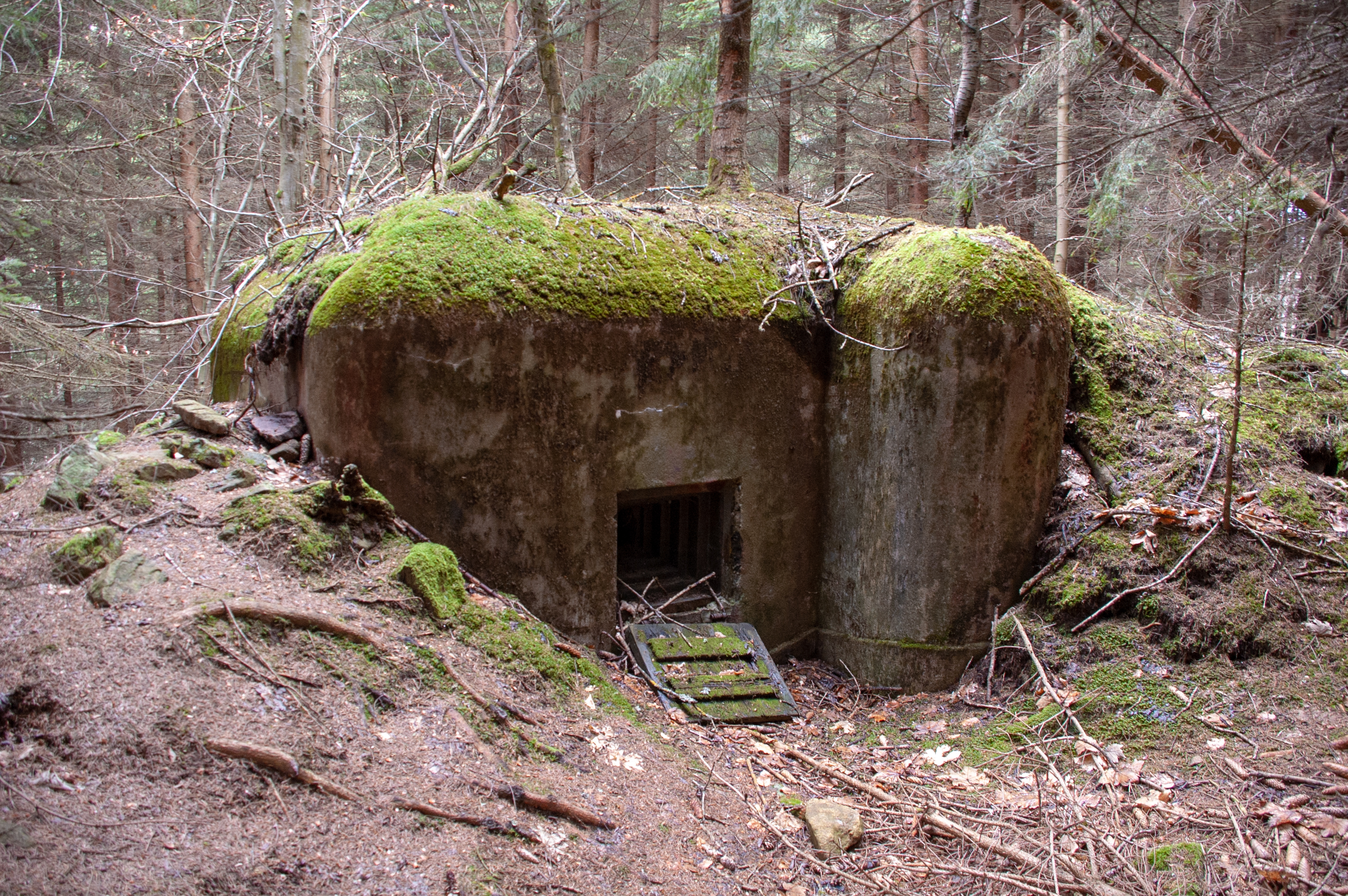
Pohled na objekt reaktivovaný po roce 1948 - zásyp u vchodové stěny
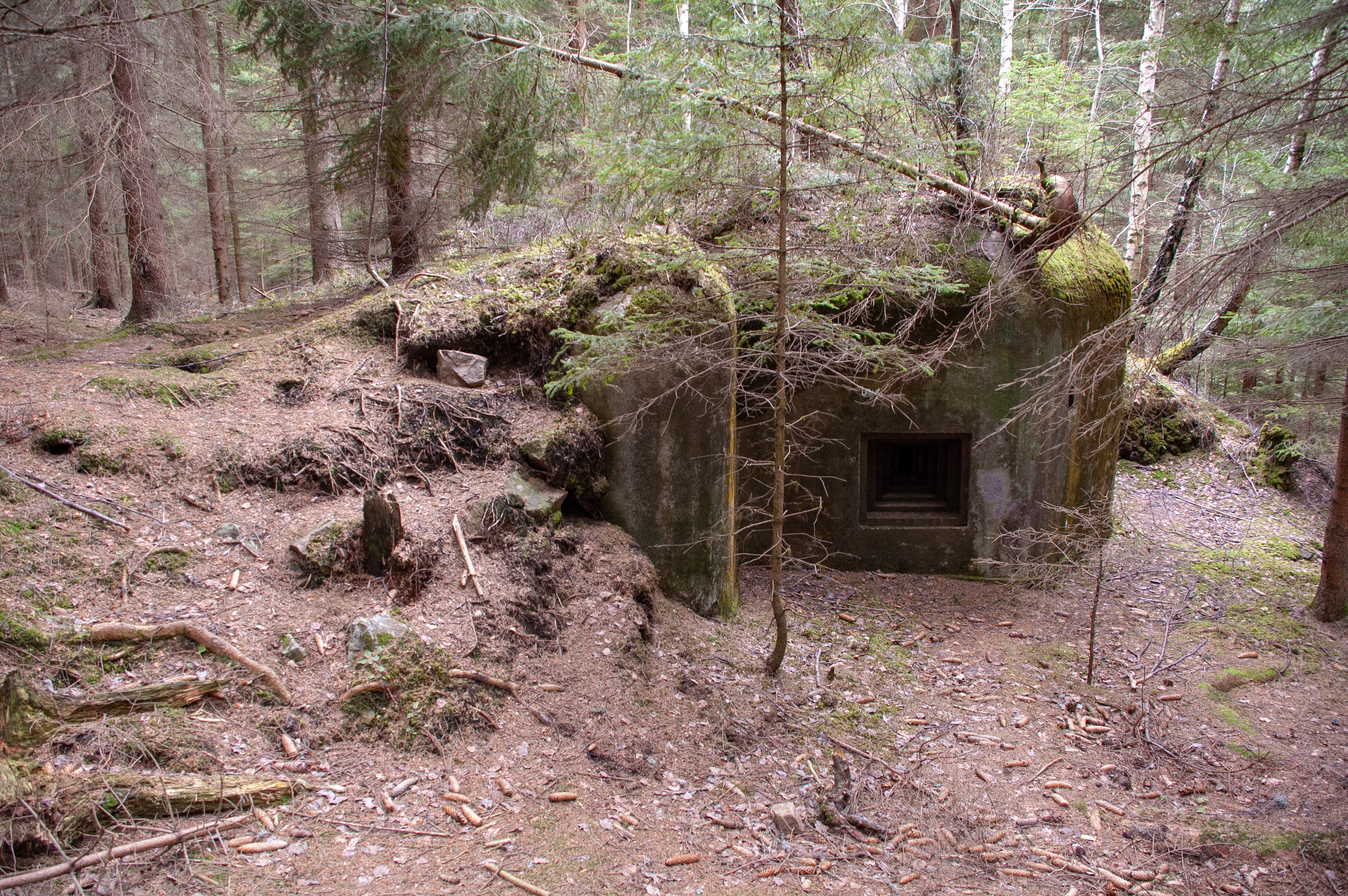
Pohled na čelní stěnu se záhozem a levou střílnu
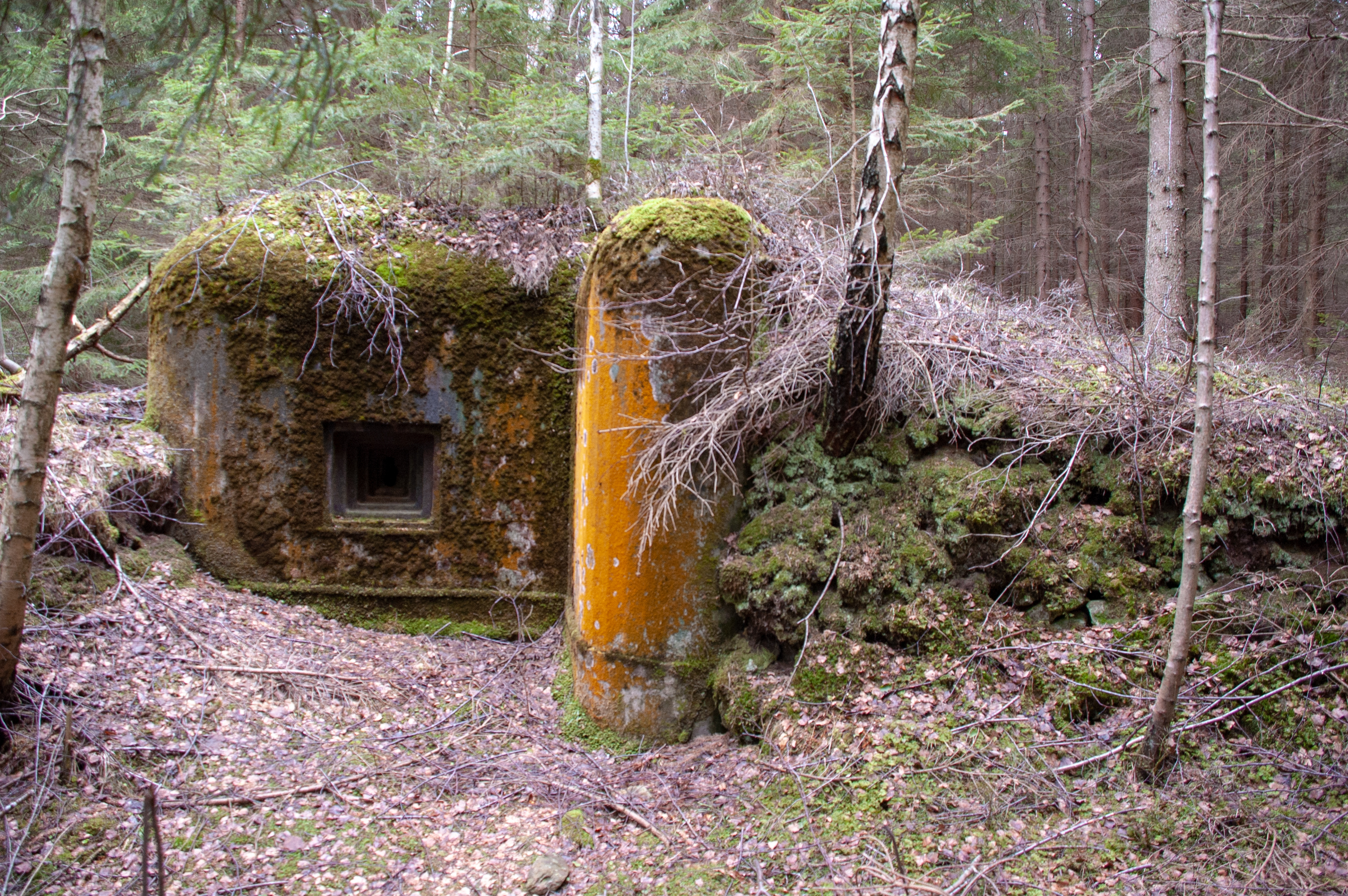
Pohled na čelní stěnu se záhozem a pravou střílnu
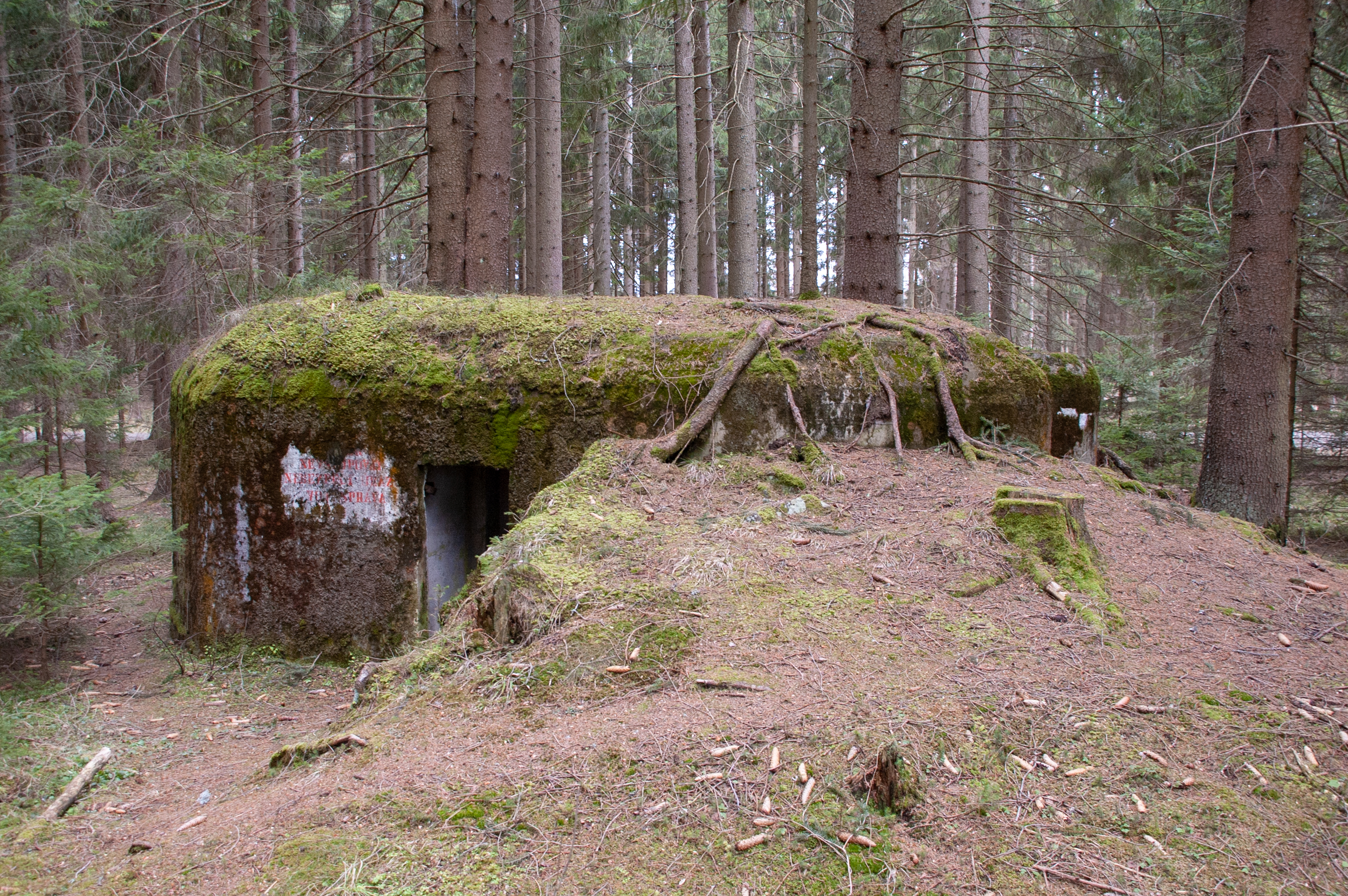
Pohled na zadní stěnu se záhozem
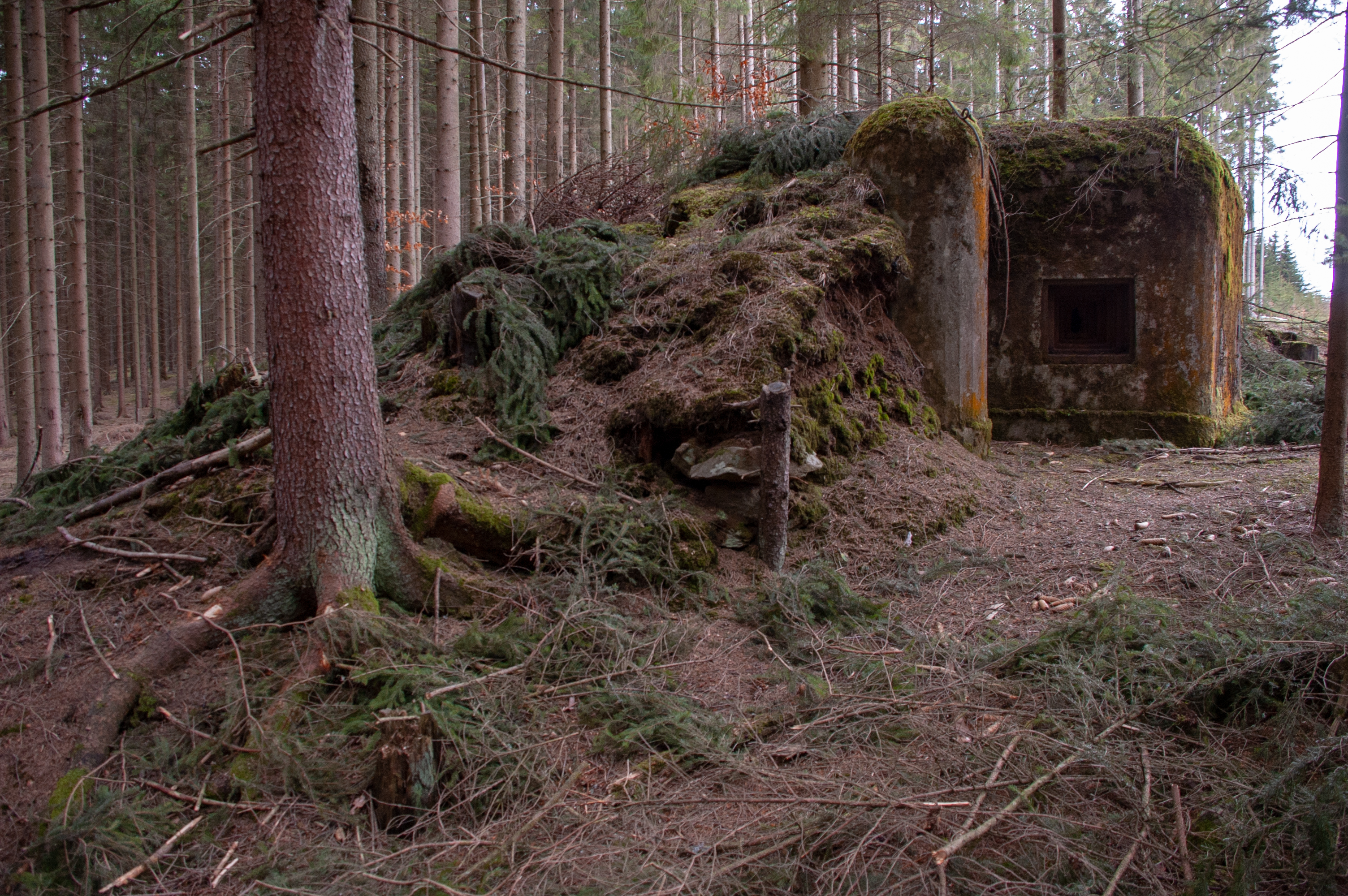
Pohled na čelní a zadní stěnu se záhozem
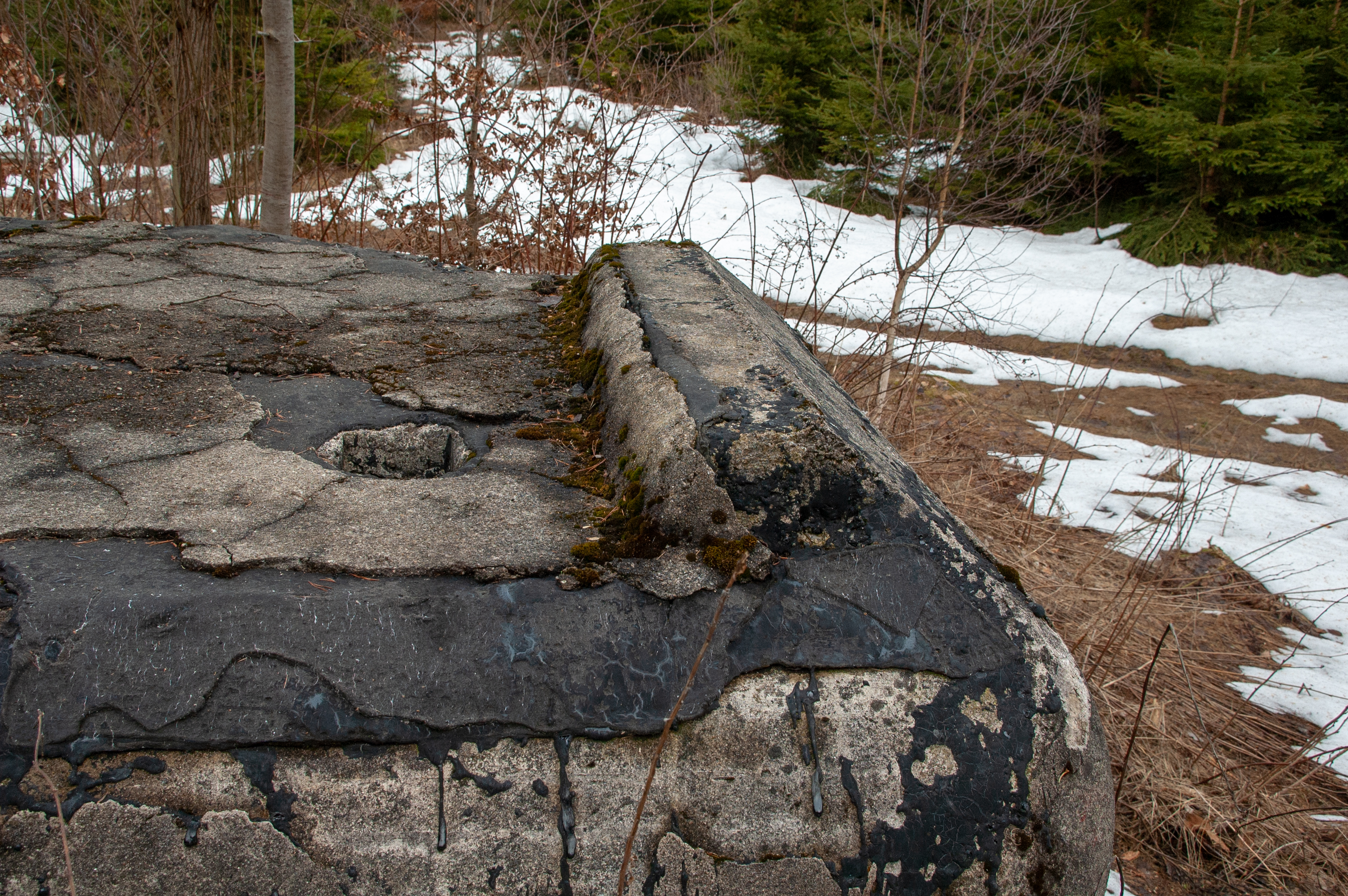
Pohled na strop objektu

### Pohledy na objekty upravené po roce 1990

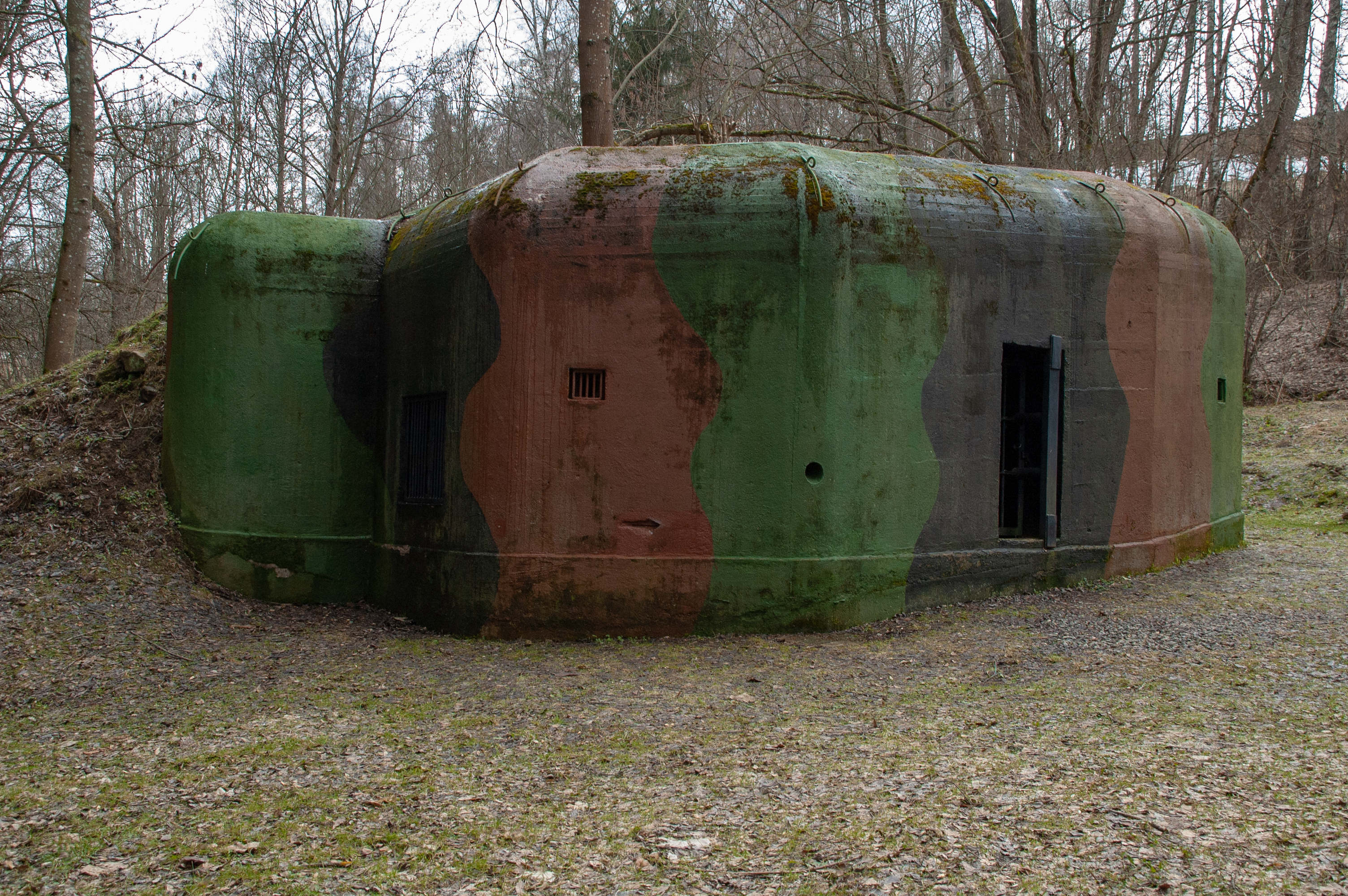
Pohled na objekt upravený po roce 1990
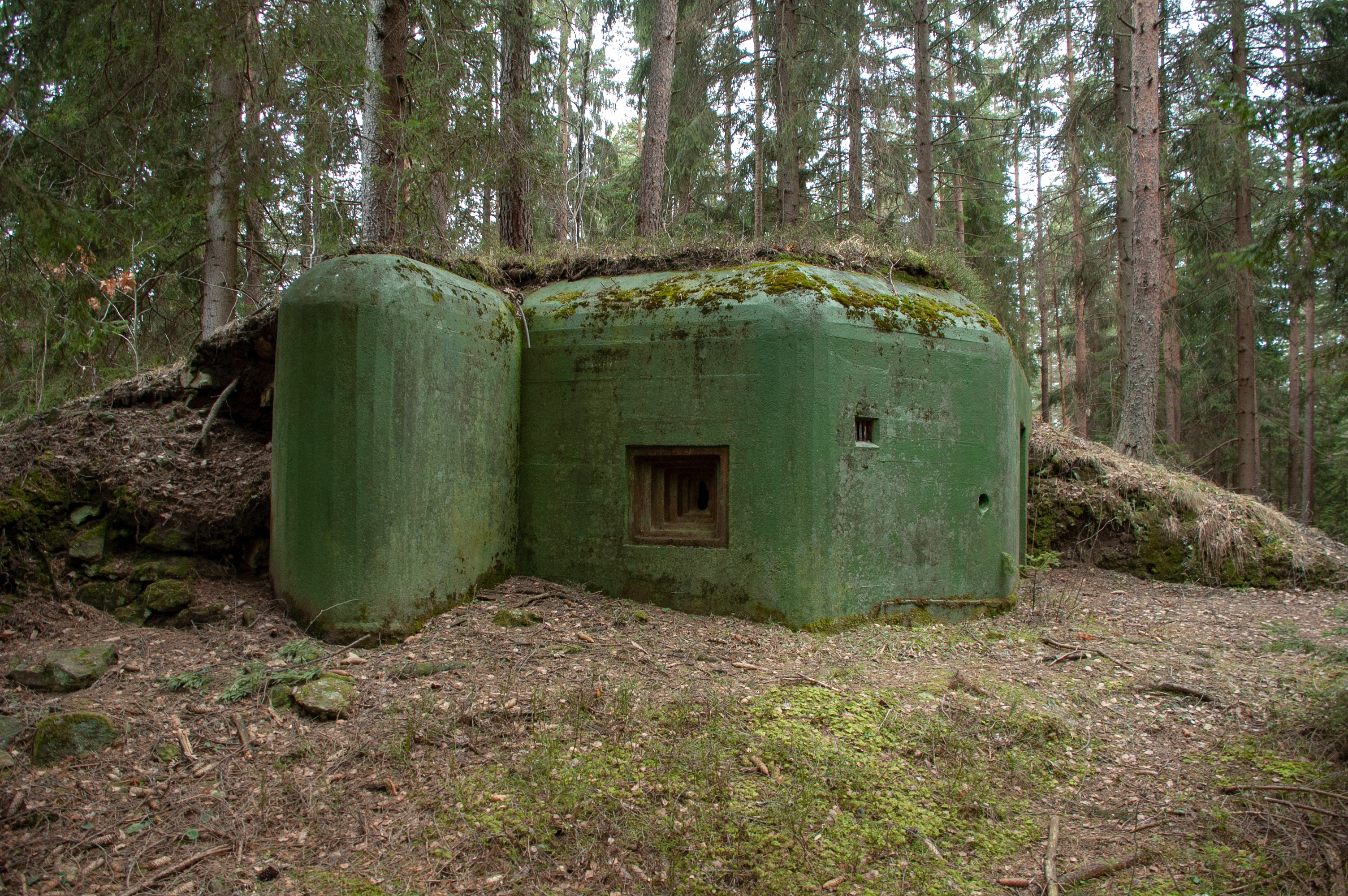
Pohled na objekt upravený po roce 1990
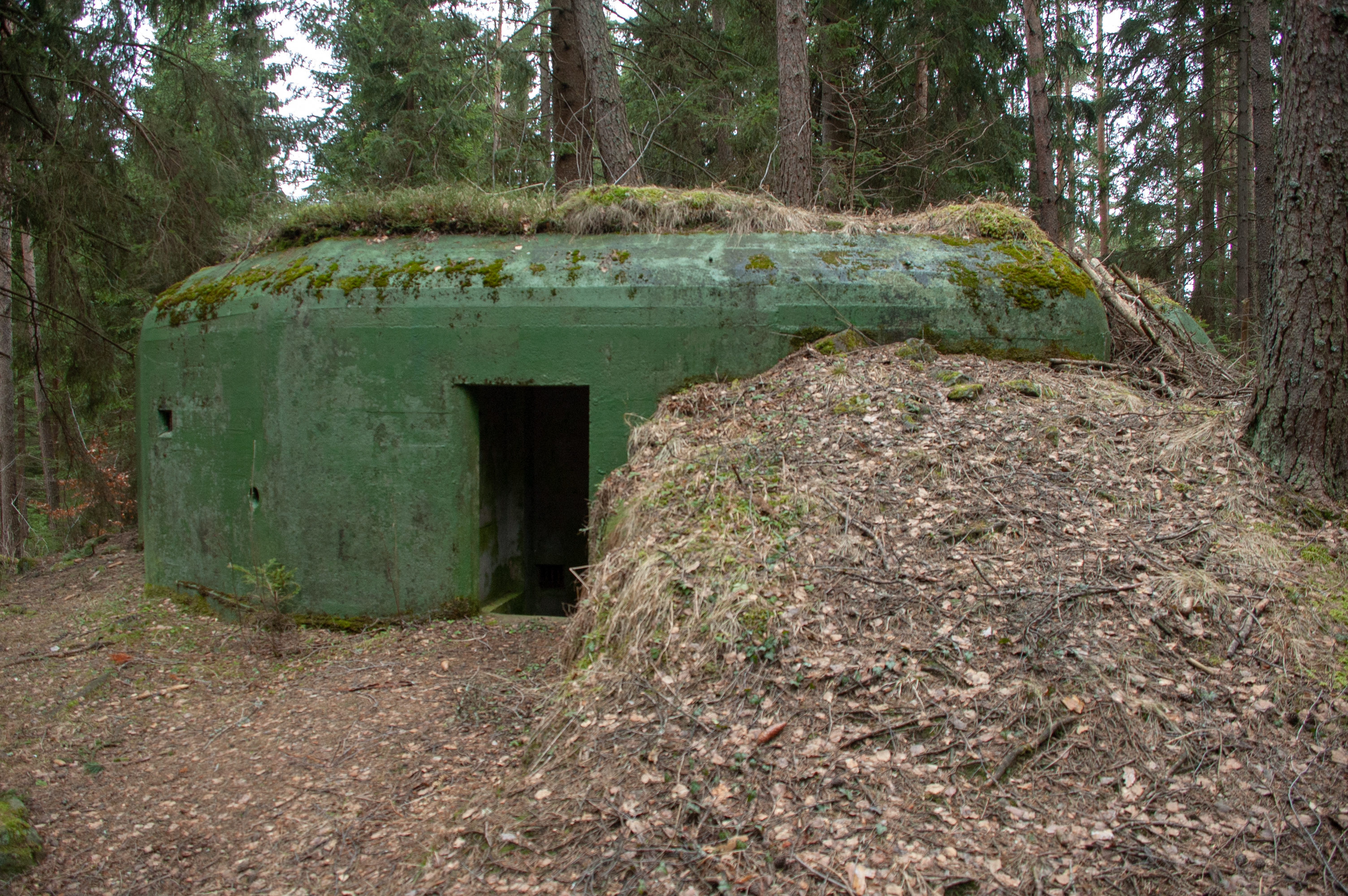
Pohled na objekt upravený po roce 1990
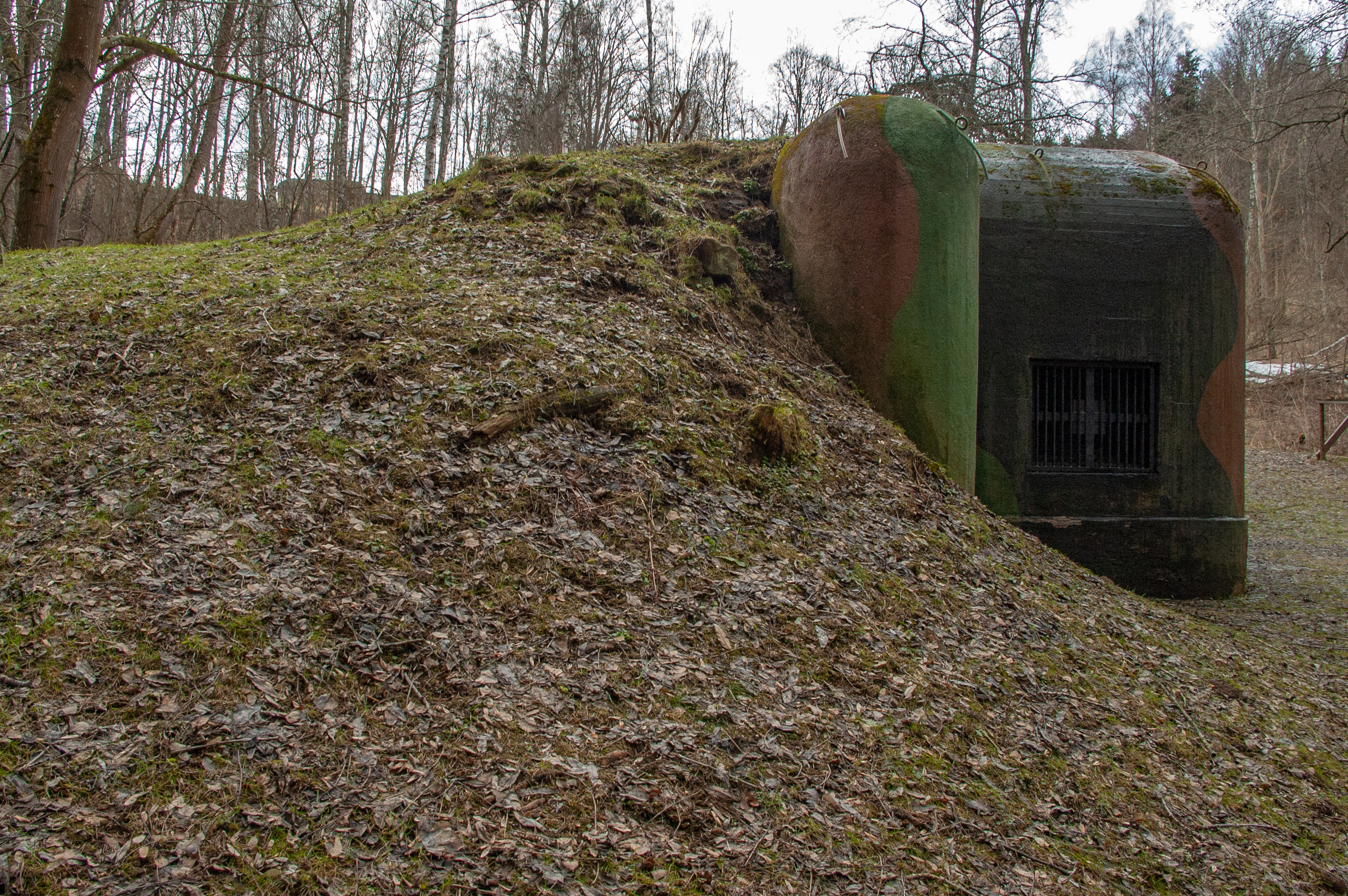
Pohled na objekt upravený po roce 1990
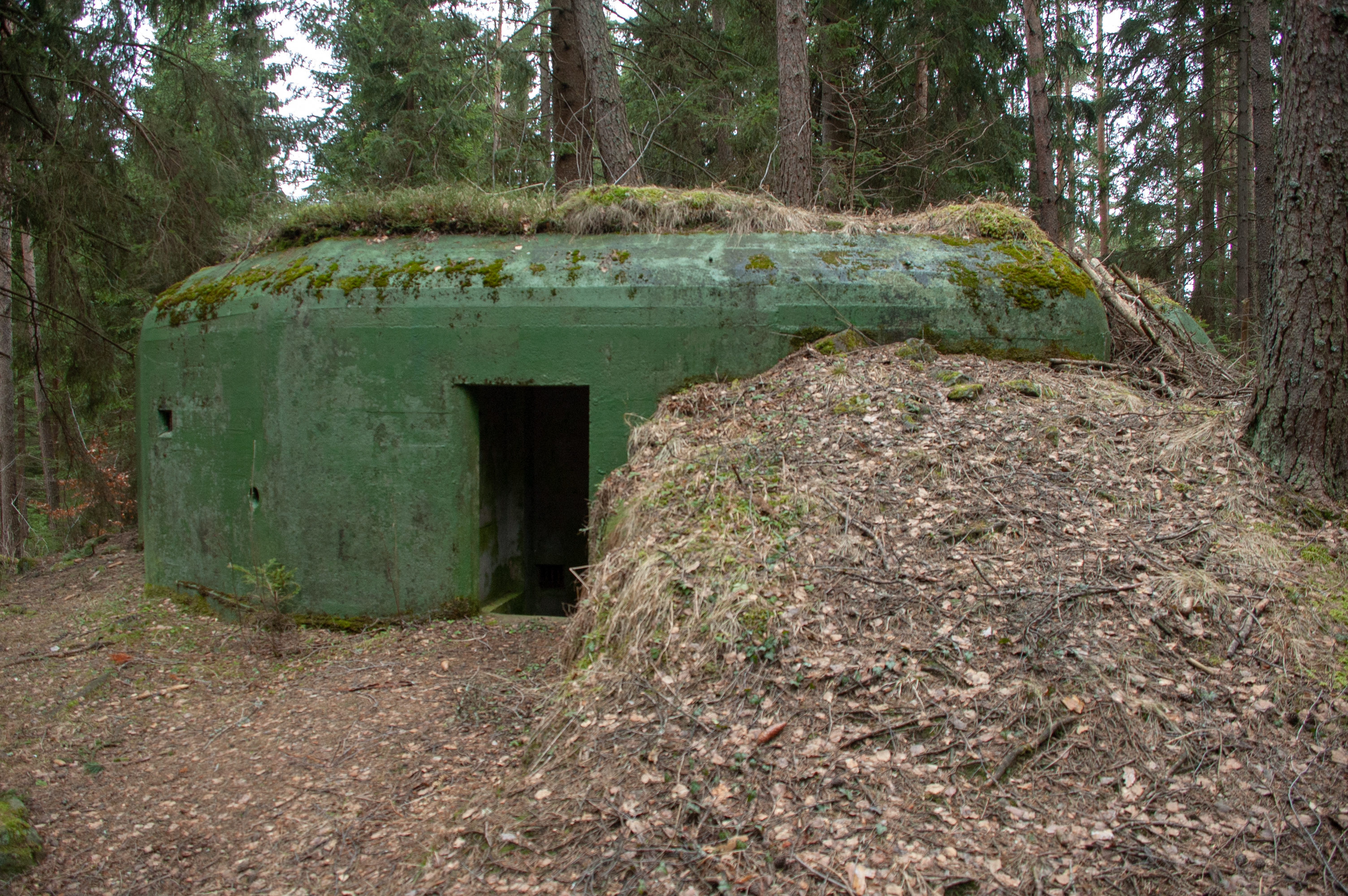
Pohled na objekt upravený po roce 1990
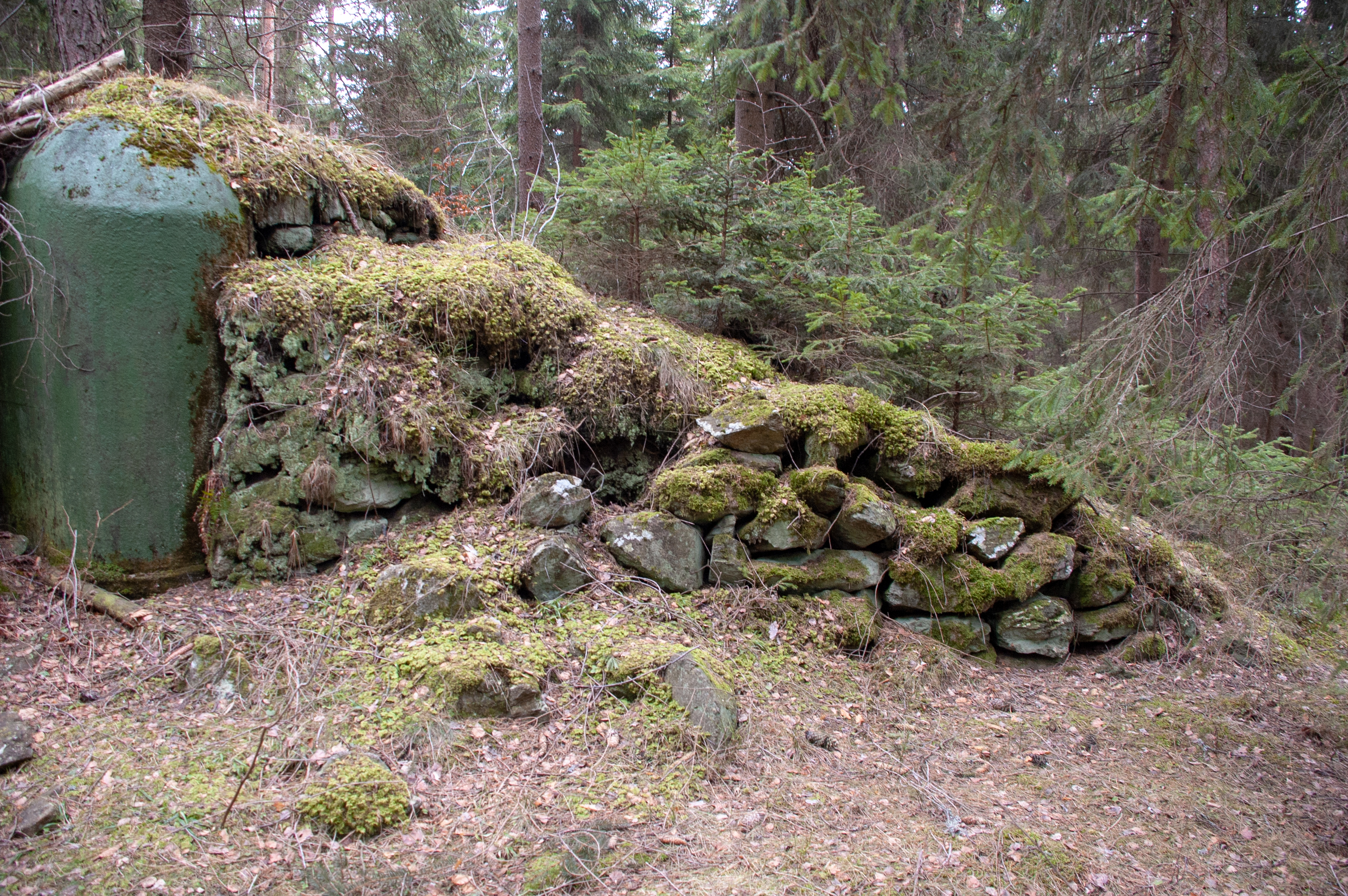
Pohled na objekt upravený po roce 1990

### Detaily zemních úprav a rovnaniny u čelní stěny

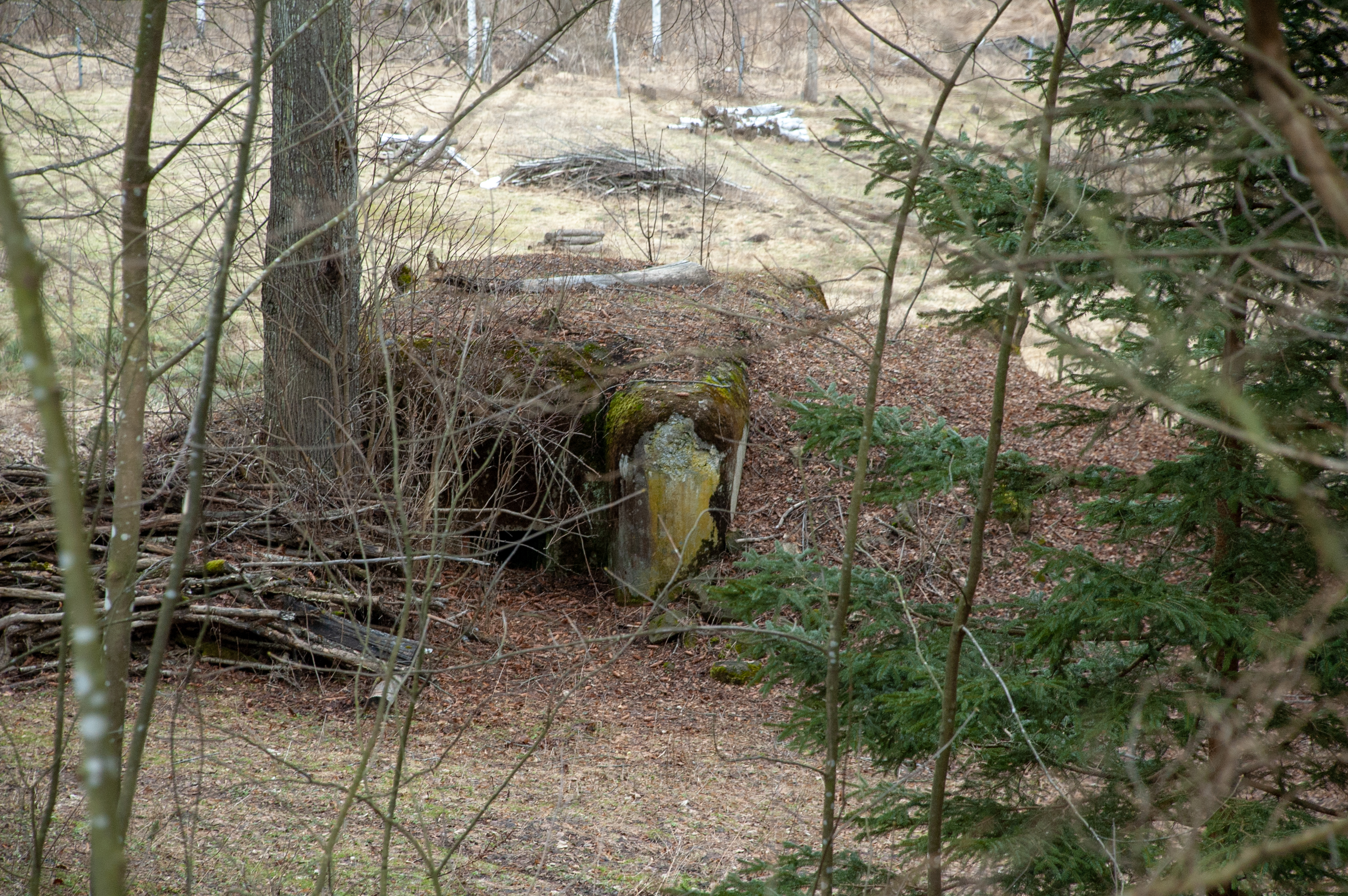
Detail zemní úpravy
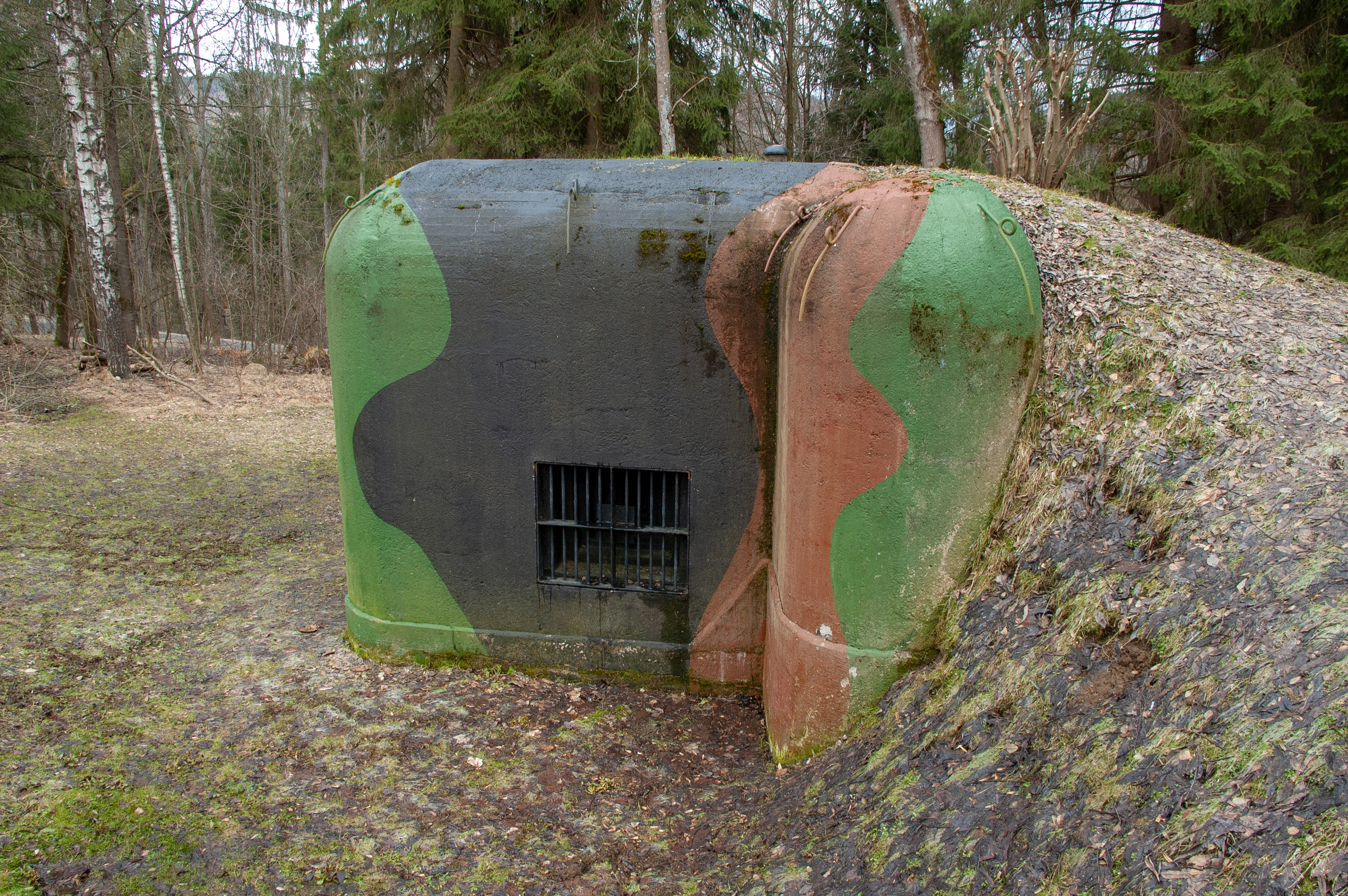
Detail zemní úpravy objektu upraveného po roce 1990
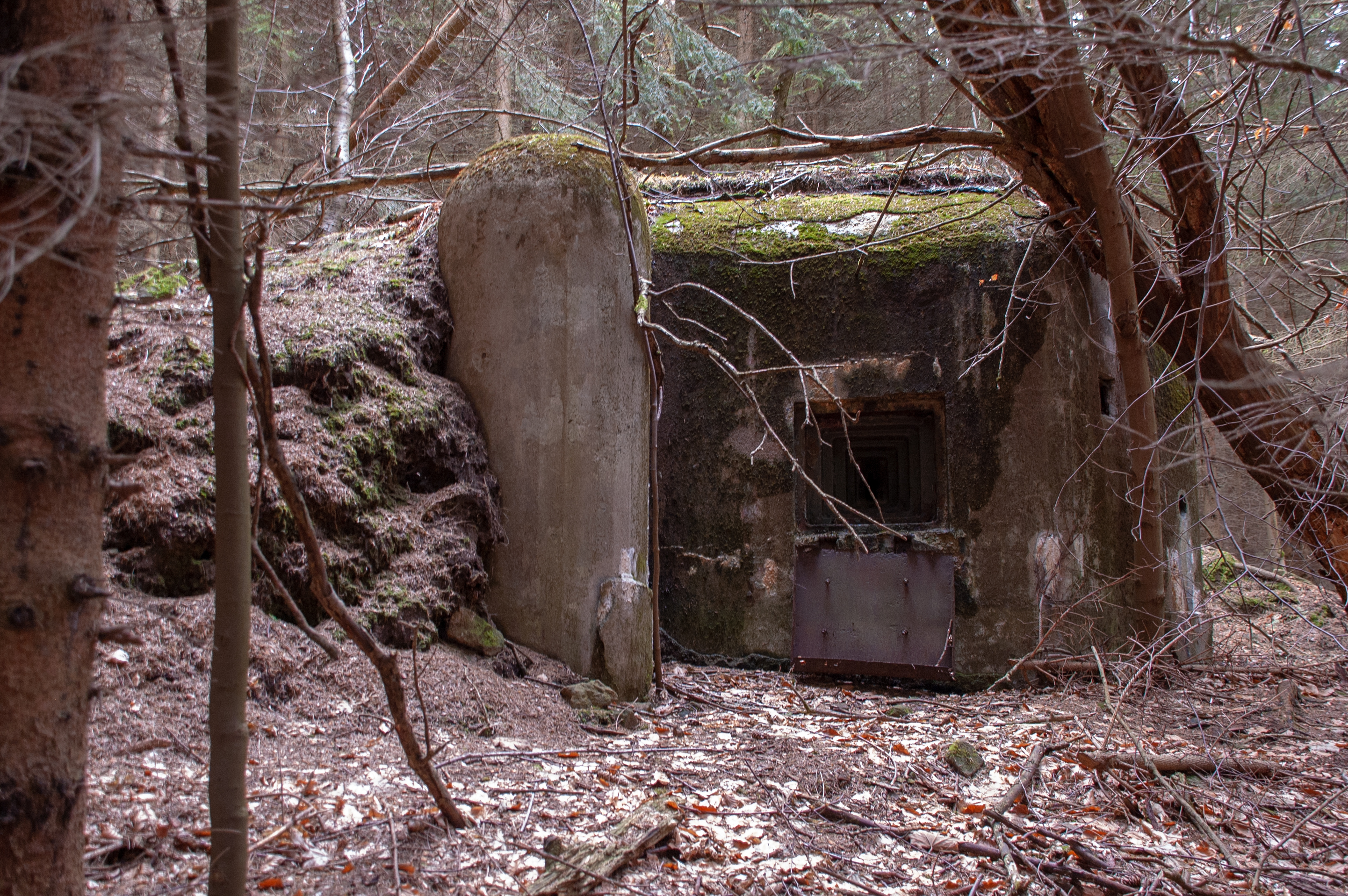
Detail zemní úpravy u čelní stěny
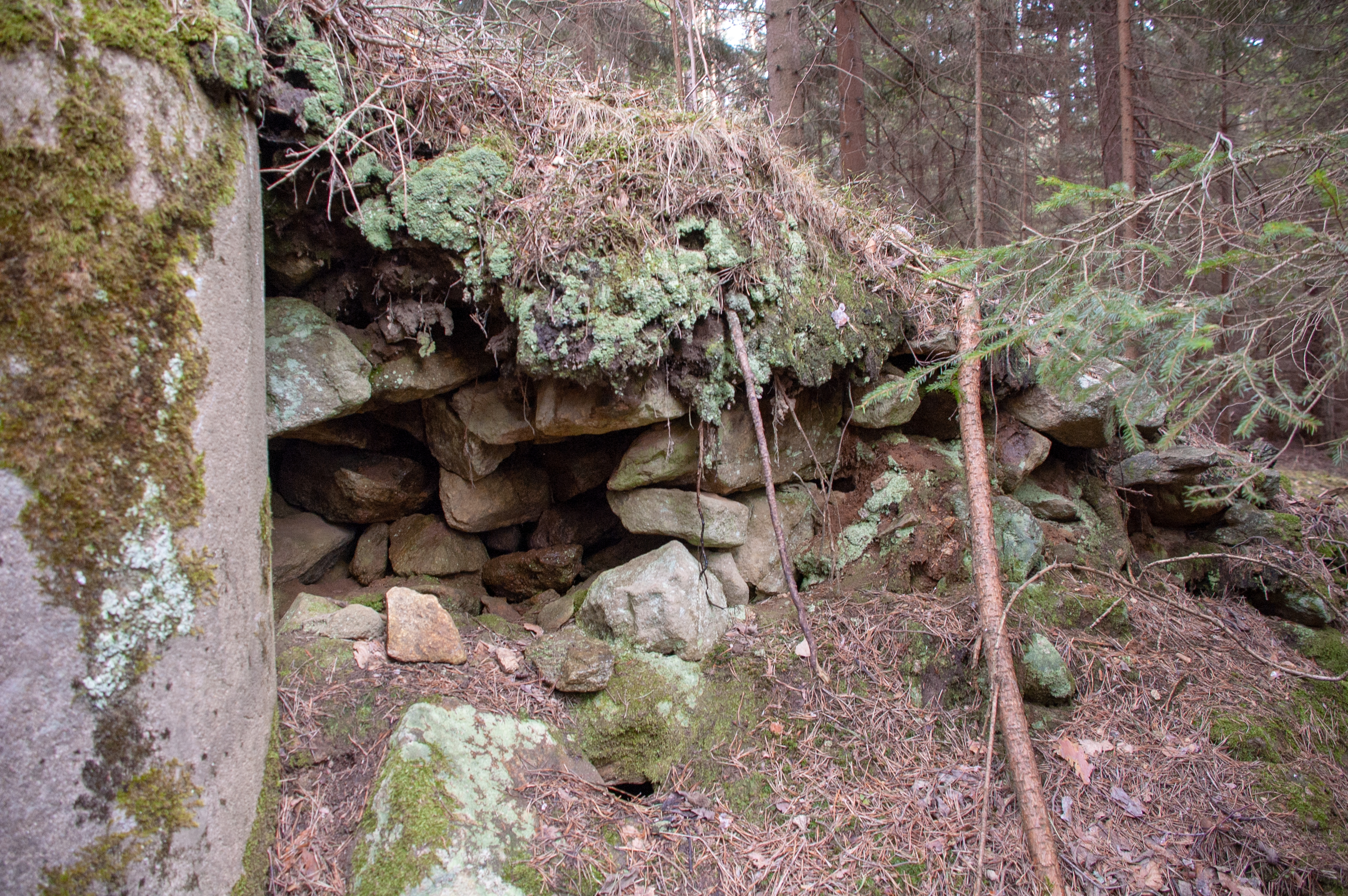
Detail destrukce zemní úpravy a rovnaniny

### Detaily vchodů

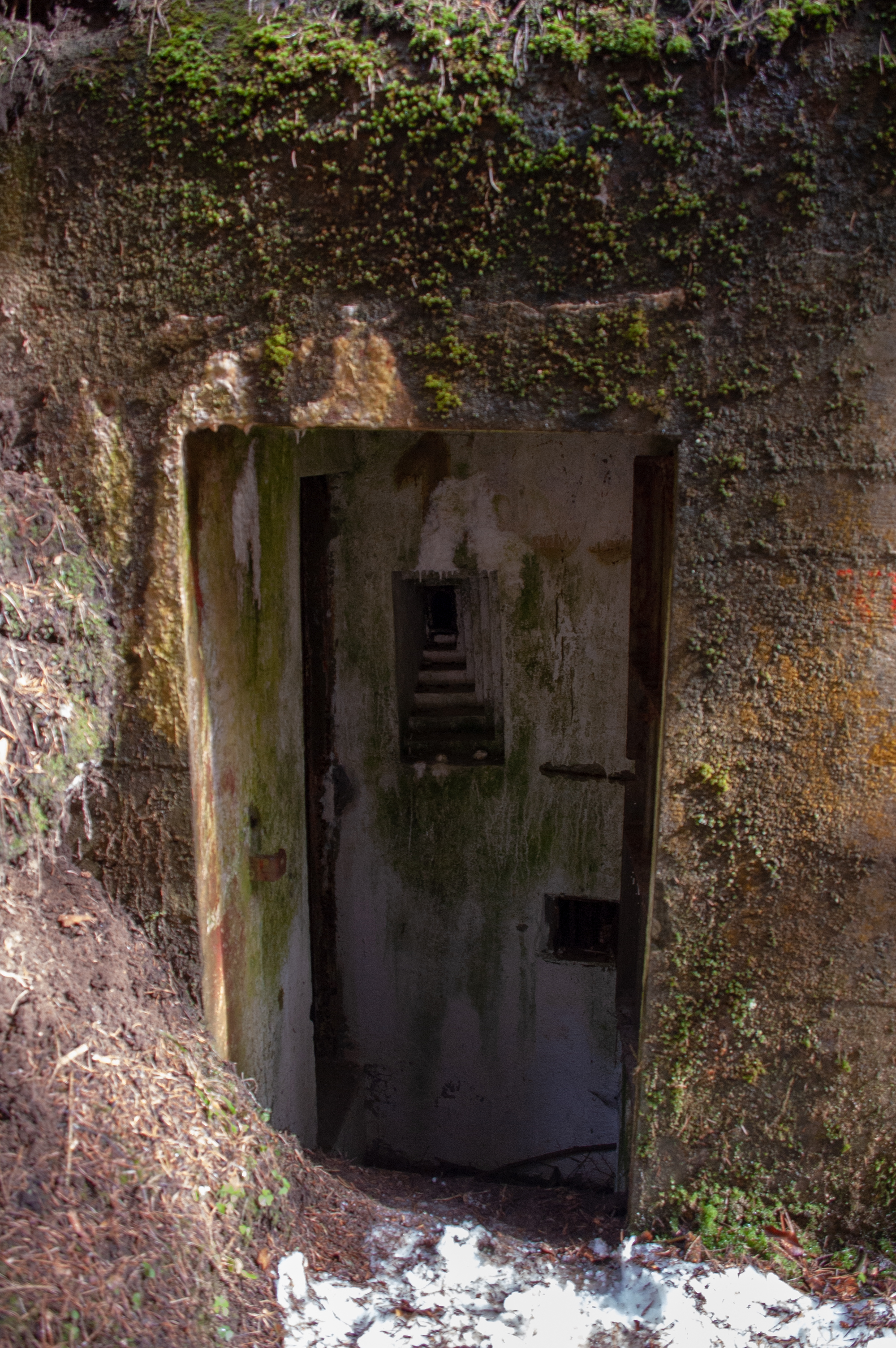
Detail vchodu reaktivovaného objektu
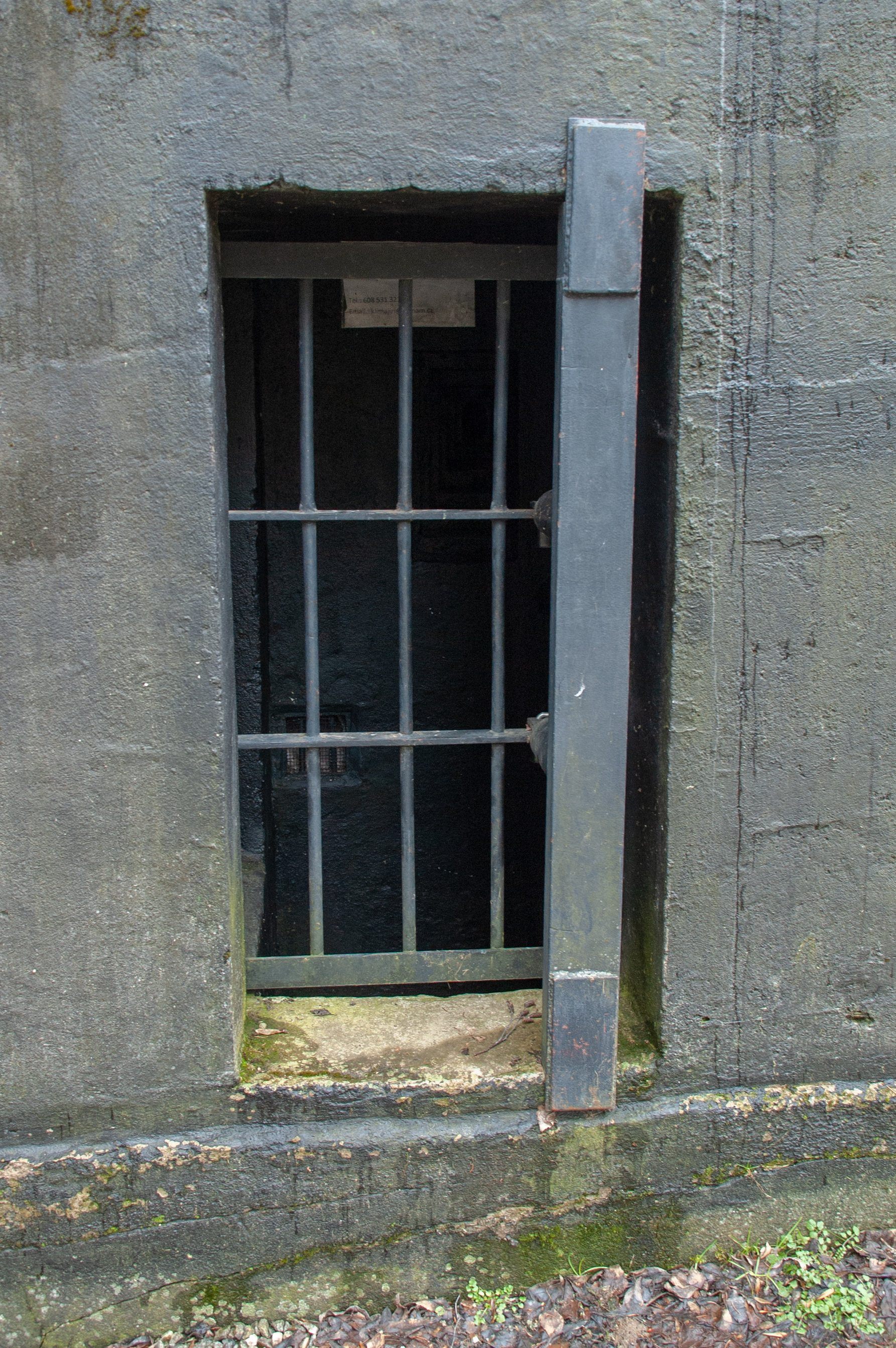
Detail vchodu upraveného objektu
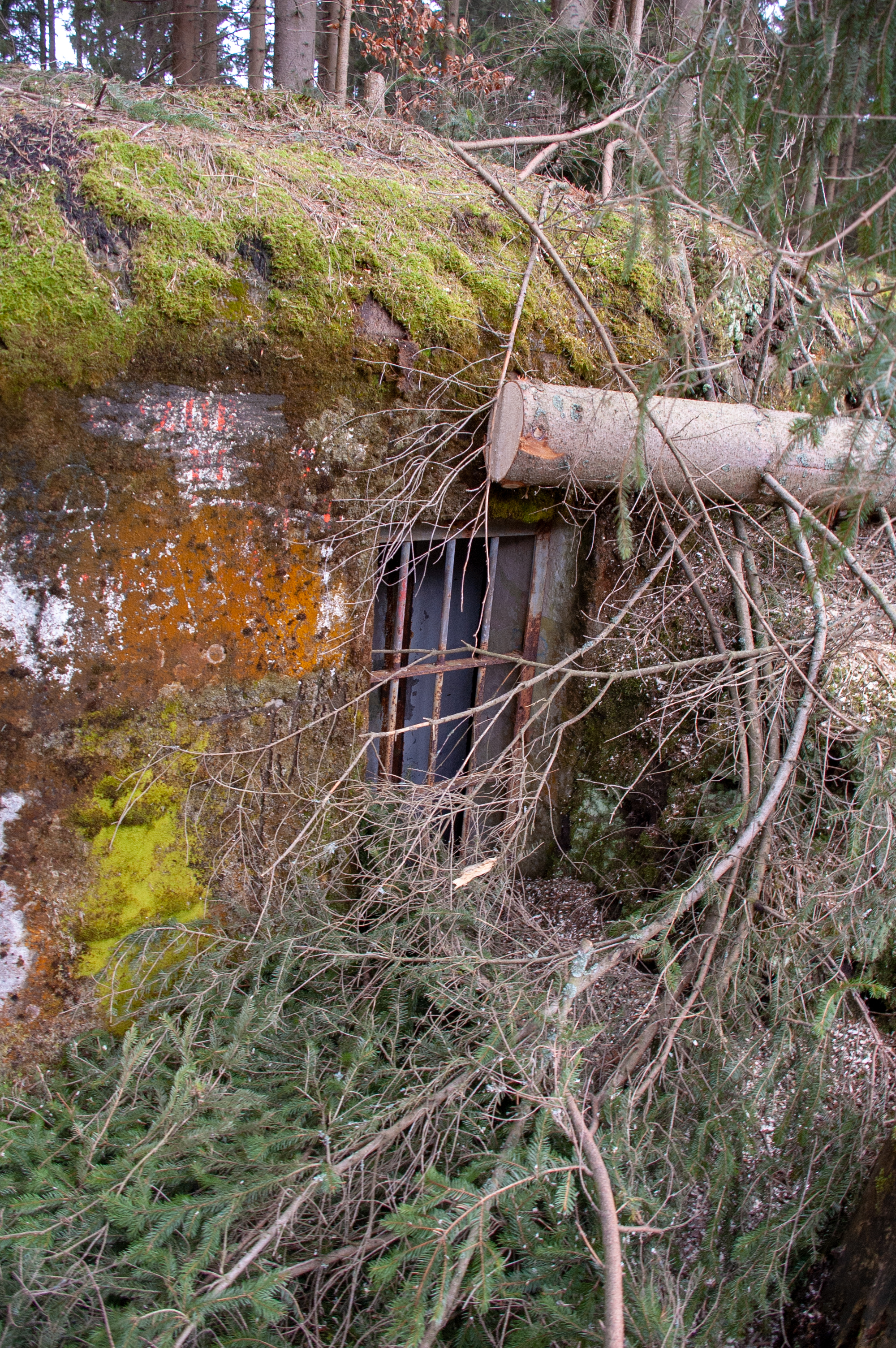
Detail zasypaného vchodu upraveného objektu
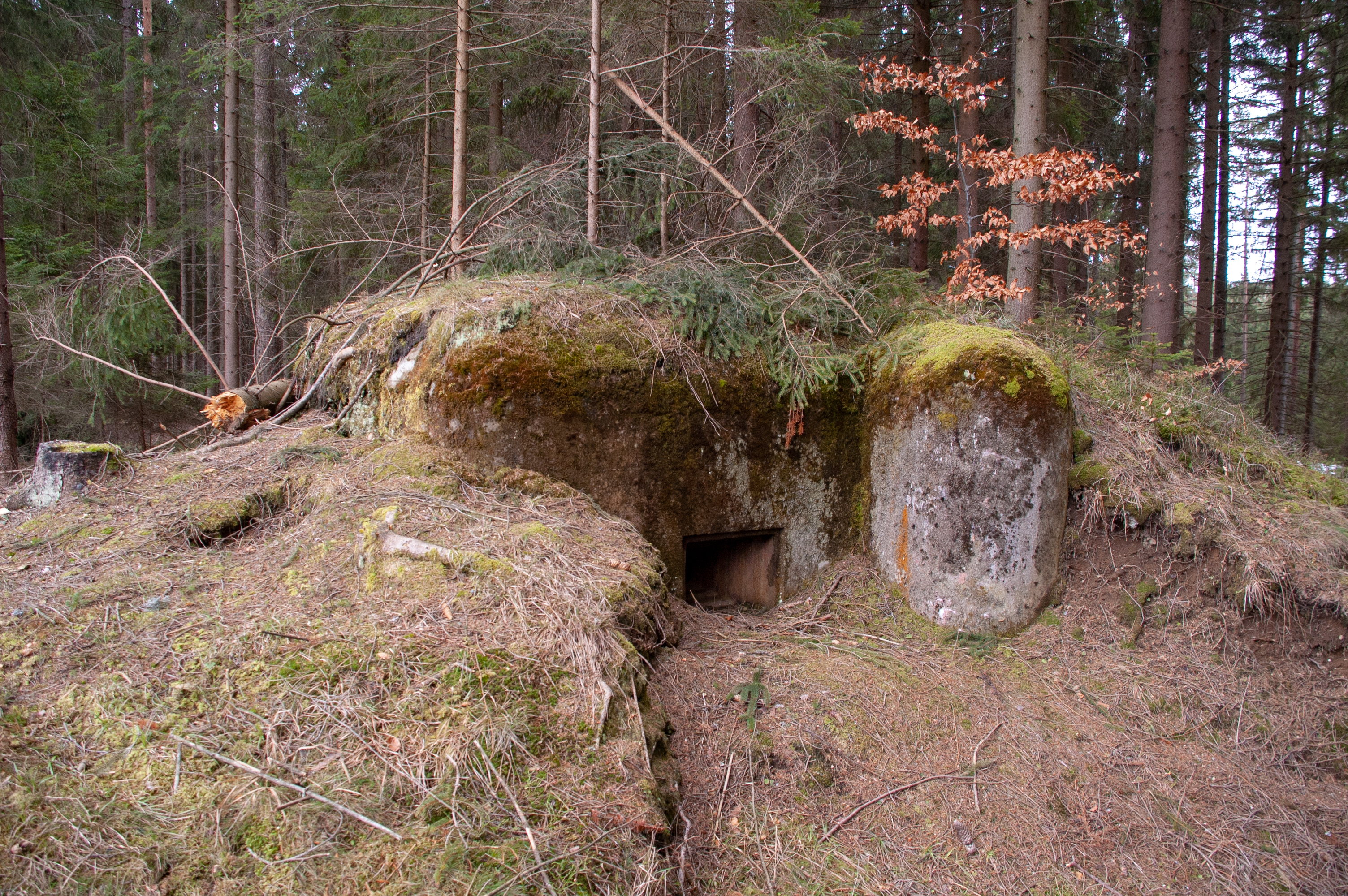
Detail vchodu reaktivovaného objektu
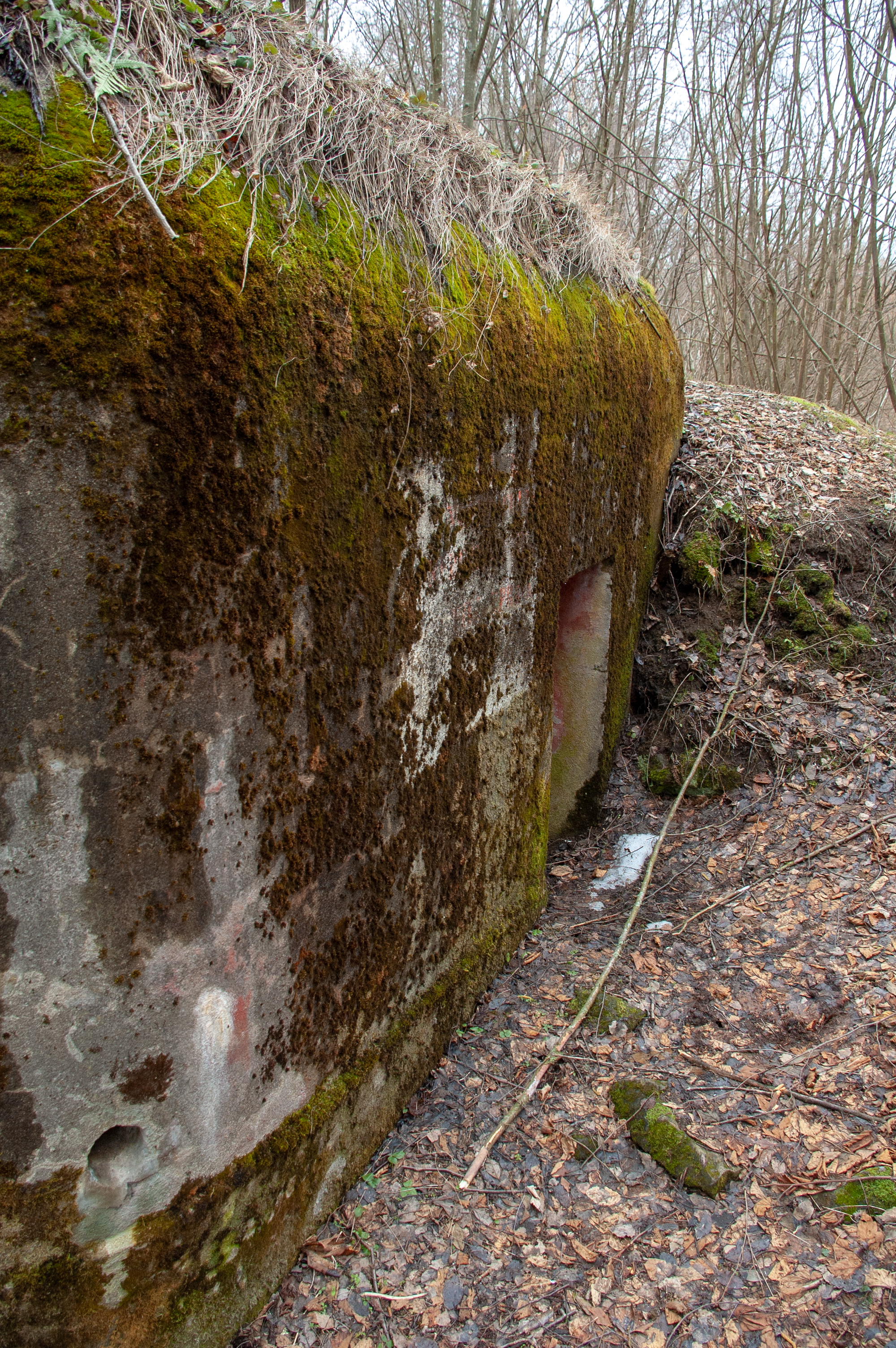
Detail vchodu reaktivovaného objektu

### Detaily střílen

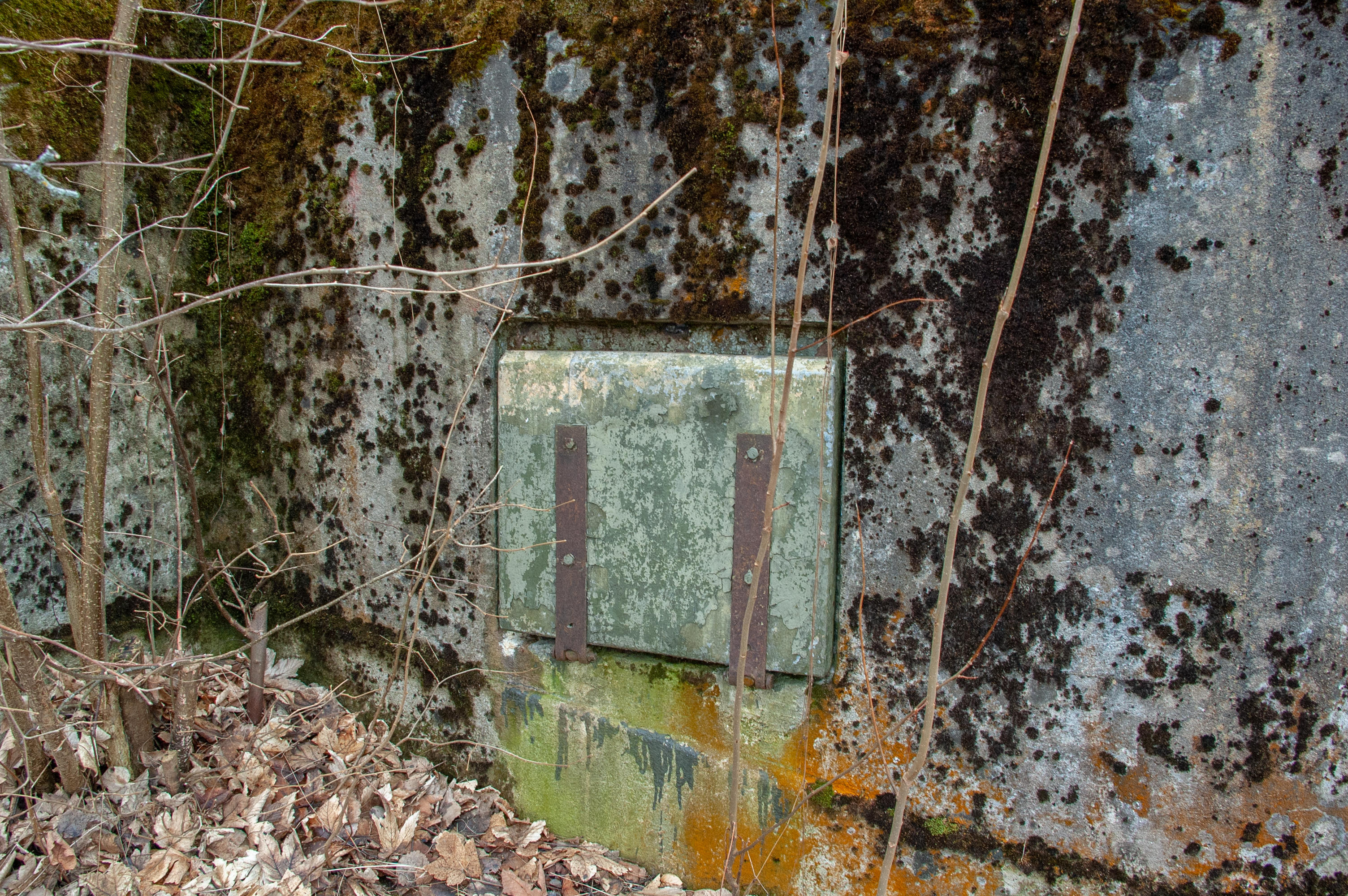
Detail střílny zvenčí
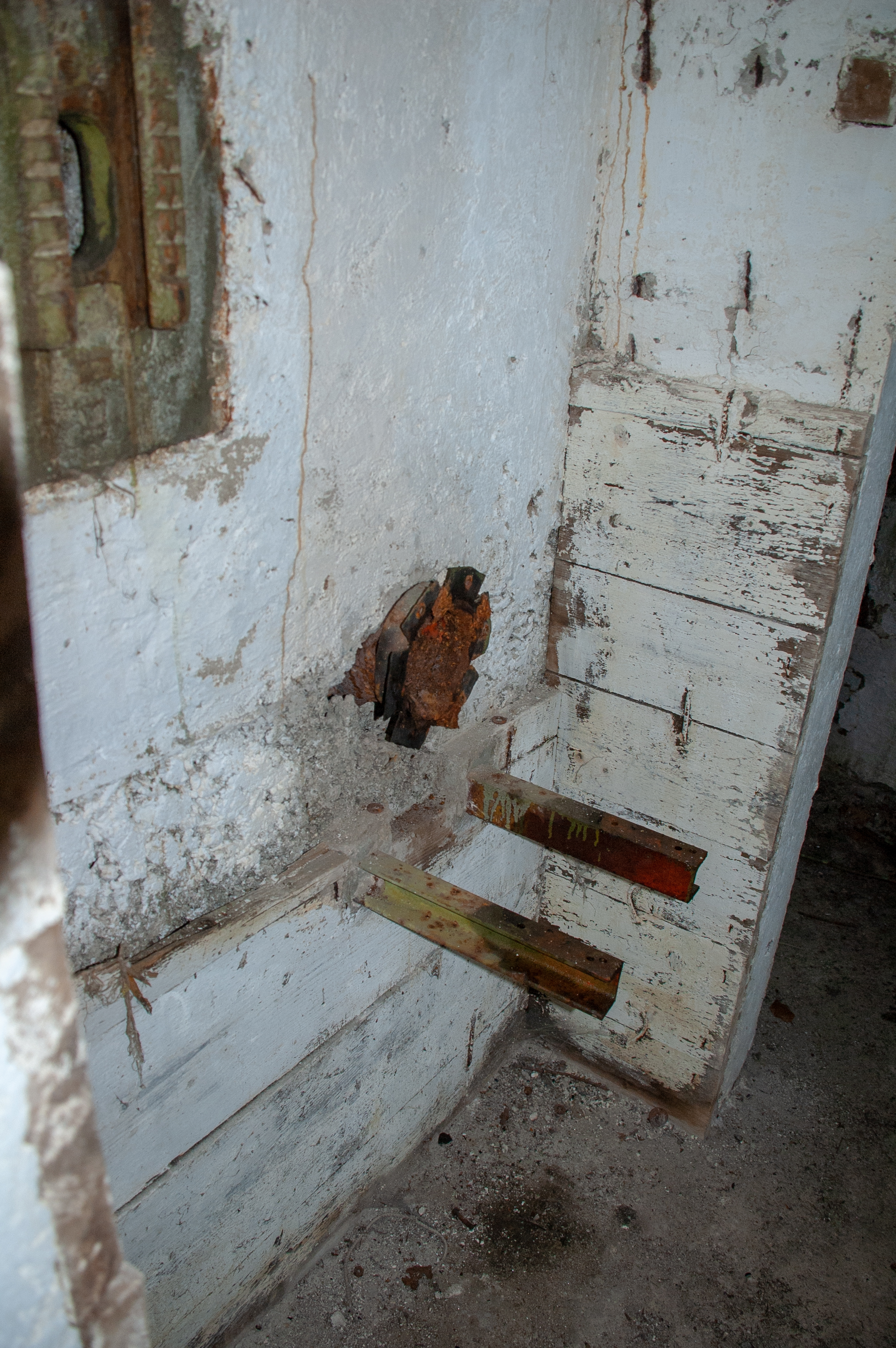
Detail střílny zevnitř
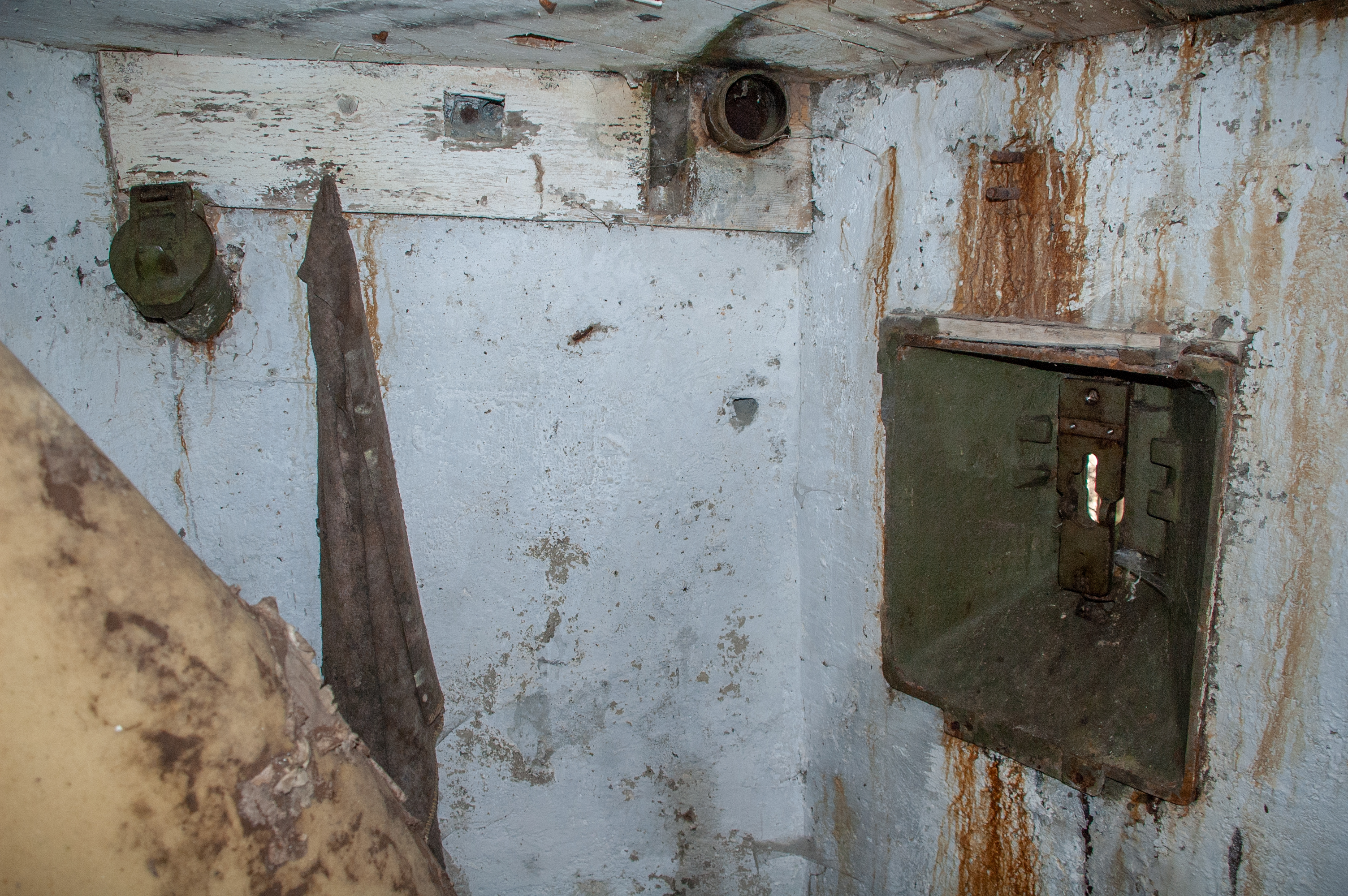
Detail střílny zevnitř
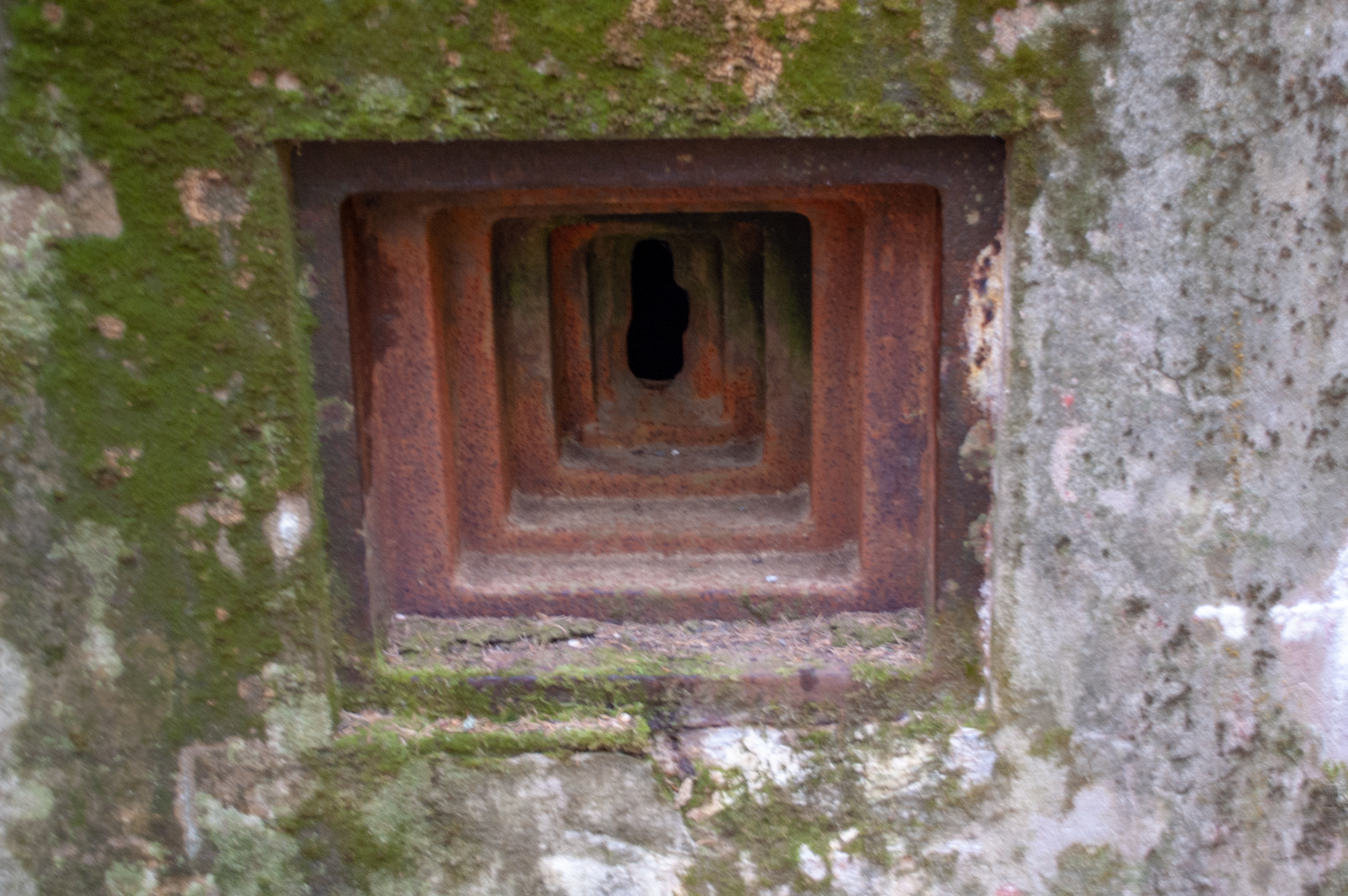
Detail střílny zvenčí
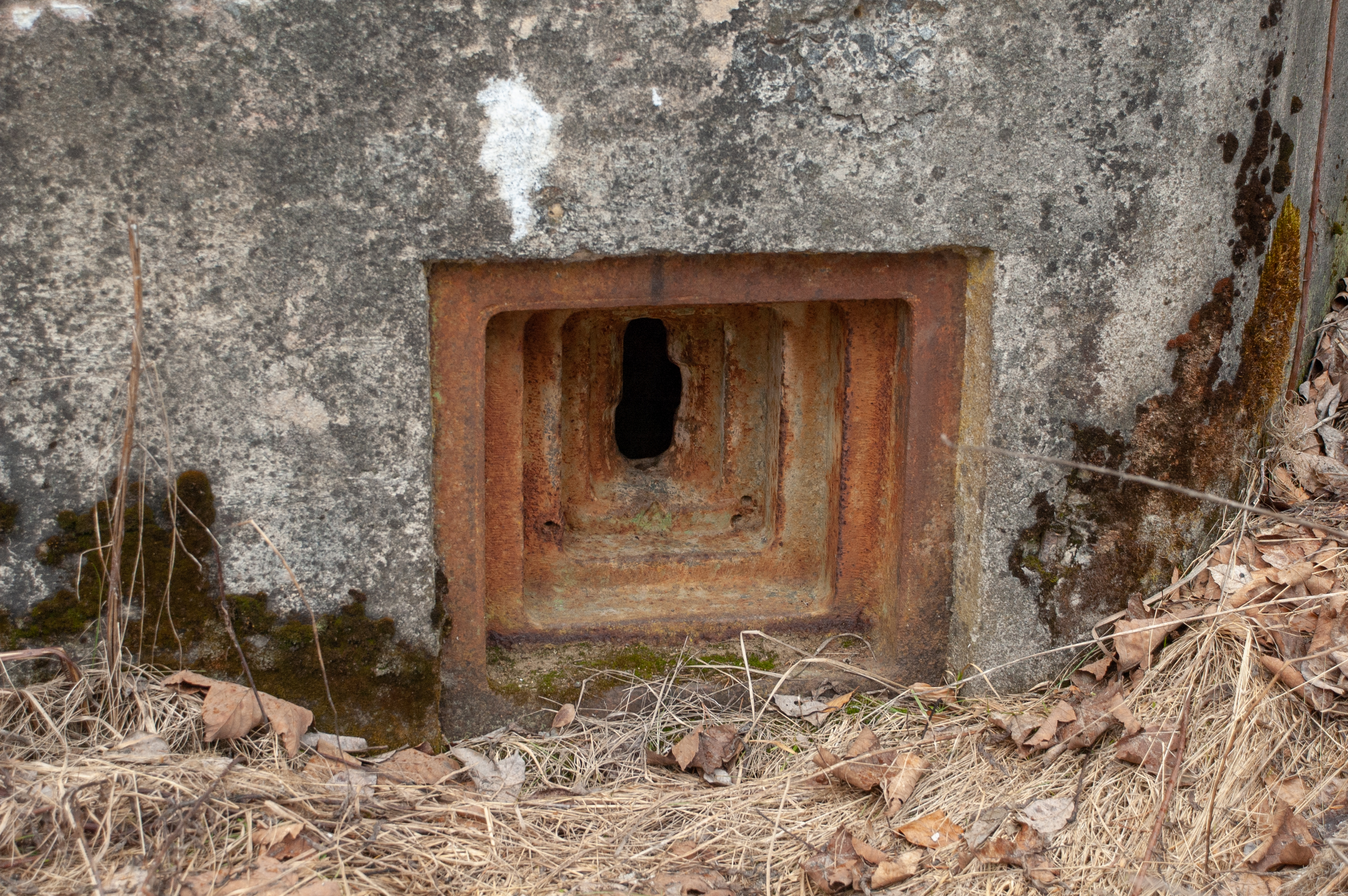
Detail střílny zvenčí

### Detaily interiérů objektů reaktivovaných po roce 1948

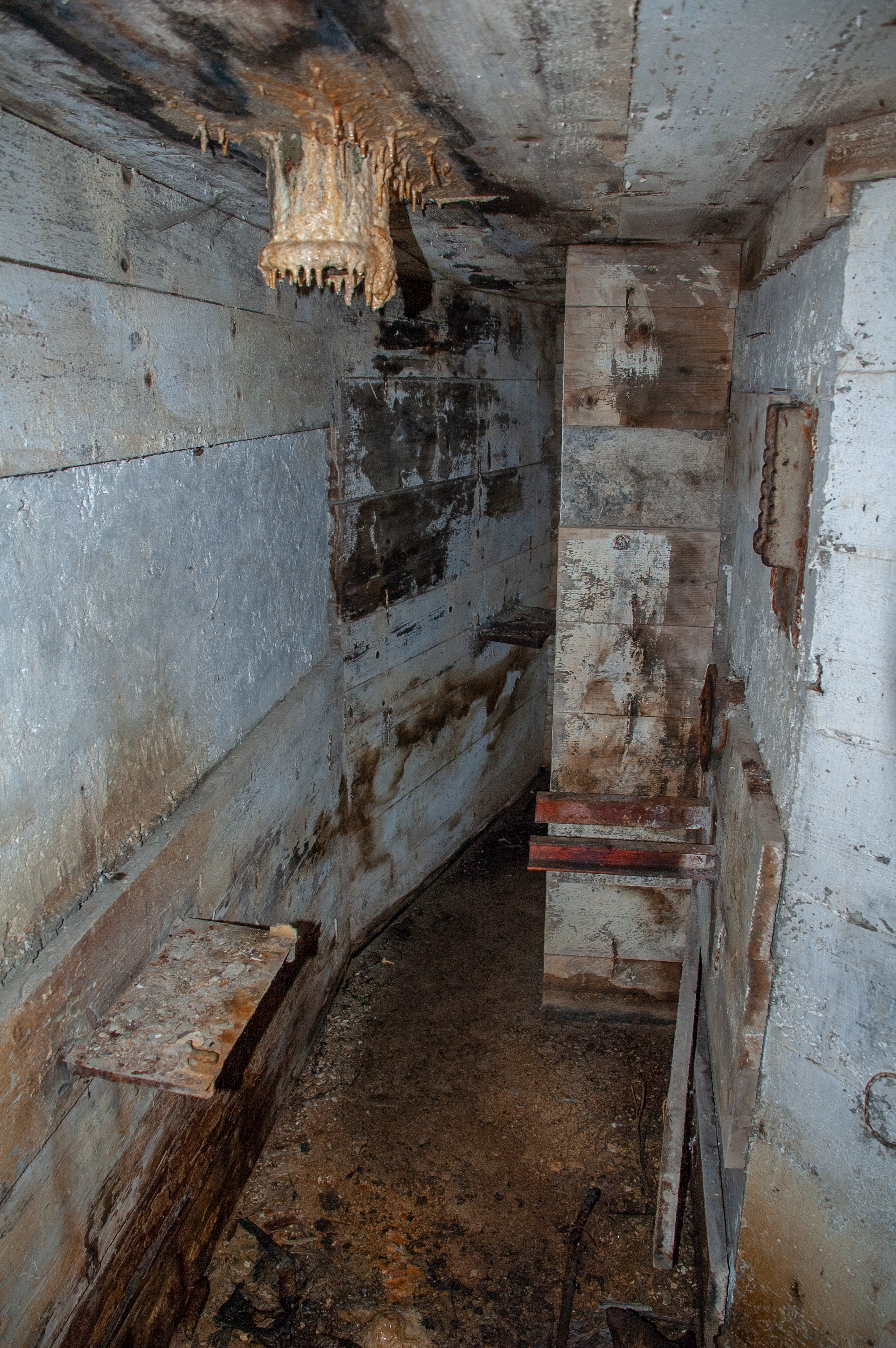
Detail interiéru reaktivovaného objektu
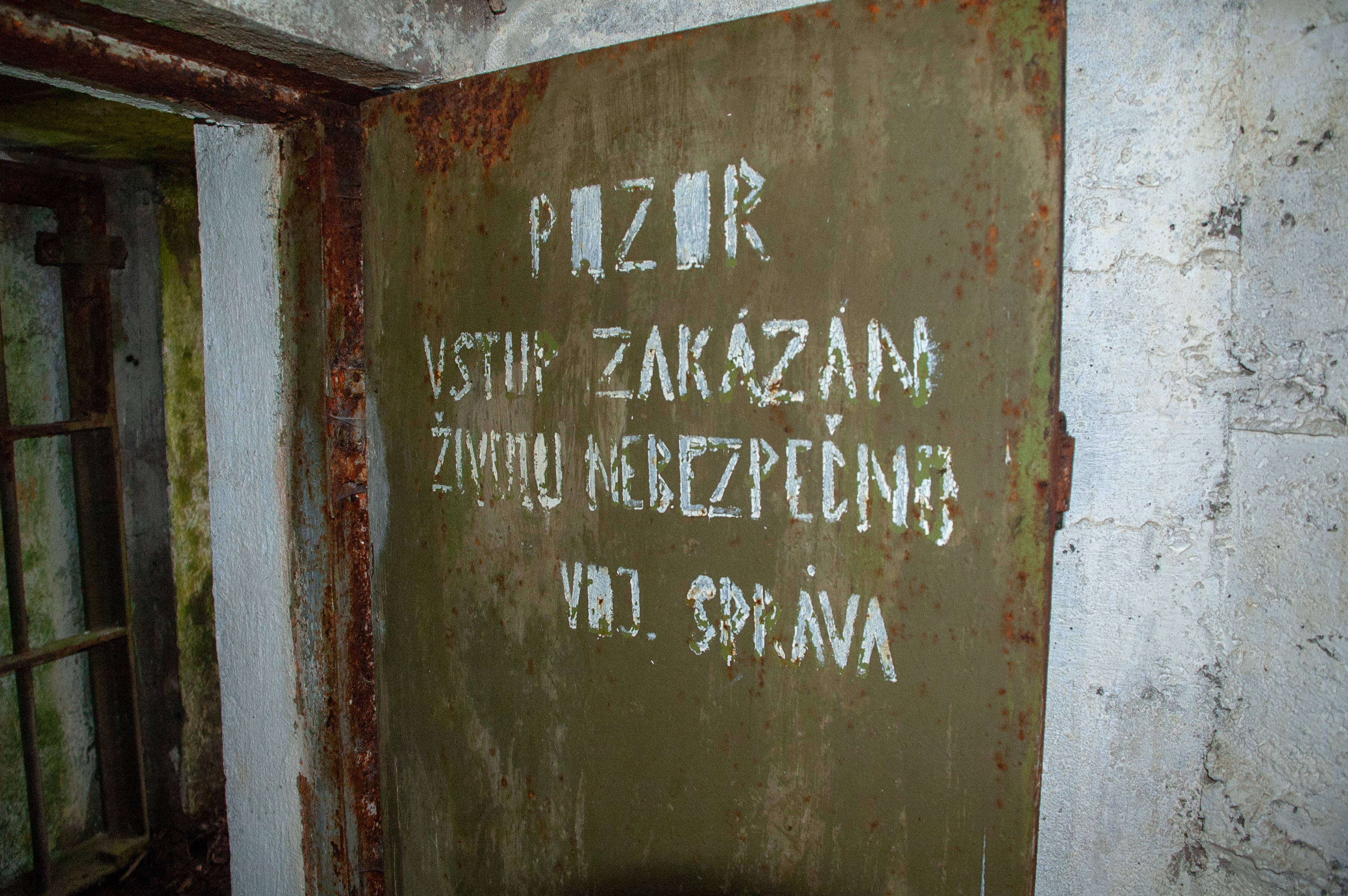
Detail kovových dveří reaktivovaného objektu
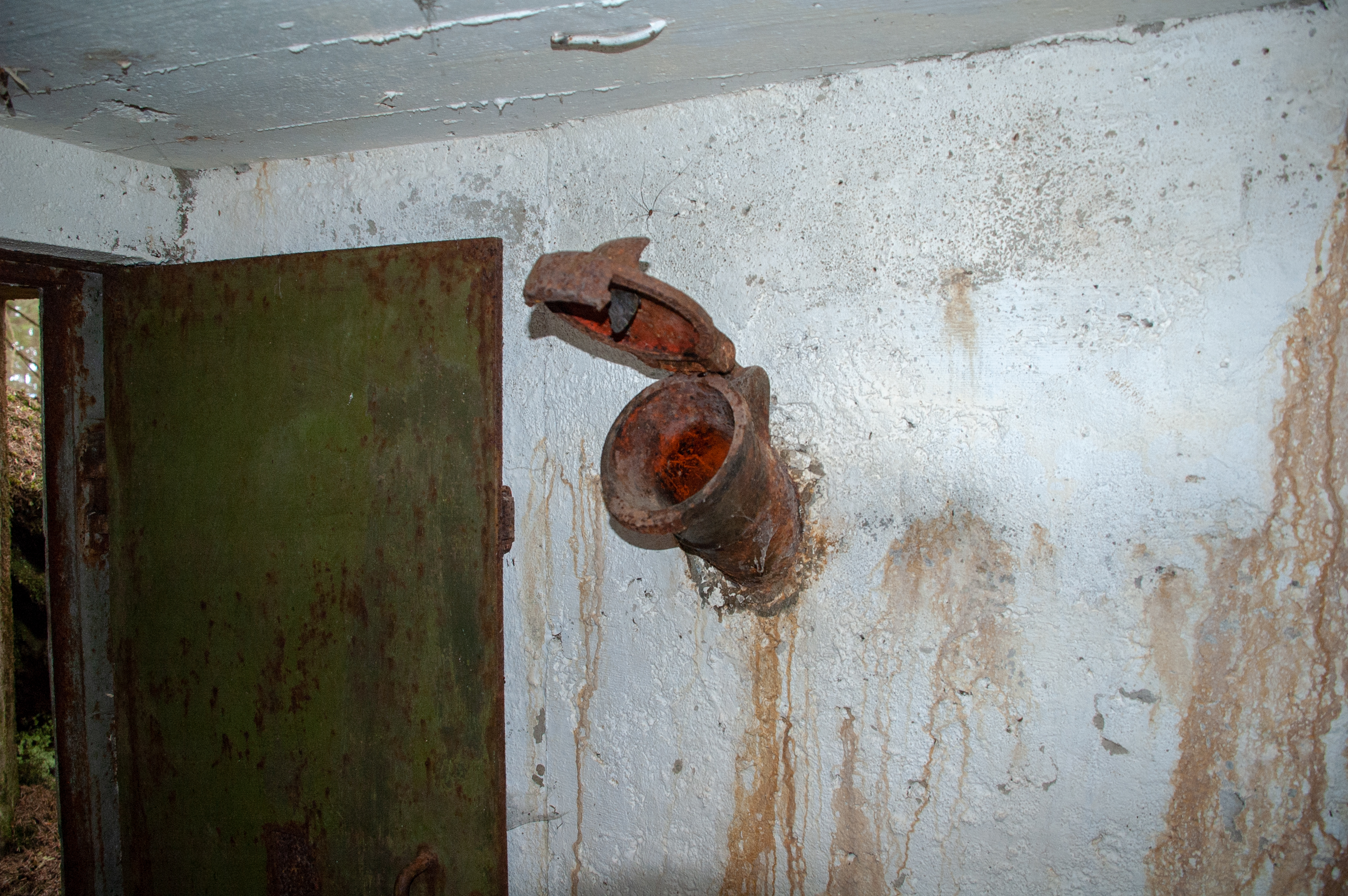
Detail interiéru objektu reaktivovaného po roce 1948
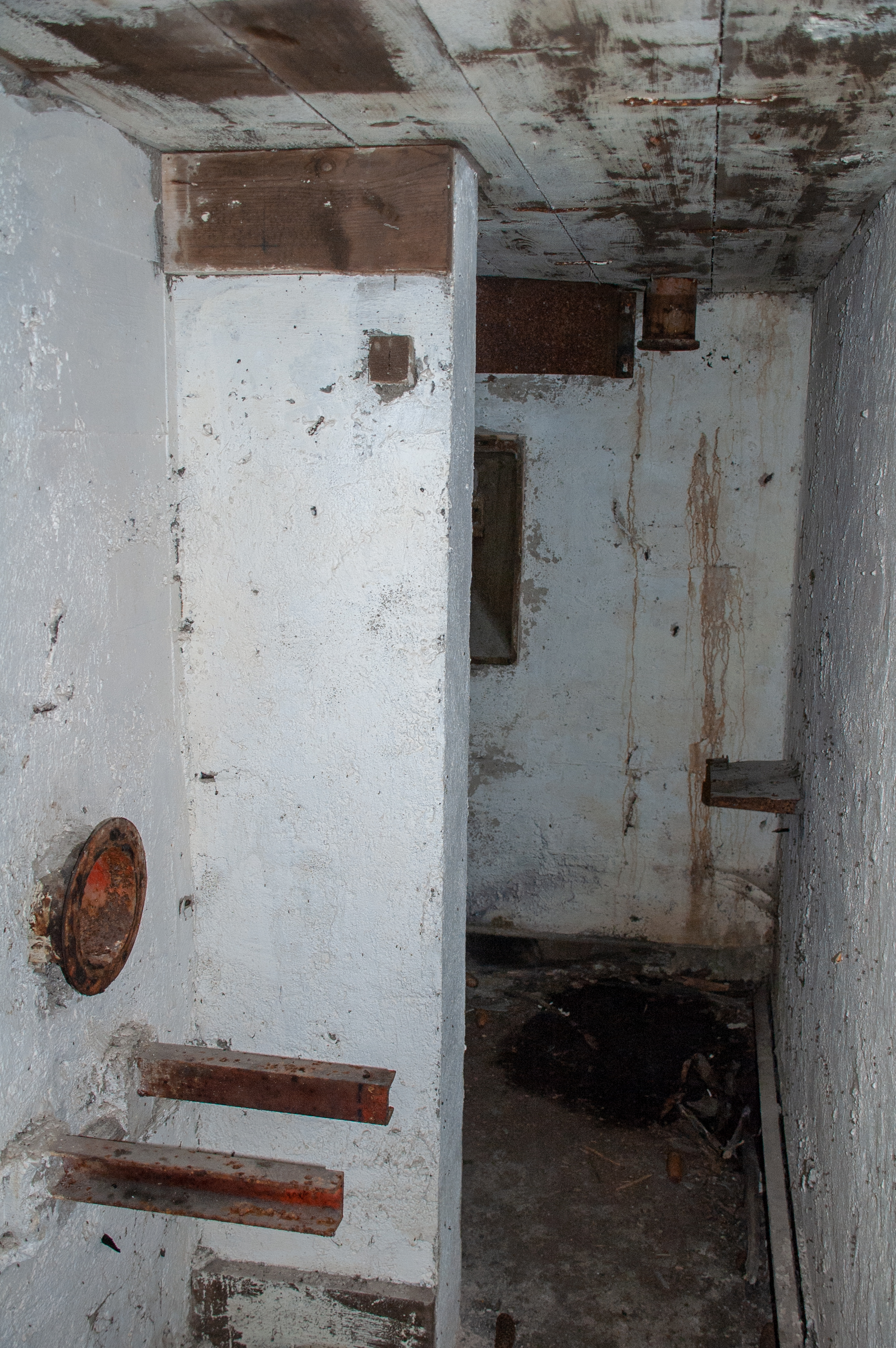
Detail interiéru reaktivovaného objektu
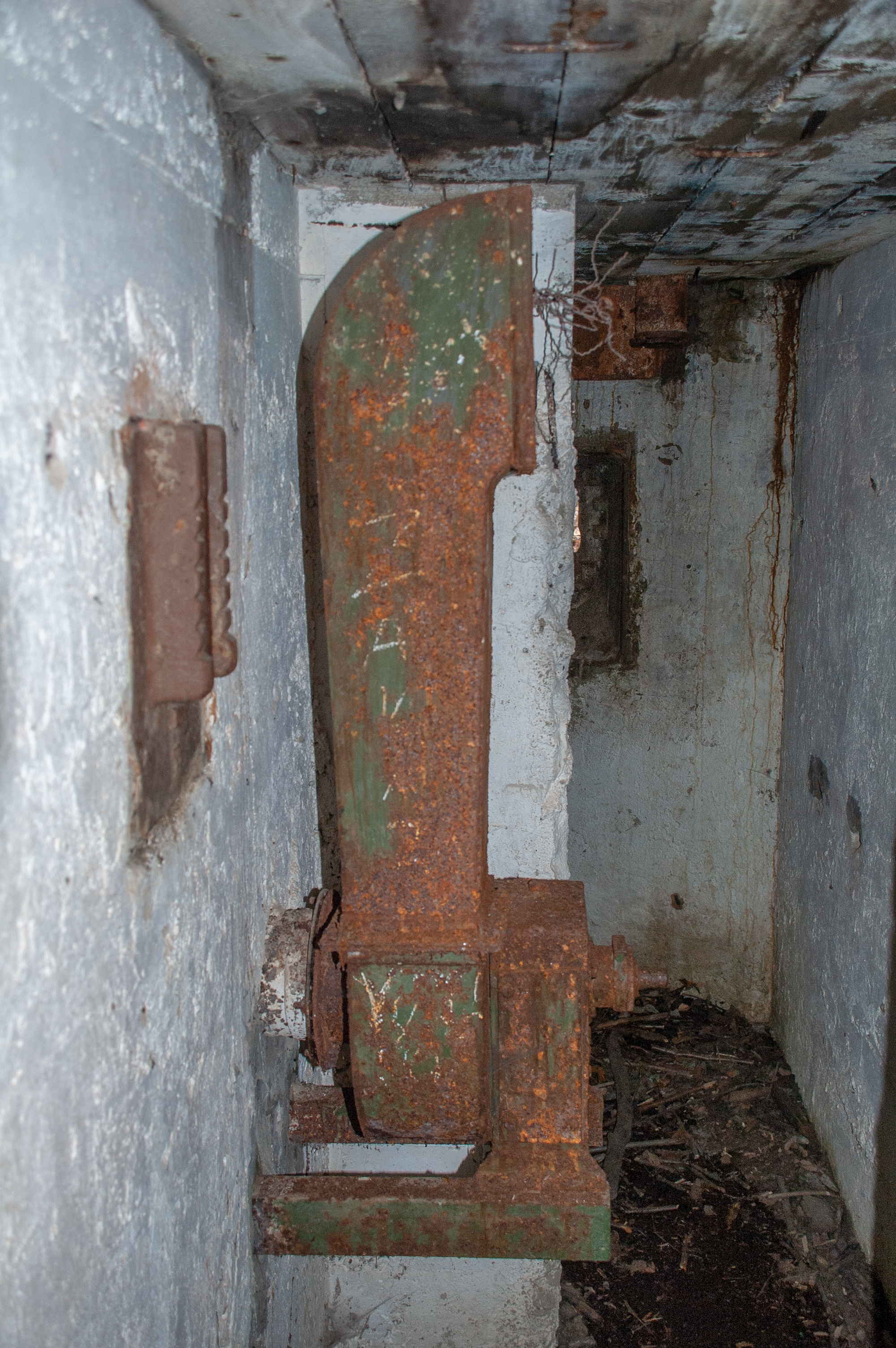
Detail interiéru reaktivovaného objektu
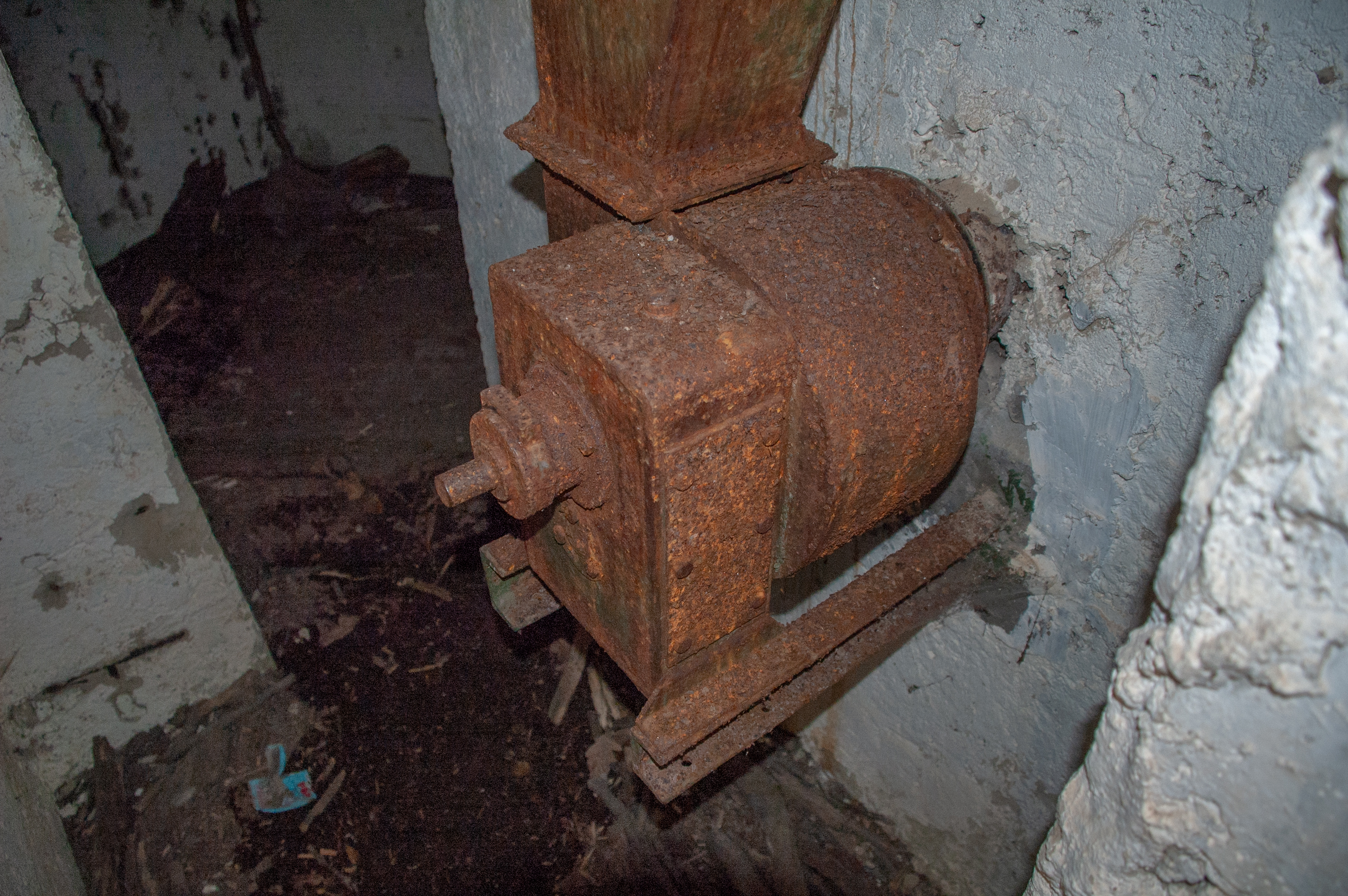
Detail interiéru reaktivovaného objektu
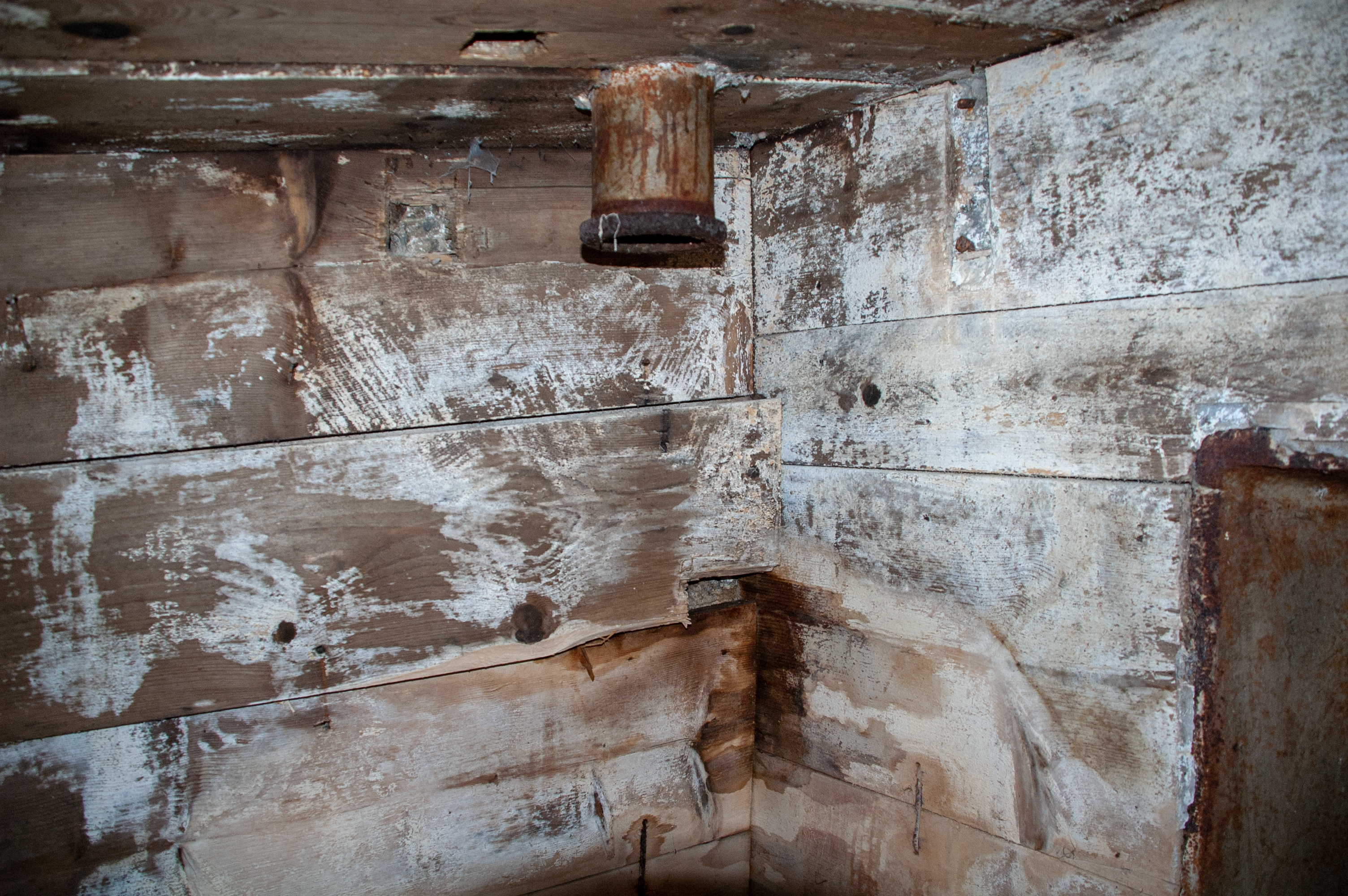
Detail interiéru reaktivovaného objektu - dochovaná výdřeva
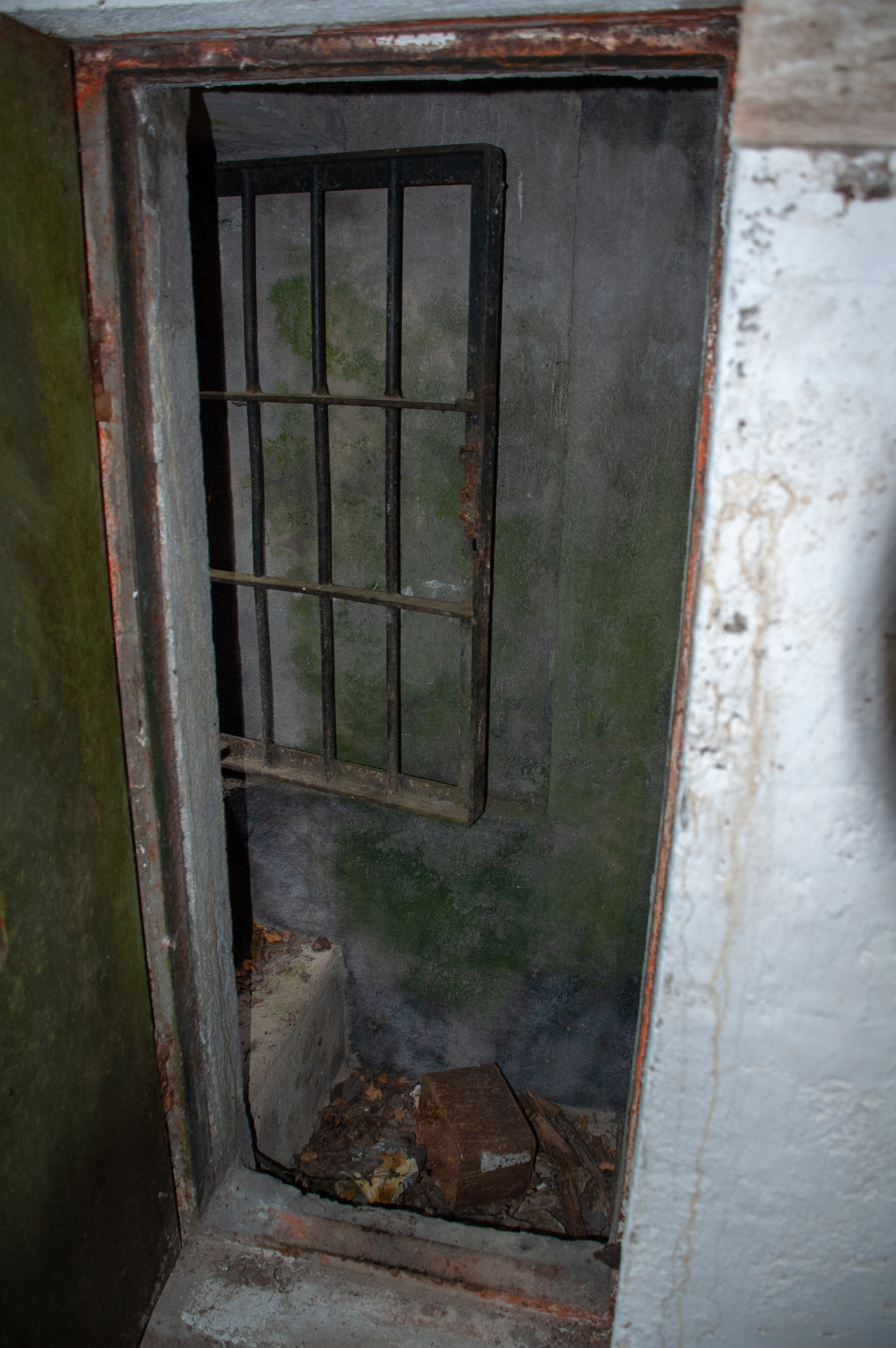
Pohled do dveří s mříží objektu
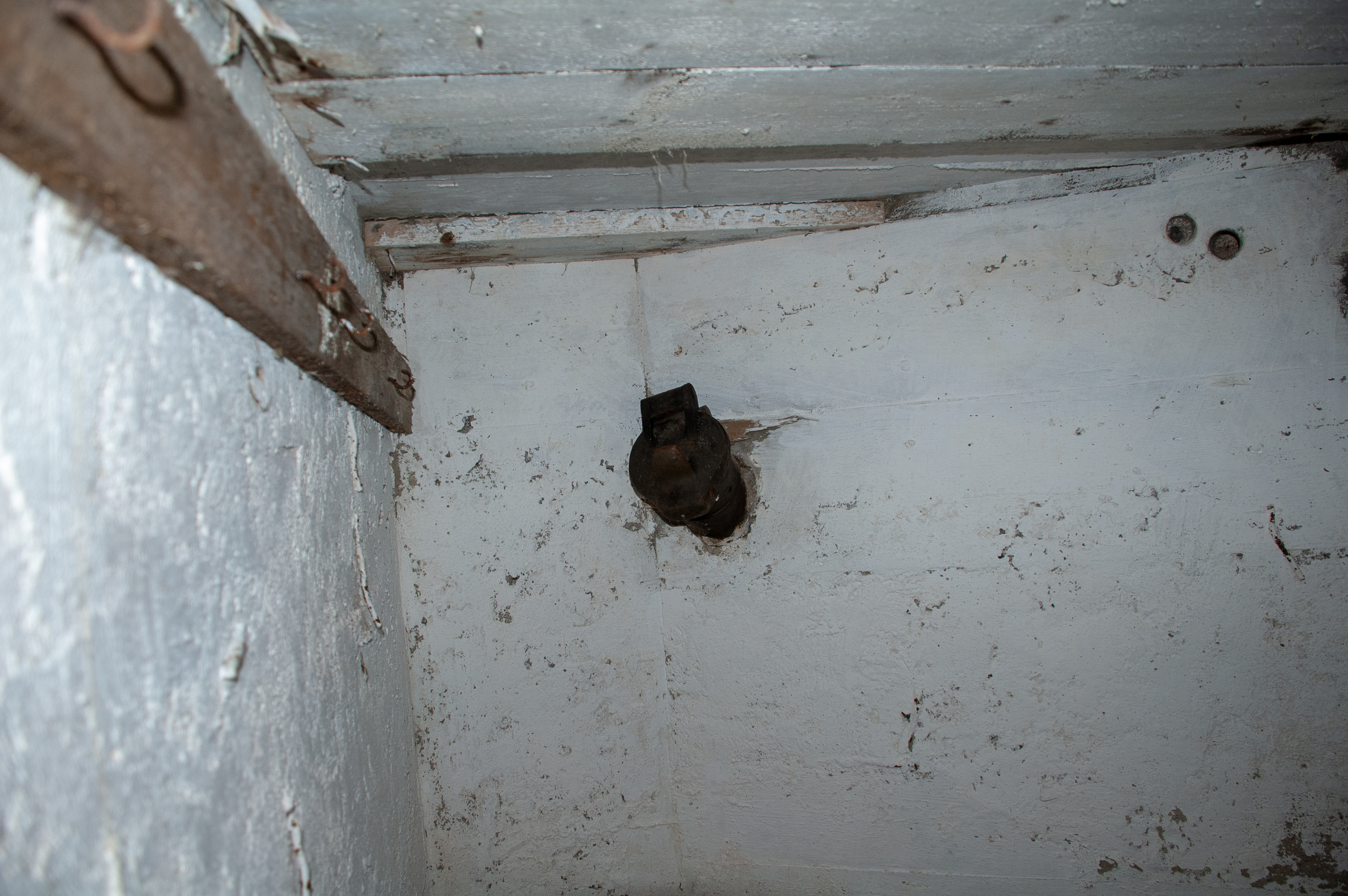
Detail interiéru objektu
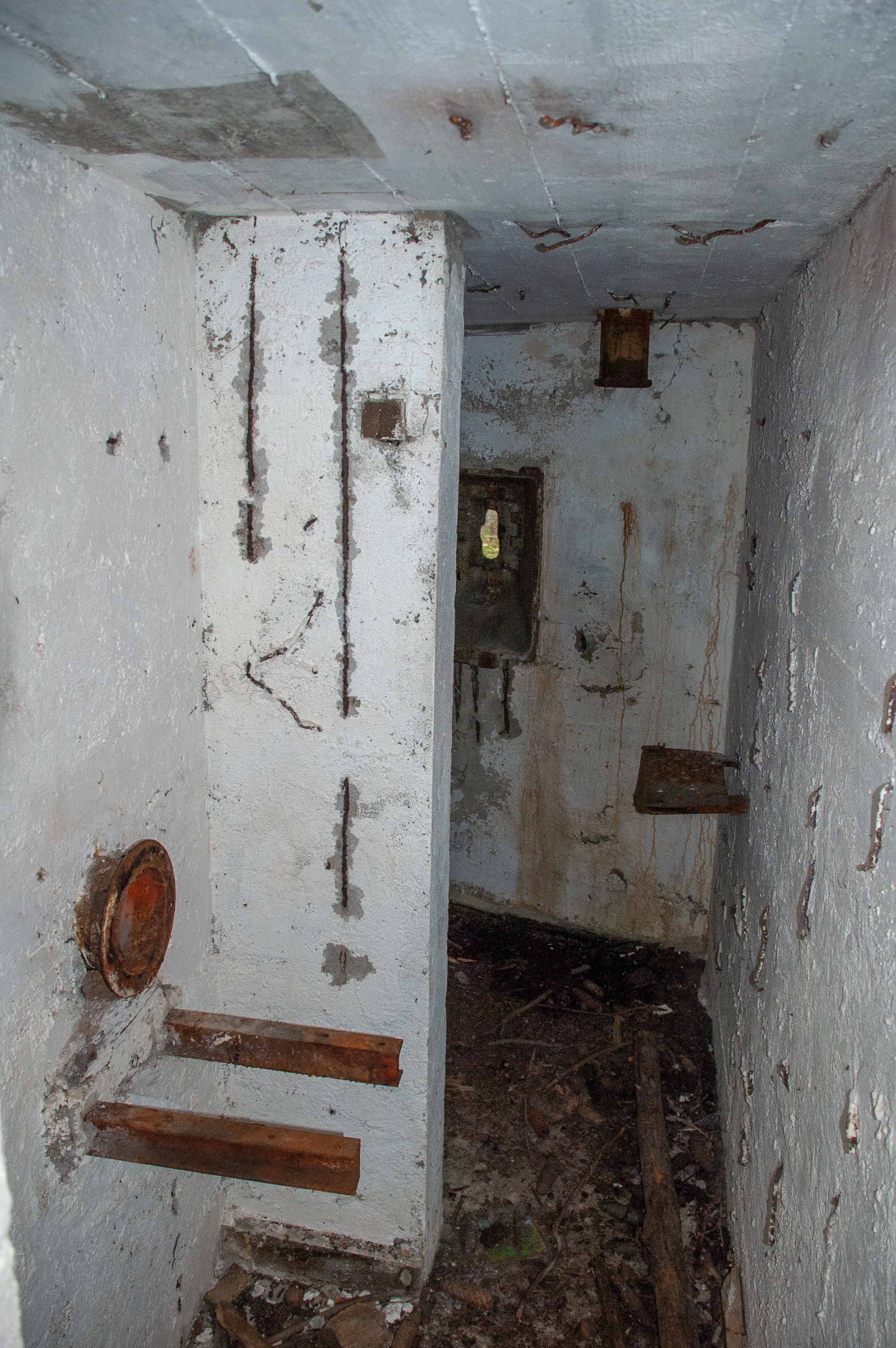
Detail interiéru objektu

### Detaily vnějších stěn objektů reaktivovaných po roce 1948

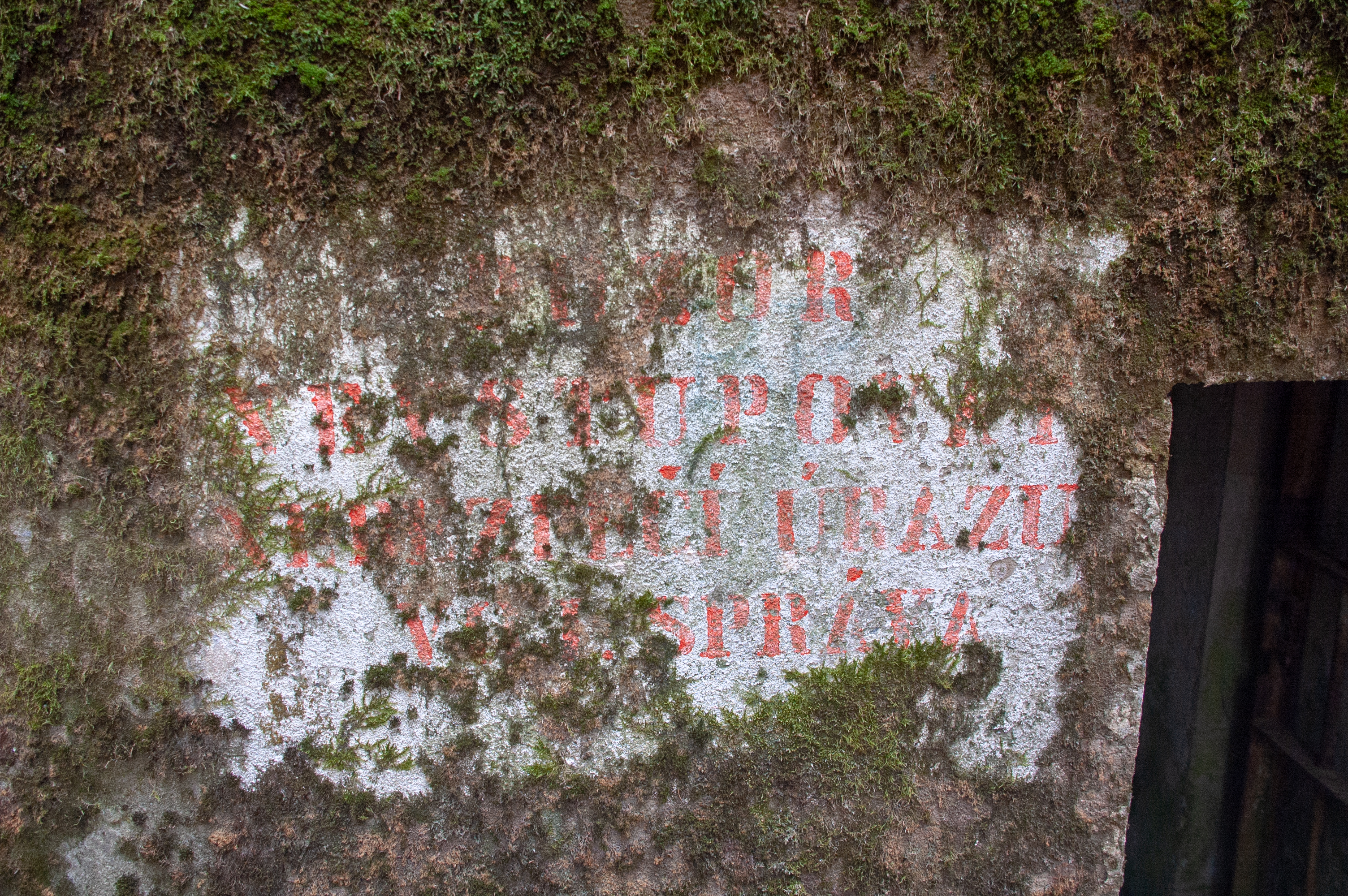
Varovný nápis na stěně objektu
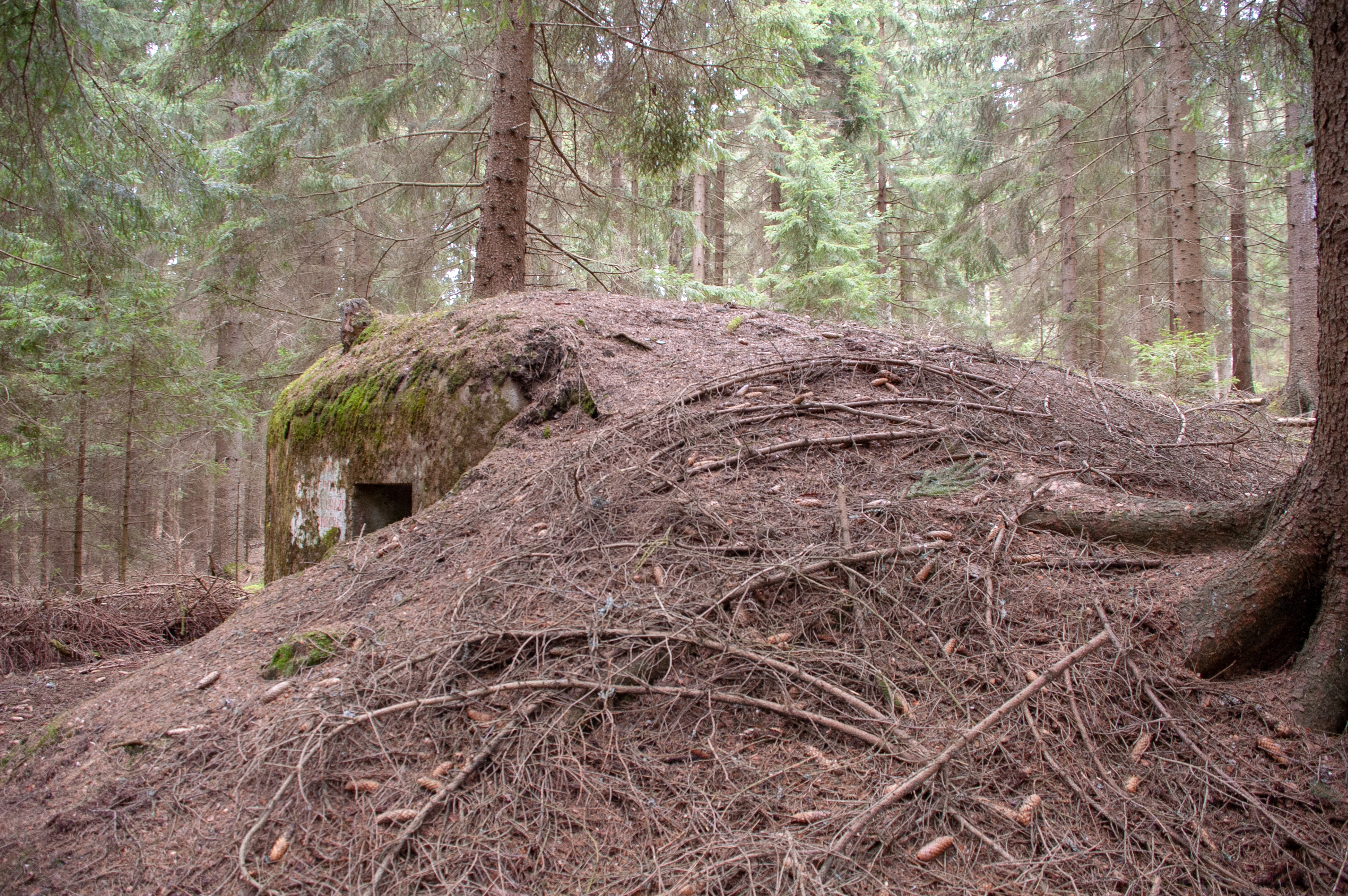
Vchodová stěna zarostlá kořeny stromu
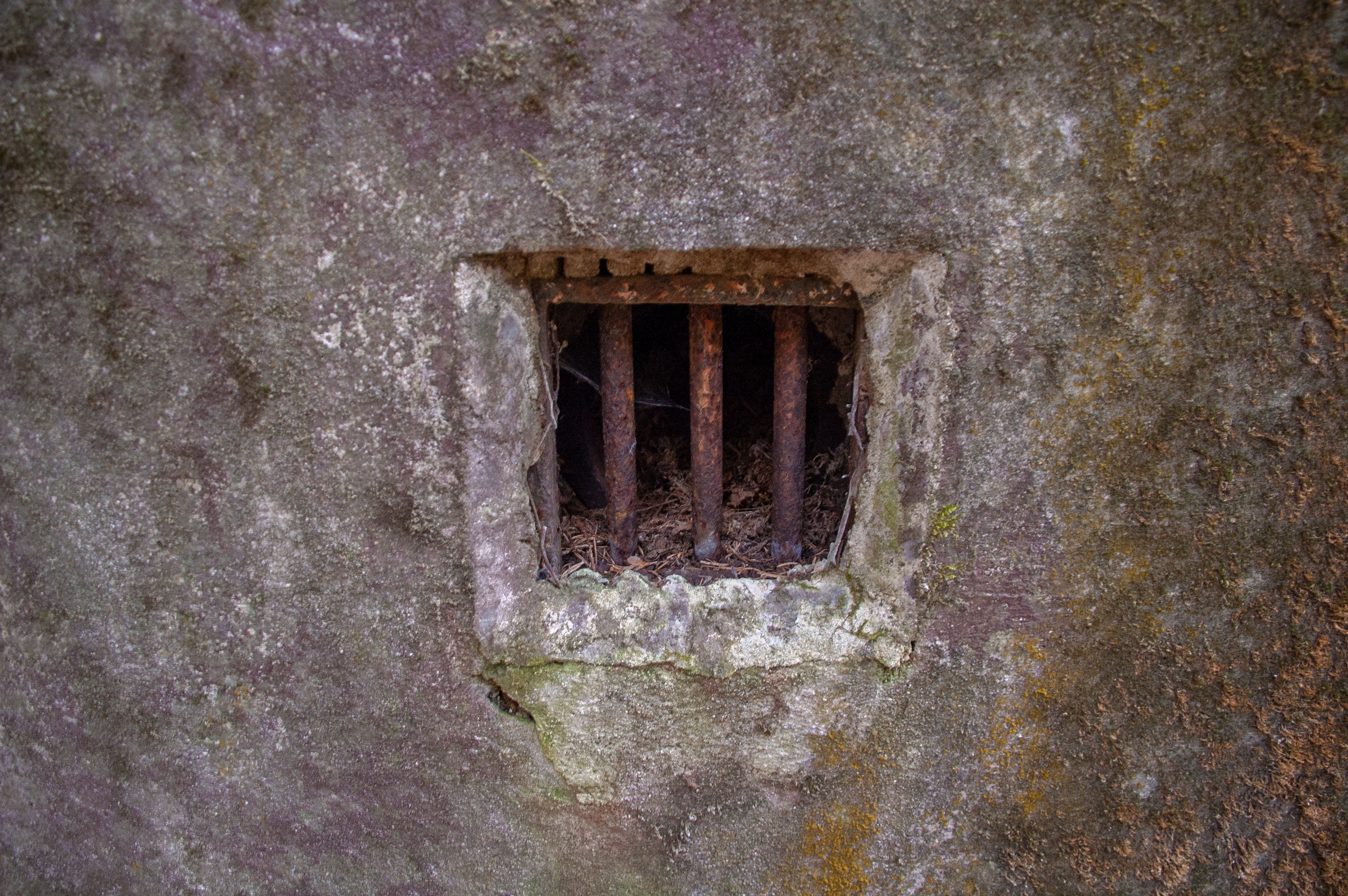
Detail větracího okénka
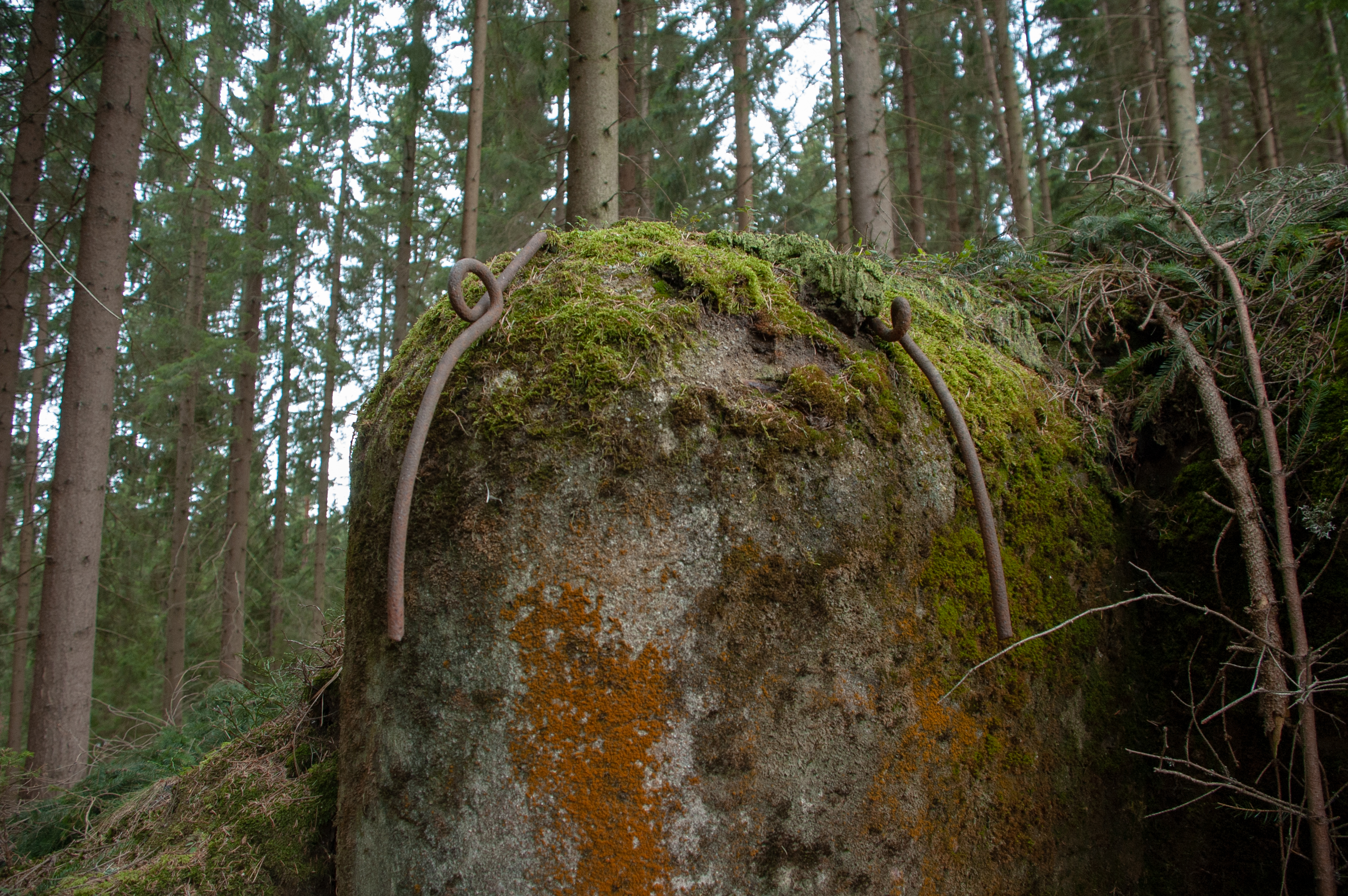
Detail ucha čelní stěny
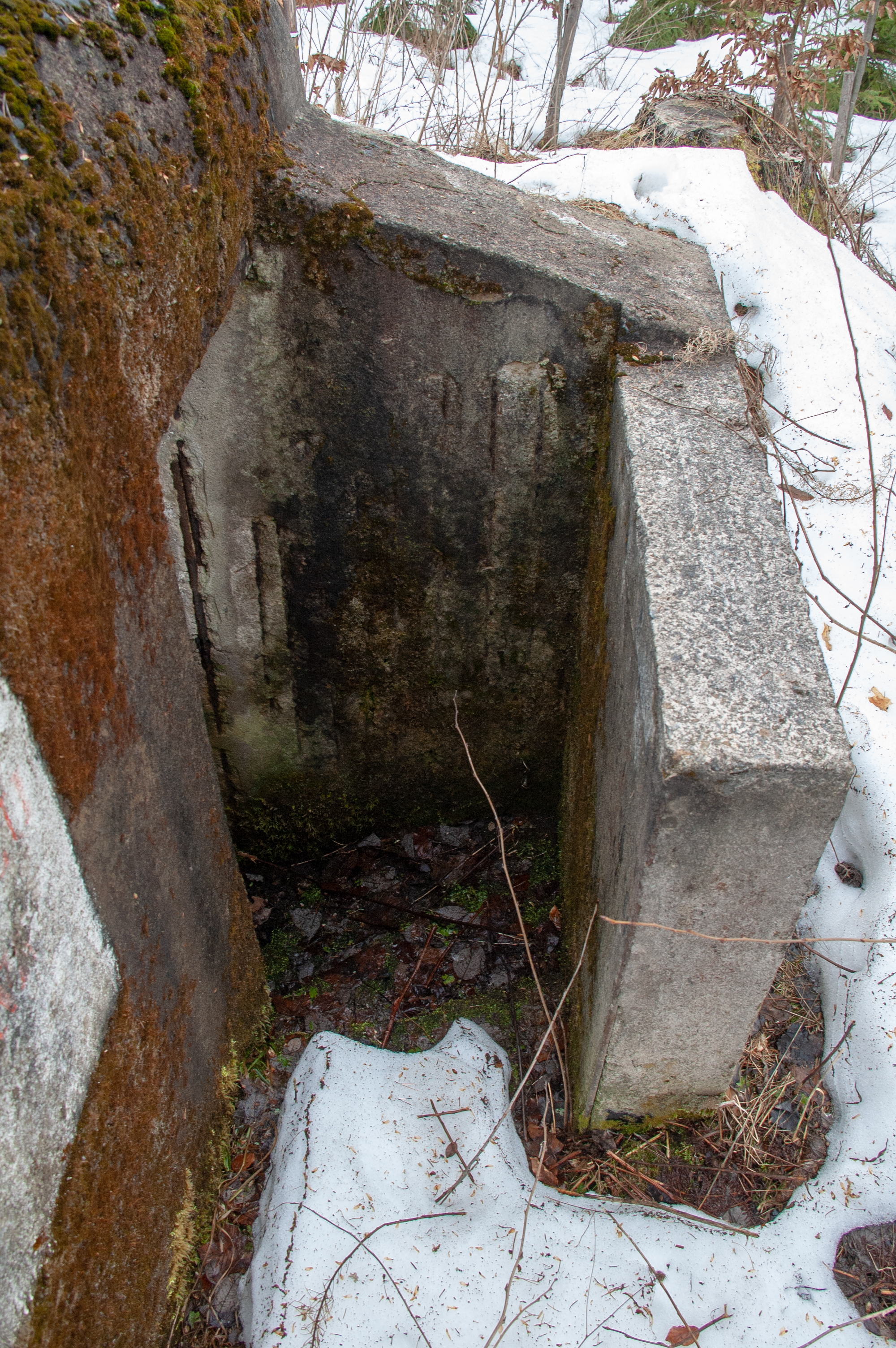
Detail úprav zadní vchodové stěny reaktivovaného objektu
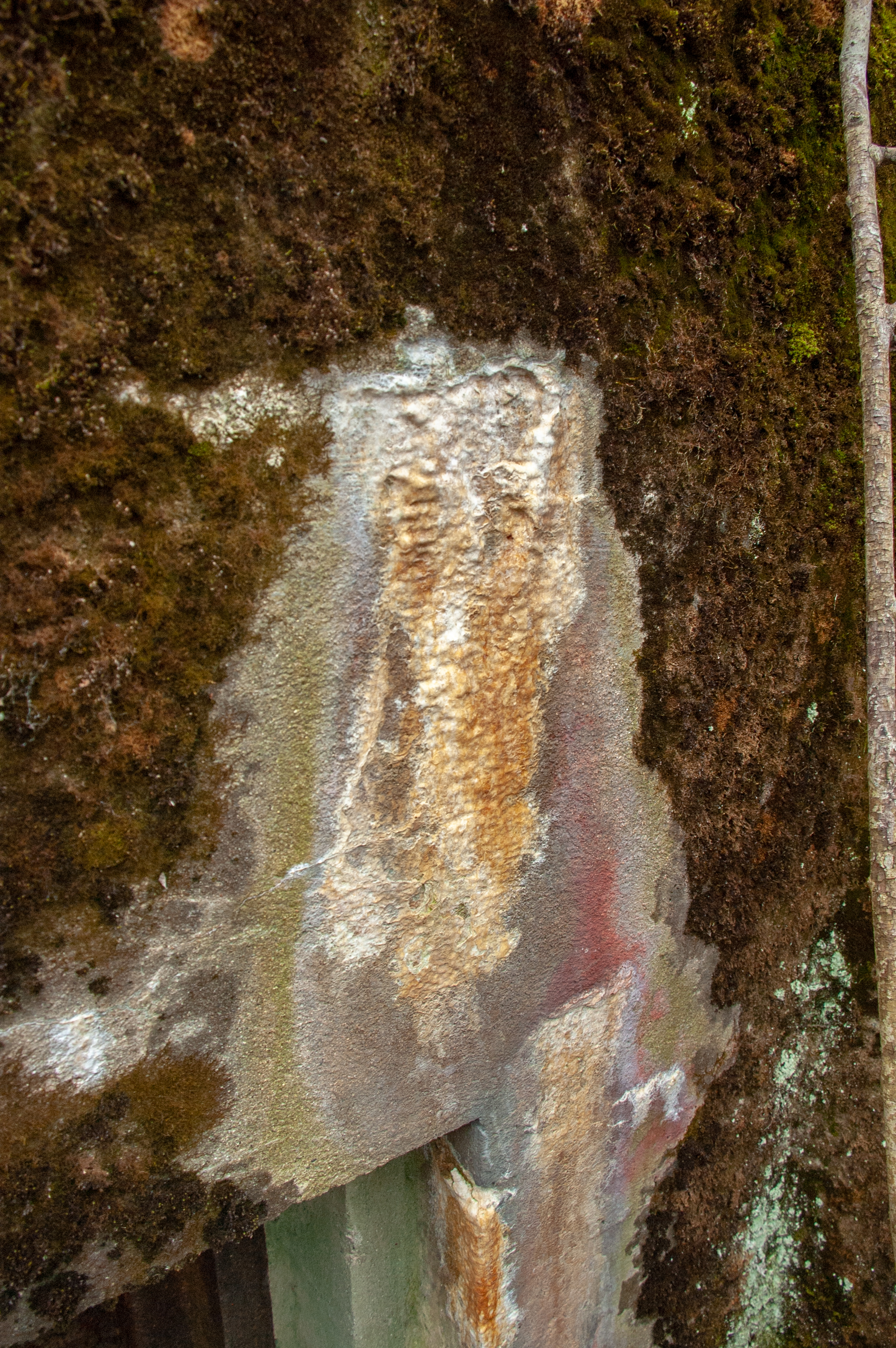
Detail eroze stěny
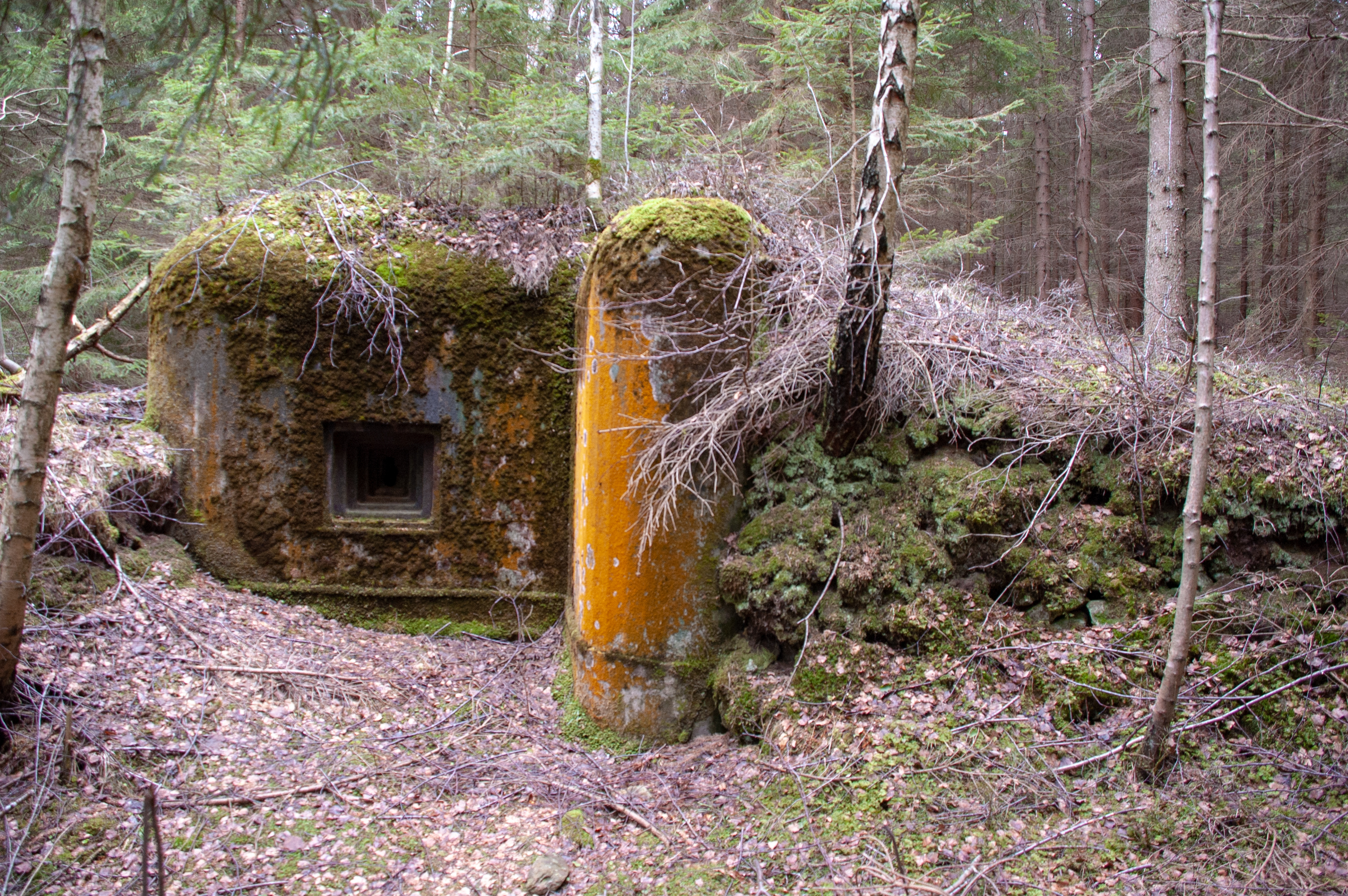
Detail čelní stěny se zbytkem maskování práškovými barvami
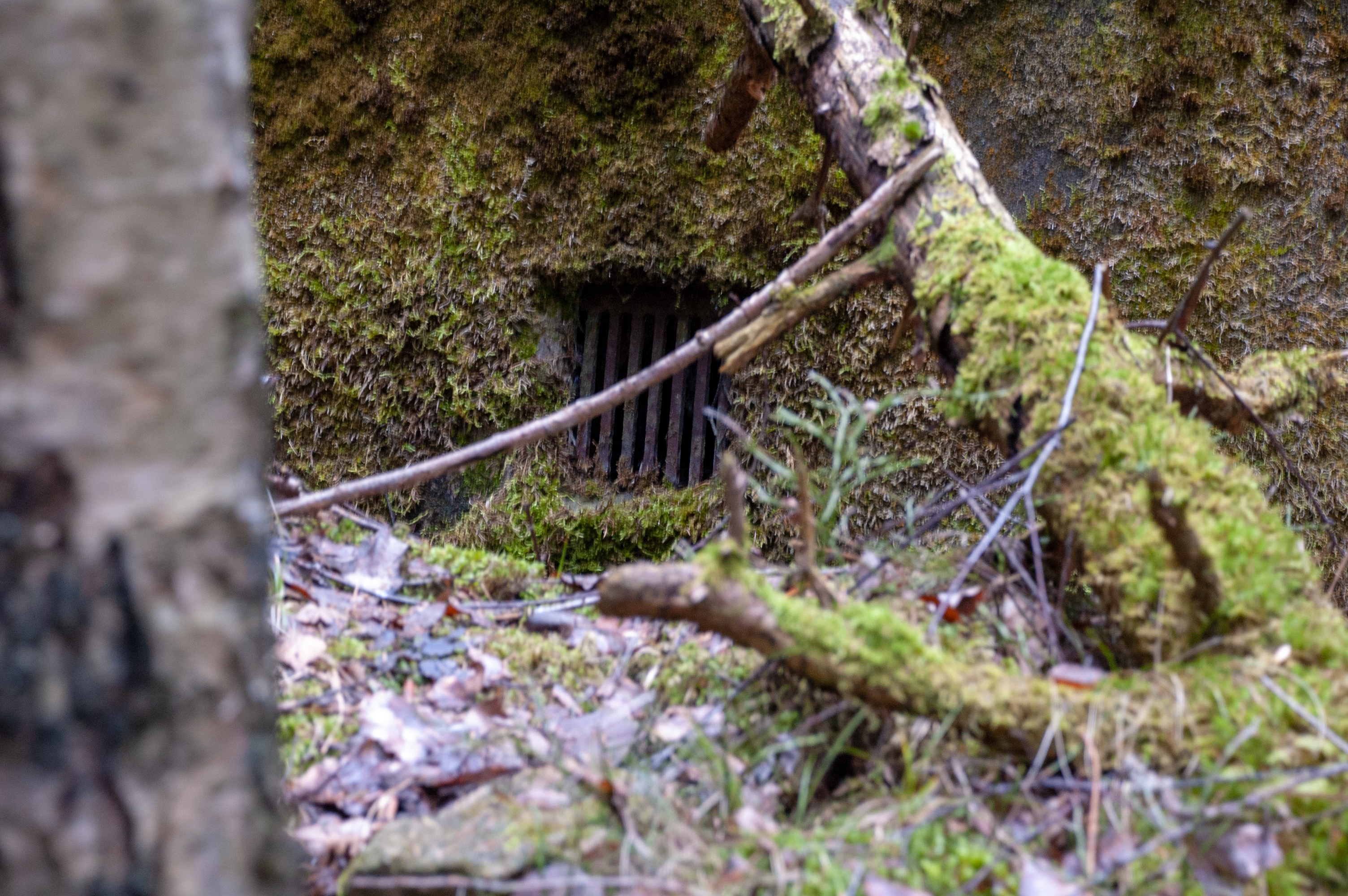
Detail větracího okénka a eroze stěny
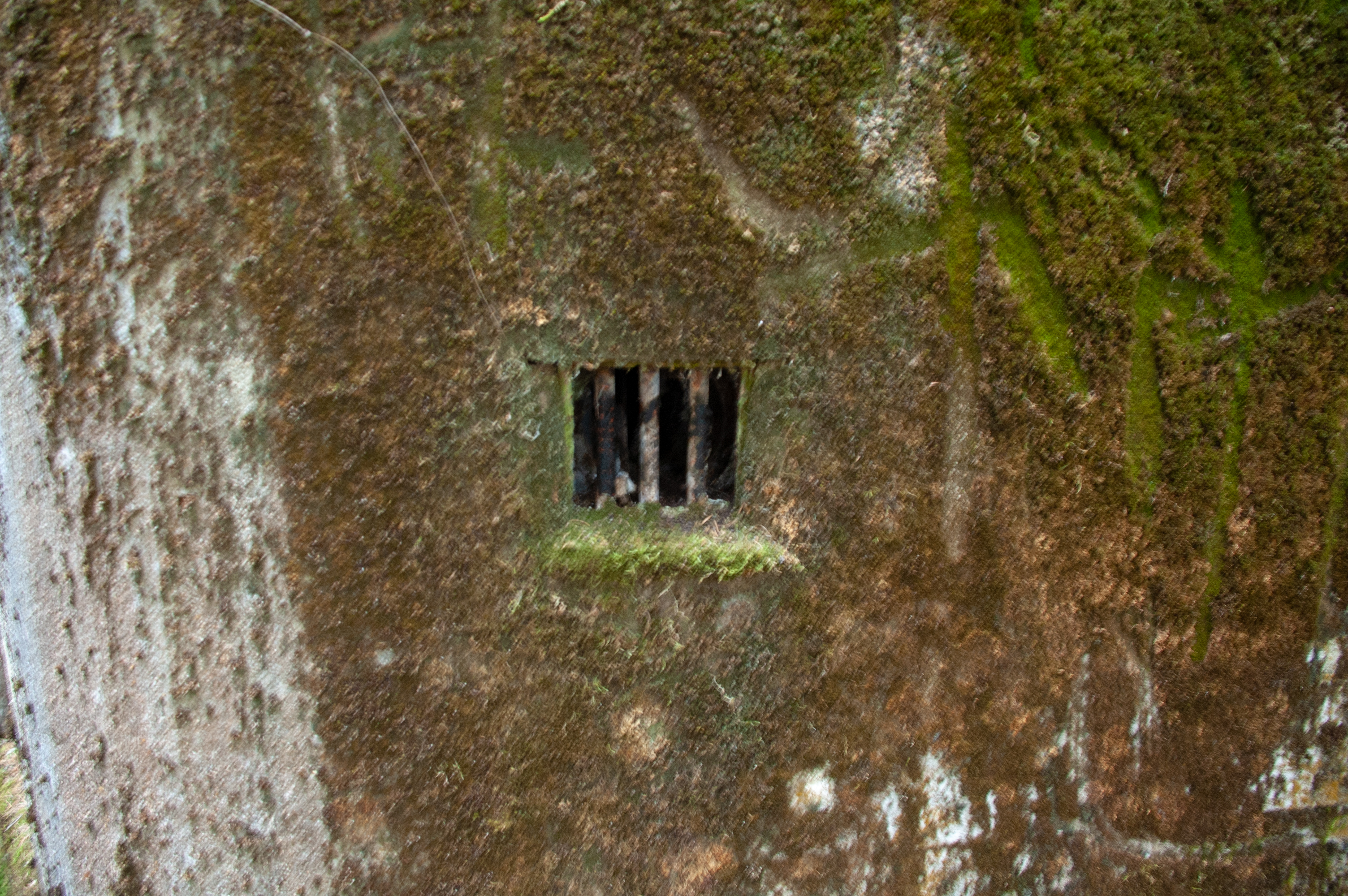
Detail větracího okénka a eroze stěny
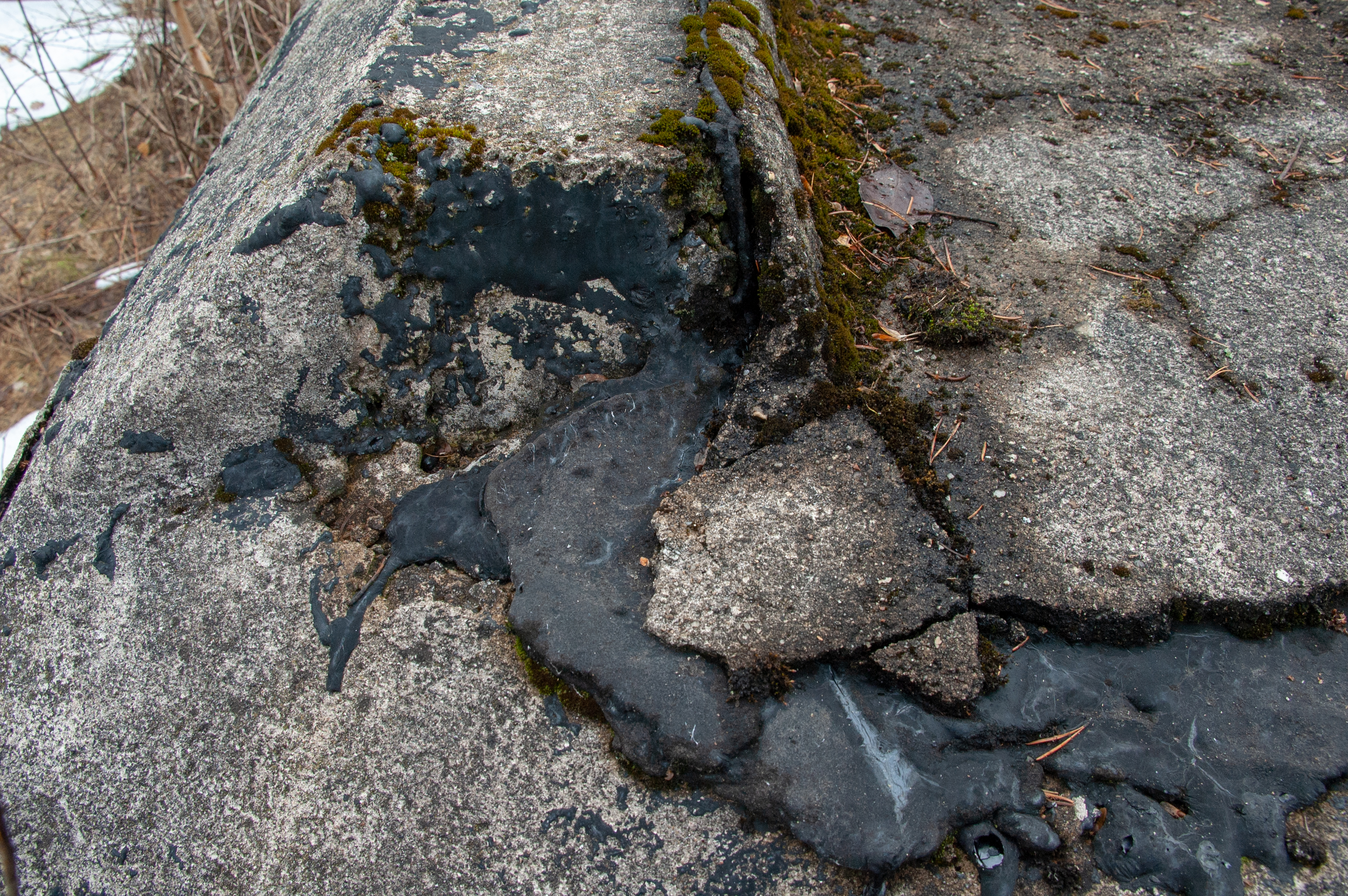
Vyspravení dehtem, pohled na strop

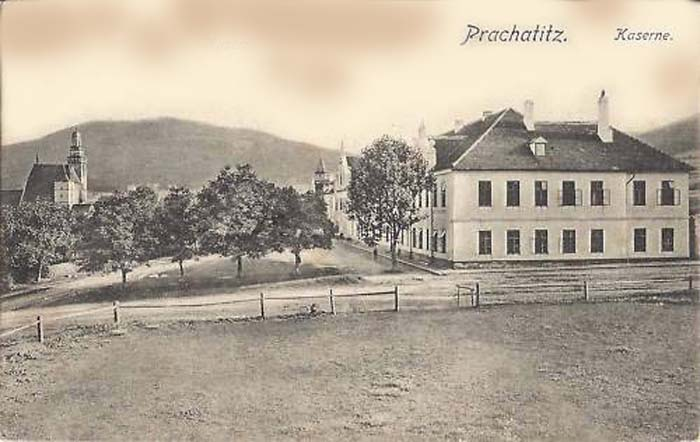
Prachatitz Kaserne
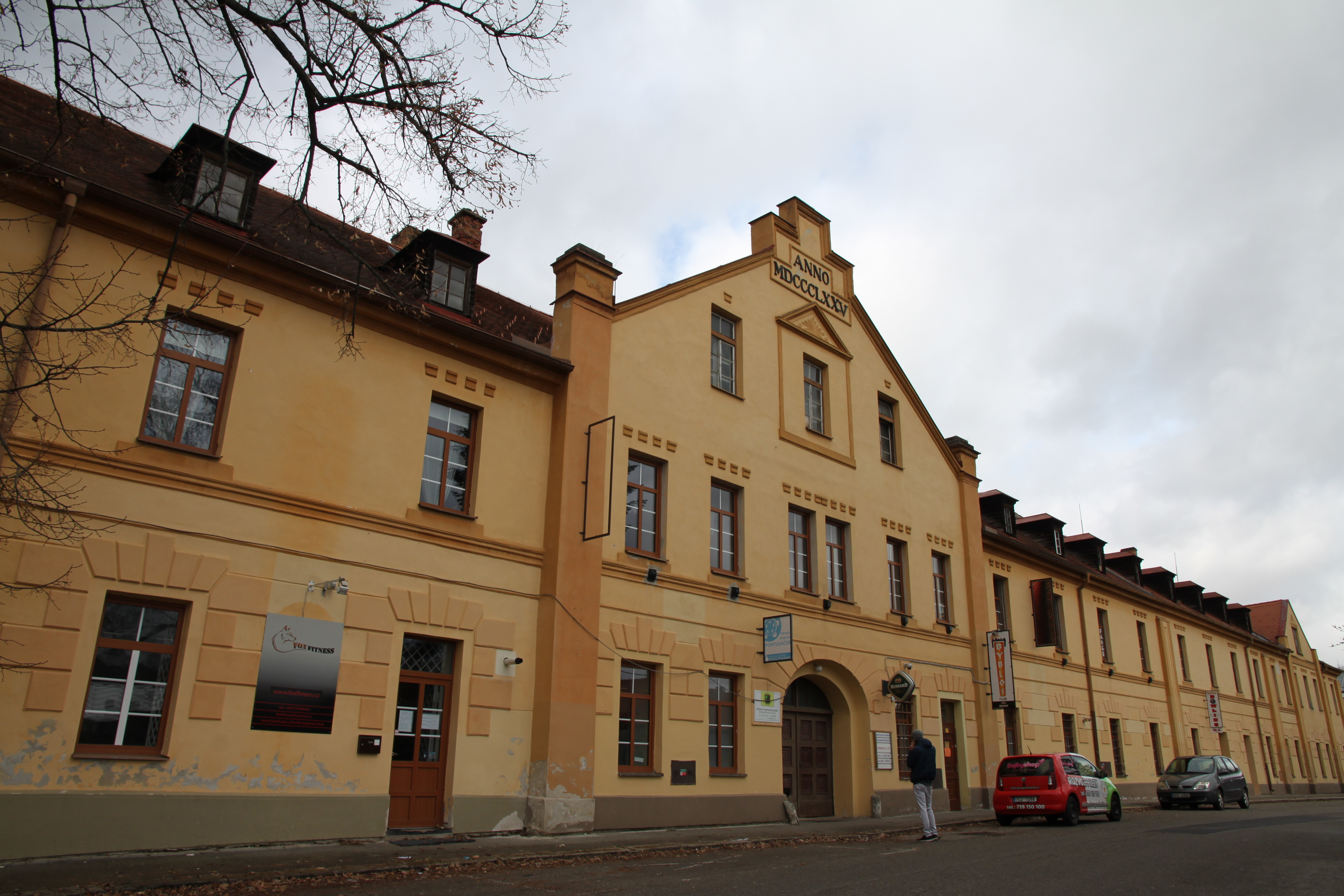
Prachatice, Žižkova kasárna